# Bourges
Pour les articles homonymes, voir Bourges (homonymie).
Ne doit pas être confondu avec Bourgès ou Maurice Bourgès-Maunoury.
Bourges (prononcé : /buʁʒ/) est une commune française, préfecture du département du Cher.
Avec 64 238 habitants en 2022, il s'agit de la commune la plus peuplée du département et la troisième commune la plus peuplée de la région Centre-Val de Loire, après Tours et Orléans, et devant Blois, Châteauroux et Chartres.
Au centre d'une aire d'attraction de 173 219 habitants en 2022, l'aire d'attraction de Bourges est la 65e de France et la 3e de la région.
Elle est aussi la capitale historique du Berry, province de l'Ancien Régime correspondant approximativement aux départements actuels de l’Indre et du Cher.
Ses habitants sont appelés les Berruyers.

## Géographie

### Généralités
Capitale de l'ancienne province du Berry, à quelques dizaines de kilomètres du centre géométrique de la France métropolitaine, et à 240 km au sud de Paris, la ville de Bourges est située à la confluence de plusieurs rivières (Yèvre et Voiselle, une de ses dérivations, Auron, Moulon, Langis). Cette forte présence de l'eau affluant dans une vallée (celle de l'Yèvre) à la pente très peu marquée explique l'importante surface marécageuse au pied de la ville médiévale (actuel centre-ville, sur un promontoire rocheux en prolongement du plateau Sud). Ces vastes zones humides cernant autrefois la ville à l'est et l'ouest et pendant longtemps dédiées au pacage et au maraîchage ont été aménagées au fur et à mesure du développement urbain : canalisation des cours d'eau, remblais, urbanisation, exploitation agricole. Les marais de l'Yèvre et de la Voiselle divisés en multiples parcelles et dédiés aujourd'hui à l'exploitation potagère d'agrément et aux loisirs ont au sein de cet ensemble géographique spécifique peu subi l'urbanisation.
Dans les années 1970, un lac artificiel, le lac d'Auron, a été créé au sud de la ville par l'établissement d'un barrage sur l'Auron, qui est maintenant le centre d'une expansion urbanistique de la Ville vers le Sud.
La ville de Bourges est cependant désavantagée par sa situation géographique, qui n'offre aucune voie principale de communication aussi bien ferroviaire que routière. Elle dispose malgré tout d'un grand patrimoine historique comme l'Avaricum, la cathédrale Saint-Étienne classée au patrimoine mondial de l'UNESCO, le palais Jacques-Cœur ou encore la Maison de la culture.
Ancienne ville fortifiée, Bourges a conservé quelques vestiges de ces défenses, restes de remparts gallo-romains près de la mairie, et matérialisation au sol de l'emplacement d'une tour.
En 2023, après un long processus voyant Bourges affronter Montpellier, Clermont-Ferrand et Rouen, la ville est désignée Capitale Européenne de la Culture 2028 pour la France.

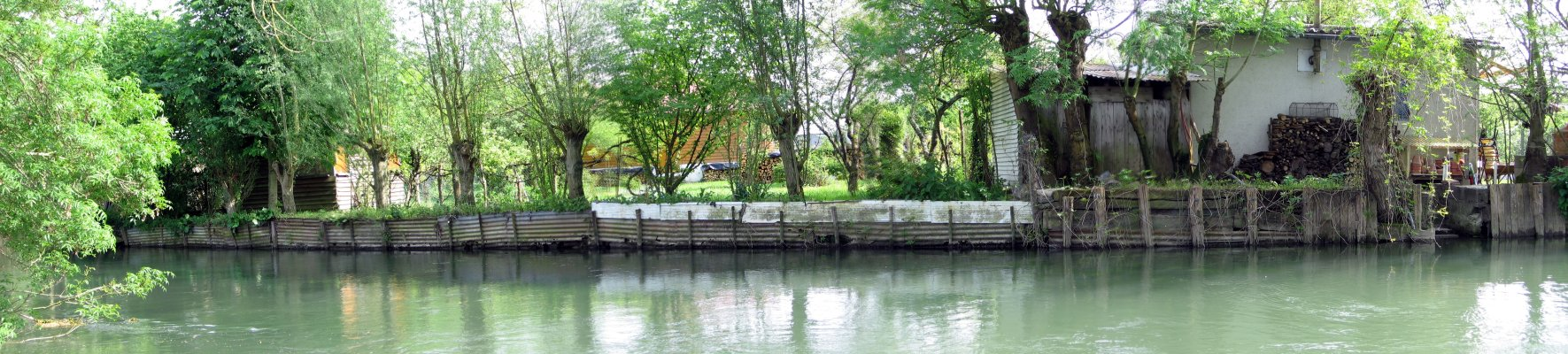
Panorama des marais de l’Yèvre et de la Voiselle.

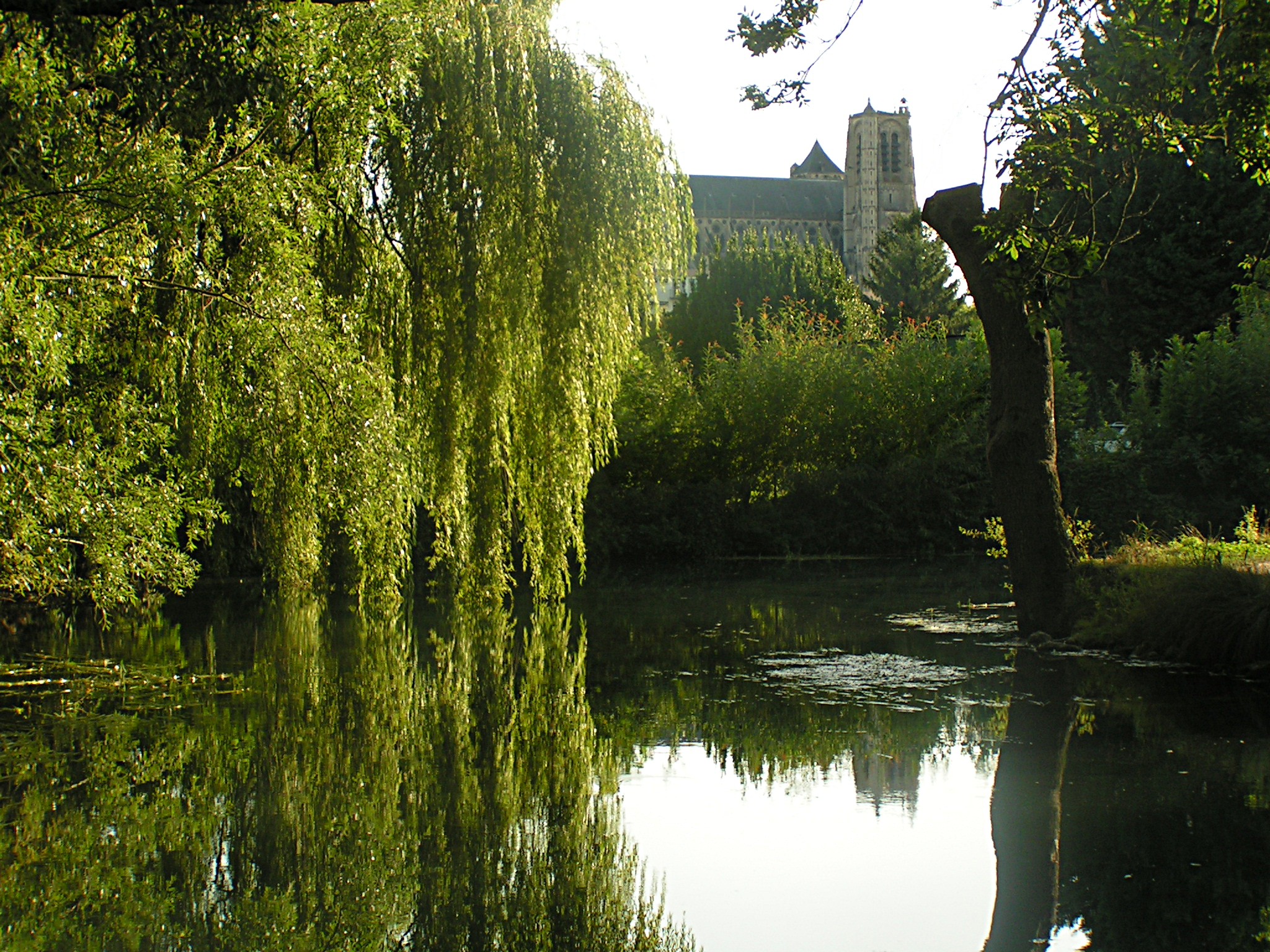
La cathédrale vue des marais.
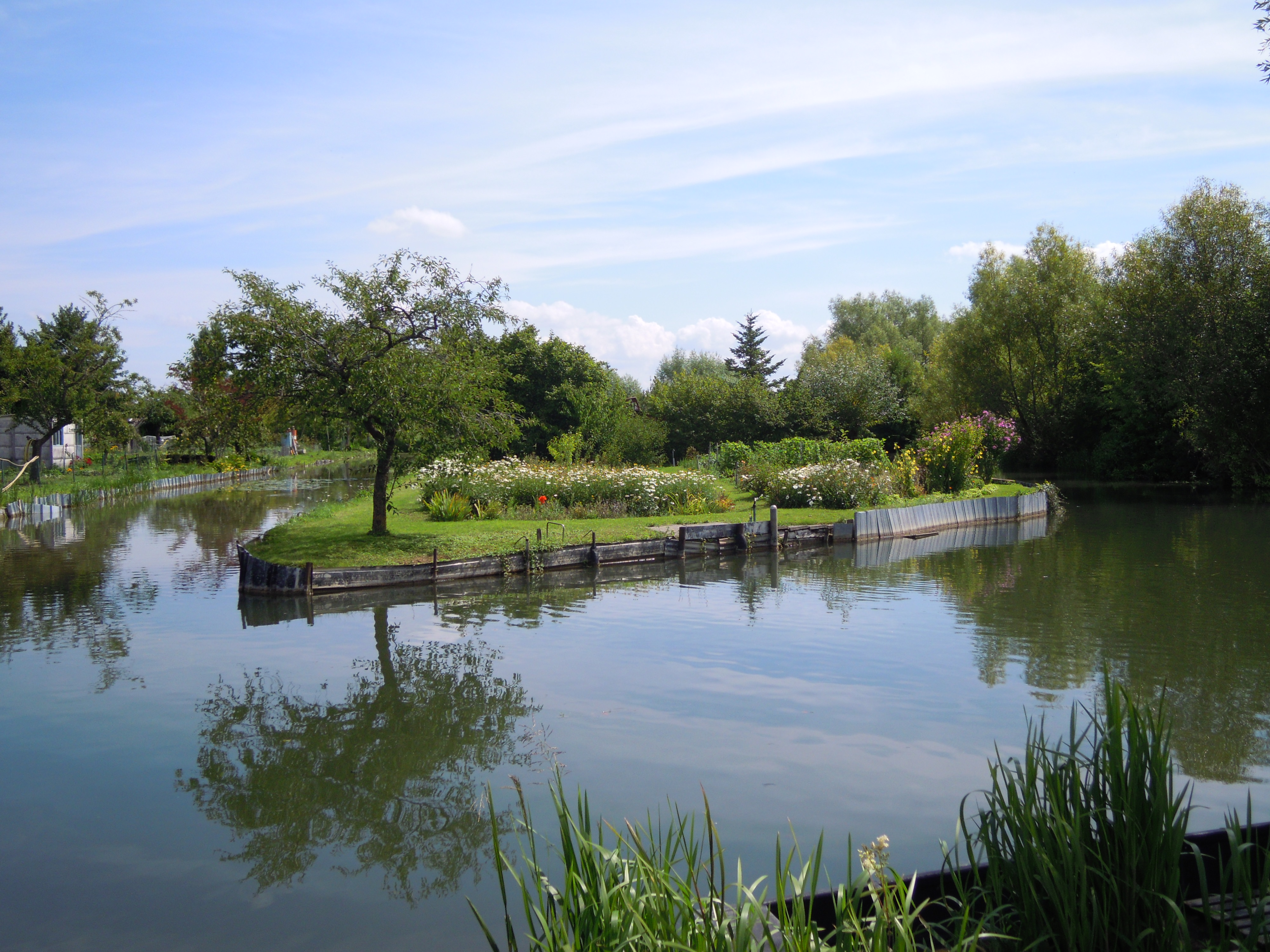
Autre vue des marais.
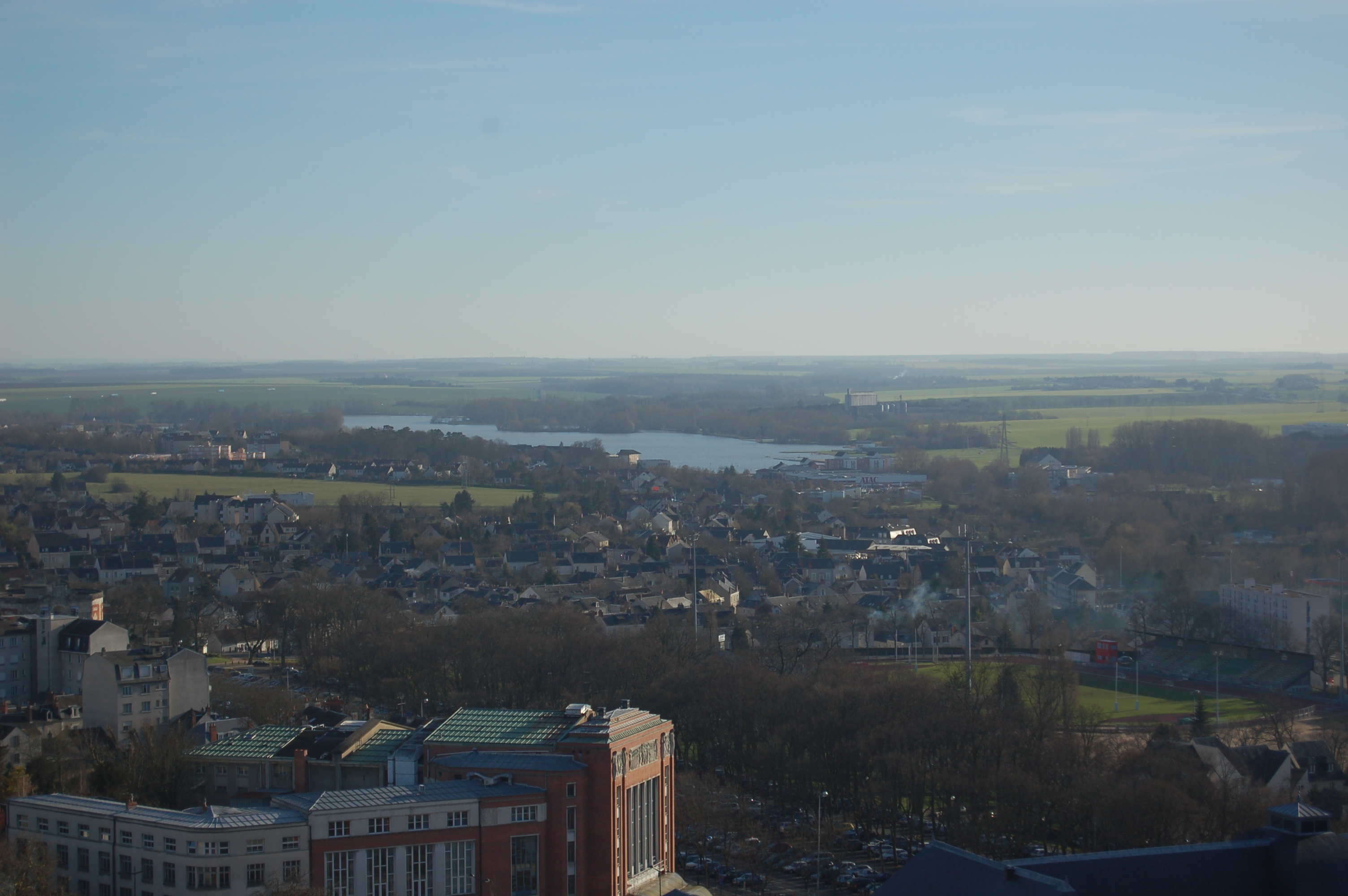
Le lac d'Auron vu de la cathédrale.

### Communes limitrophes
| Saint-Doulchard                    | Vasselay Fussy            | Saint-Michel-de-Volangis Saint-Germain-du-Puy |
| Marmagne                           | Bourges                   | Osmoy                                         |
| La Chapelle-Saint-Ursin Le Subdray | Trouy Plaimpied-Givaudins | Soye-en-Septaine                              |

### Climat
Pour des articles plus généraux, voir Climat du Centre-Val de Loire et Climat du Cher.
En 2010, le climat de la commune est de type climat océanique dégradé des plaines du Centre et du Nord, selon une étude du CNRS s'appuyant sur une série de données couvrant la période 1971-2000. En 2020, Météo-France publie une typologie des climats de la France métropolitaine dans laquelle la commune est exposée à un climat océanique altéré et est dans la région climatique Centre et contreforts nord du Massif Central, caractérisée par un air sec en été et un bon ensoleillement.
Pour la période 1971-2000, la température annuelle moyenne est de 11,3 °C, avec une amplitude thermique annuelle de 15,8 °C. Le cumul annuel moyen de précipitations est de 755 mm, avec 11,4 jours de précipitations en janvier et 7,6 jours en juillet. Pour la période 1991-2020, la température moyenne annuelle observée par la station météorologique installée dans la commune est de 12,1 °C et le cumul annuel moyen de précipitations est de 742,7 mm,. Pour l'avenir, les paramètres climatiques de la commune estimés pour 2050 selon différents scénarios d'émission de gaz à effet de serre sont consultables sur un site dédié publié par Météo-France en novembre 2022.
| Mois                                  | jan.             | fév.             | mars            | avril           | mai             | juin           | jui.           | août           | sep.           | oct.          | nov.            | déc.           | année      |
| ------------------------------------- | ---------------- | ---------------- | --------------- | --------------- | --------------- | -------------- | -------------- | -------------- | -------------- | ------------- | --------------- | -------------- | ---------- |
| Température minimale moyenne (°C)     | 1,6              | 1,4              | 3,7             | 5,8             | 9,5             | 13             | 14,8           | 14,7           | 11,3           | 8,5           | 4,6             | 2,2            | 7,6        |
| Température moyenne (°C)              | 4,5              | 5,1              | 8,4             | 11,1            | 14,8            | 18,4           | 20,5           | 20,5           | 16,7           | 12,9          | 7,9             | 5              | 12,1       |
| Température maximale moyenne (°C)     | 7,4              | 8,9              | 13,1            | 16,3            | 20,1            | 23,8           | 26,2           | 26,2           | 22,1           | 17,2          | 11,2            | 7,9            | 16,7       |
| Record de froid (°C) date du record   | −20,4 16.01.1985 | −16,4 14.02.1956 | −11,3 01.03.05  | −3,8 04.04.22   | −2,6 07.05.1957 | 3,4 05.06.1969 | 4,6 10.07.1948 | 4,6 22.08.1946 | 1,8 20.09.1962 | −5 30.10.1997 | −9,1 24.11.1998 | −14 20.12.1946 | −20,4 1985 |
| Record de chaleur (°C) date du record | 17,6 30.01.02    | 22,8 27.02.19    | 29,4 25.03.1955 | 29,4 16.04.1949 | 32 27.05.05     | 39,5 27.06.19  | 41,7 25.07.19  | 39,9 10.08.03  | 36,4 04.09.23  | 31,9 02.10.23 | 23,4 07.11.15   | 20 16.12.1989  | 41,7 2019  |
| Ensoleillement (h)                    | 65,5             | 93,5             | 155,9           | 185,6           | 215,6           | 227,4          | 248,6          | 239,8          | 194            | 127           | 76,6            | 59,5           | 1 888,9    |
| Précipitations (mm)                   | 58               | 51               | 52,8            | 62              | 75,9            | 58,4           | 63,5           | 53,5           | 56,7           | 74,2          | 69,3            | 67,4           | 742,7      |

## Urbanisme

### Typologie
Au 1er janvier 2024, Bourges est catégorisée grand centre urbain, selon la nouvelle grille communale de densité à 7 niveaux définie par l'Insee en 2022.
Elle appartient à l'unité urbaine de Bourges, une agglomération intra-départementale dont elle est ville-centre,. Par ailleurs, la commune fait partie de l'aire d'attraction de Bourges, dont elle est la commune-centre,. Cette aire, qui regroupe 111 communes, est catégorisée dans les aires de 50 000 à moins de 200 000 habitants,.

### Occupation des sols
L'occupation des sols de la commune, telle qu'elle ressort de la base de données européenne d’occupation biophysique des sols Corine Land Cover (CLC), est marquée par l'importance des territoires artificialisés (50,7 % en 2018), en augmentation par rapport à 1990 (44,2 %). La répartition détaillée en 2018 est la suivante :
zones urbanisées (30,8 %), terres arables (29,6 %), zones industrielles ou commerciales et réseaux de communication (16,7 %), zones agricoles hétérogènes (6,3 %), prairies (5,7 %), milieux à végétation arbustive et/ou herbacée (4,4 %), espaces verts artificialisés, non agricoles (3,2 %), forêts (2,5 %), eaux continentales (0,7 %). L'évolution de l’occupation des sols de la commune et de ses infrastructures peut être observée sur les différentes représentations cartographiques du territoire : la carte de Cassini (XVIIIe siècle), la carte d'état-major (1820-1866) et les cartes ou photos aériennes de l'IGN pour la période actuelle (1950 à aujourd'hui).

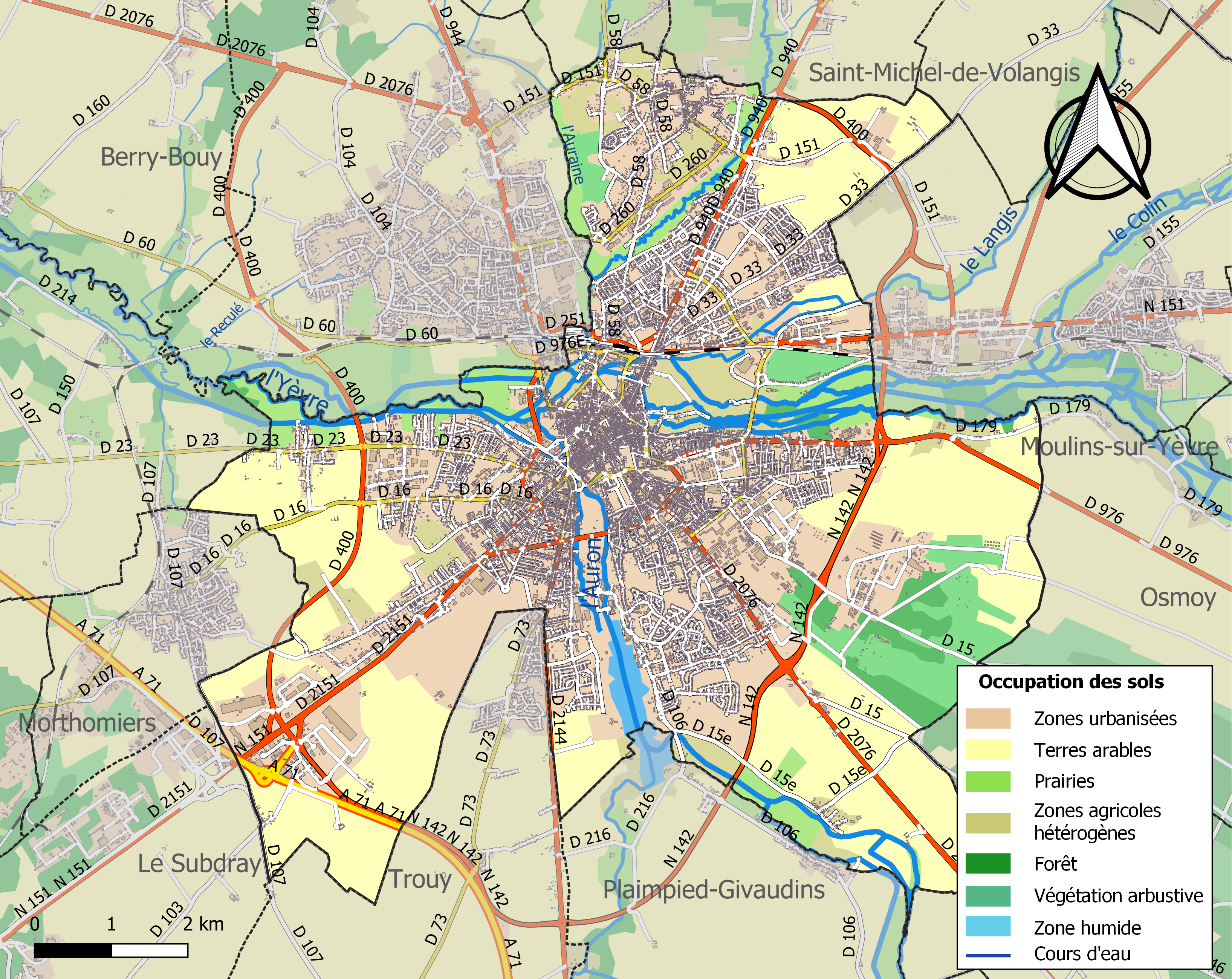
Carte des infrastructures et de l'occupation des sols de la commune en 2018 (CLC).

### Quartiers
La ville possède de nombreux quartiers qui sont eux-mêmes divisés en trois secteurs. Le centre-ville est divisé en deux zones, la couronne centrale l'encercle et se divise en cinq zones et les quartiers en périphérie de la ville, au nombre de treize, représentent des secteurs précis tels que l'industrie. Certains quartiers disposent d'une mairie annexe mais la plupart sont directement reliés à celle de Bourges.
Le centre-ville, divisé en deux zones et délimité par les boulevards permettant de le contourner, représente l'hypercentre et regroupe la principale rue marchande (rue Moyenne), la préfecture de Bourges, le pôle d'échange des bus (place de la Nation), la cathédrale Saint-Étienne et la gare SNCF. Il dispose aussi de nombreux parcs paysagers ouverts au public comme le jardin de l'archevêché ou celui des Prés-Fichaux.
Les couronnes centrales, au nombre de quatre, regroupent l'ensemble des zones qui encerclent le Centre-Ville et qui dynamisent la ville. Elles regroupent la majorité des collèges, lycées et enseignements supérieurs. Les marais de Bourges sont eux aussi inclus dans cette zone. Les couronnes sont intégralement gérées par la ville de Bourges, et considérées comme le prolongement du Centre-Ville.
Les quartiers à l'intérieur de Bourges et périphériques à la ville, au nombre de treize et pour la plupart disposant de conseils de quartier, sont les principaux secteurs où sont situés l'industrie et les commerces. Dans le quartier de Gionne se situe l'école militaire de Bourges, au niveau du secteur de la pyrotechnie. Le quartier de Pignoux accueille la toute nouvelle Technopole Lahitolle regroupant l'INSA de Bourges ainsi que les entreprises innovantes.
Les quartiers Nord, dont la Chancellerie et les Gibjoncs, font quant à eux partie d'une requalification et d'une rénovation dues à leur classement en tant que quartier prioritaire de la politique de la ville, dénommé Bourges-Nord avec près de 8 400 habitants.

#### Quartier de Mazières-Barbès
Le quartier Mazières-Barbès est un quartier historique de la ville de Bourges, un élément du patrimoine berruyer. Le quartier se transforme au XIXe siècle avec l'industrie et il s'urbanise. Il existe deux éléments forts qui apportent de la richesse au XIXe siècle dans cette ville : la fonderie de Mazières et les moulins à eau.
Avant le XIXe siècle, ce quartier est éloigné du centre-ville. Cette zone est uniquement rurale et développe une économie plutôt tournée vers l'agriculture et l'élevage. La population provient du monde rural, se déplace à dos d'animaux ou emprunte la voie fluviale du canal de Berry.
Un élément qui a disparu de nos jours traduisait l'économie de l'époque : le moulin du Beugnon (fabrication de farine).
Durant l'essor économique en France et en Europe, le quartier va s'étendre en superficie et se rapprocher de la ville. Outre le moulin, une construction importante va développer l'urbanisation, transformer en cité ouvrière le quartier, renforcer et accroître l'économie de la ville, du Cher : la fonderie de Mazières. Cette fonderie a été créée par Léonce de Vogüé, un industriel français.
La rue de Mazières apparaît. Avant cette époque, l'emplacement n'est qu'un chemin.

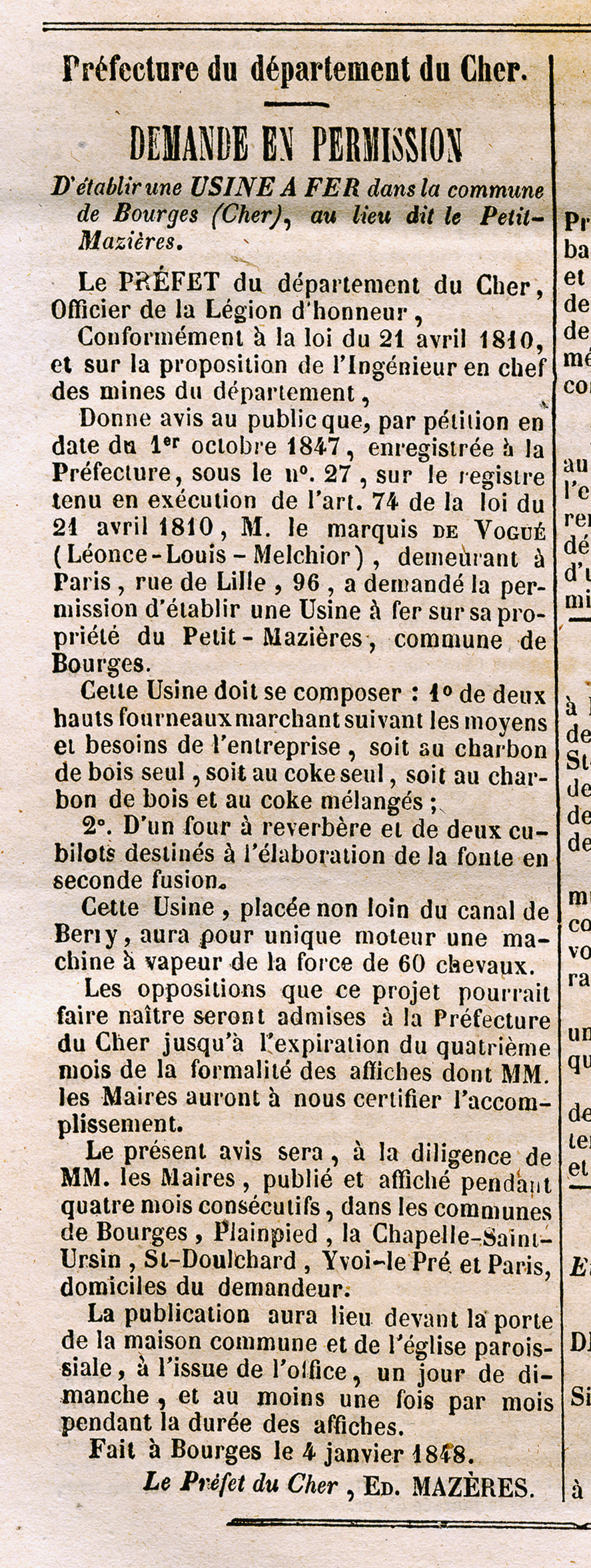
La création des hauts-fourneaux et de la fonderie.
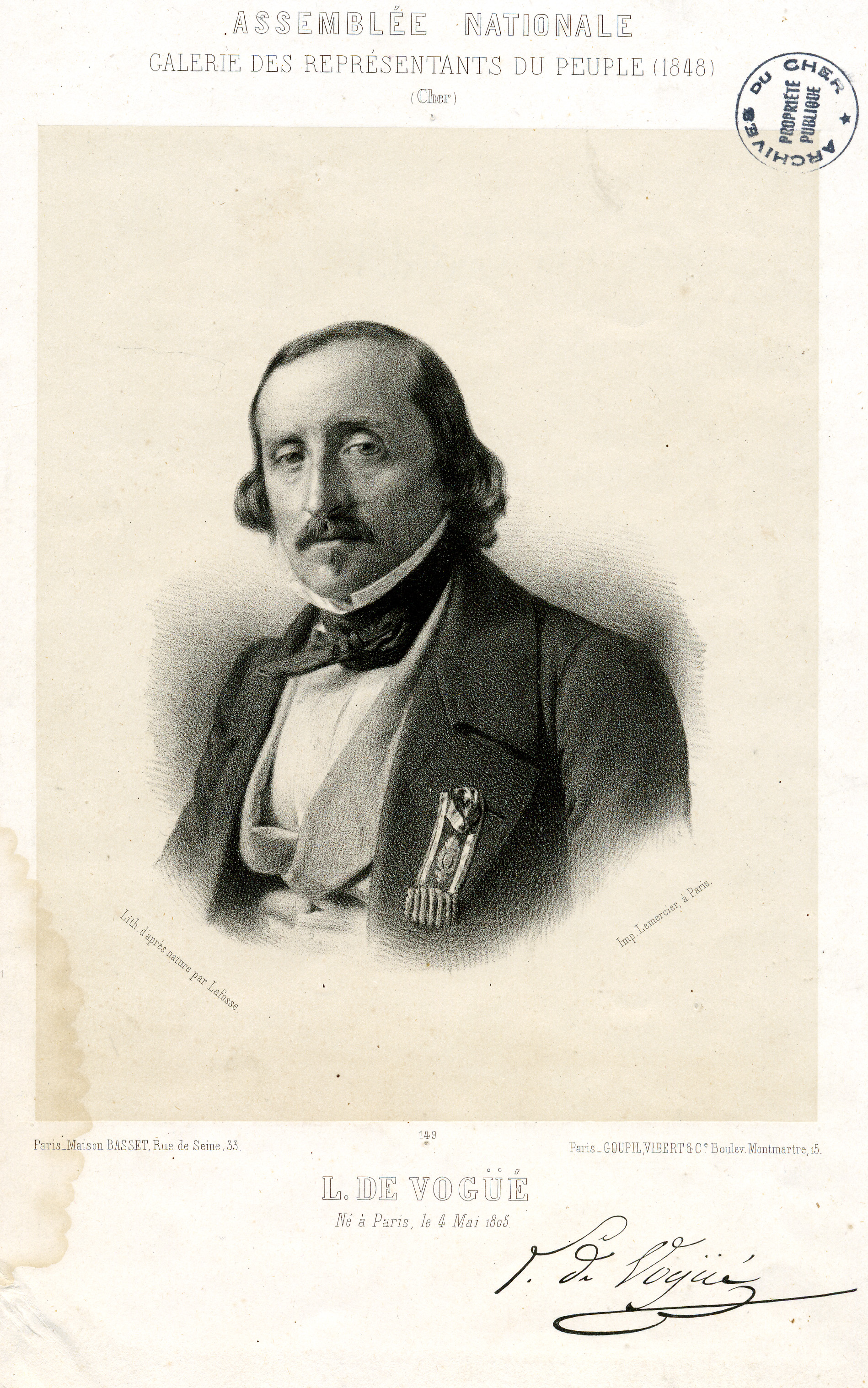
Le marquis de Vogüé.
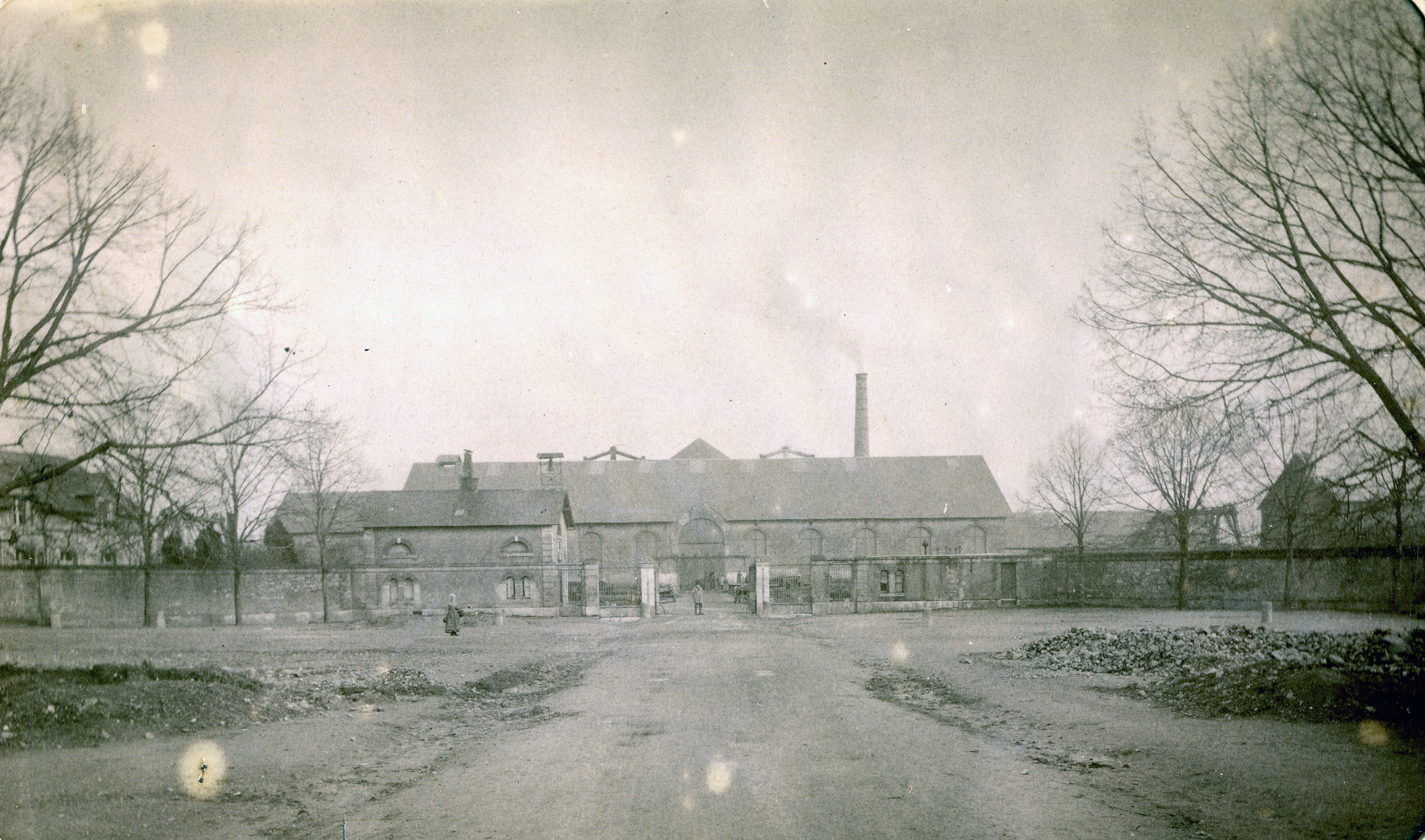
L'entrée principale de la fonderie de Mazières.
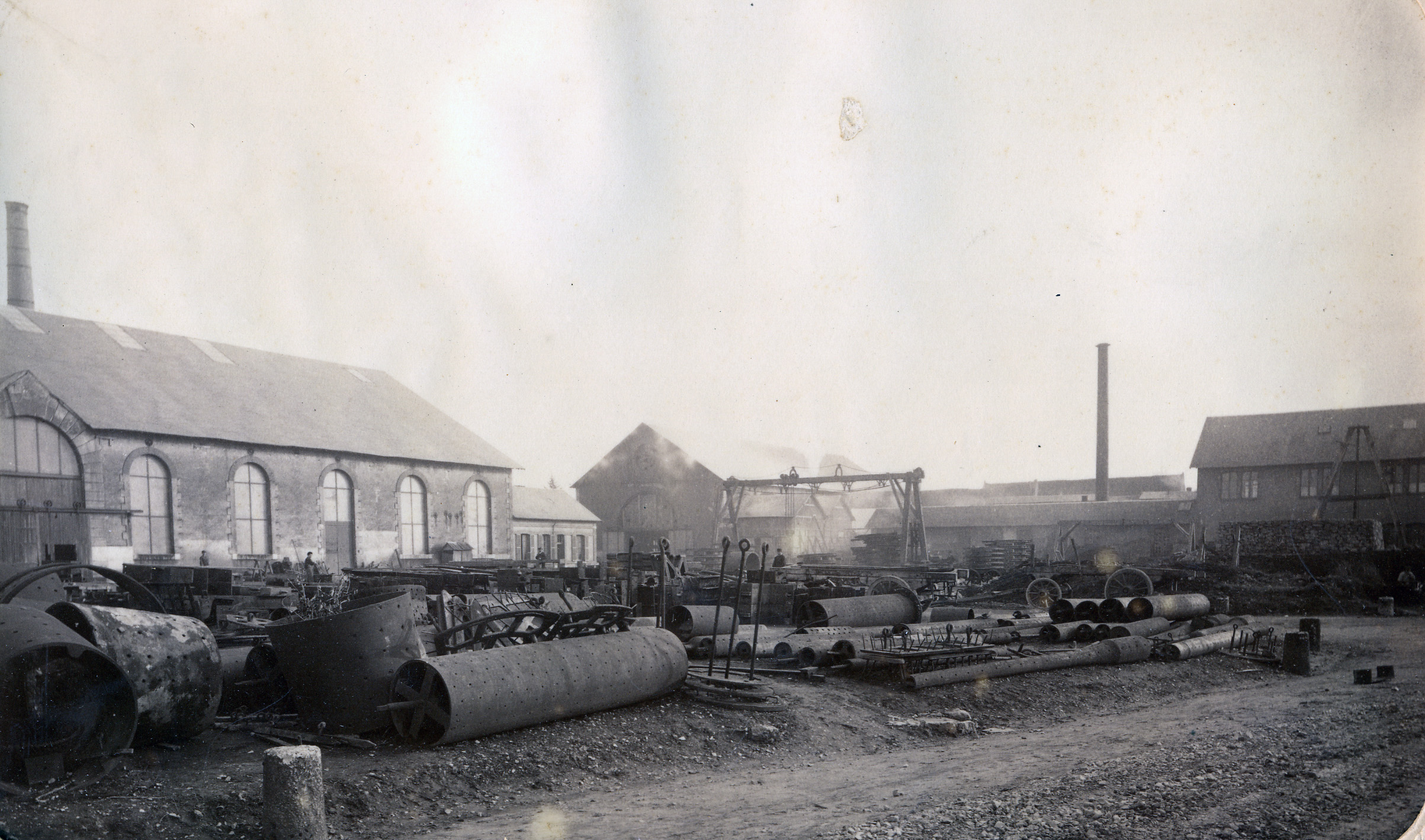
La cour de la fonderie de Mazières.
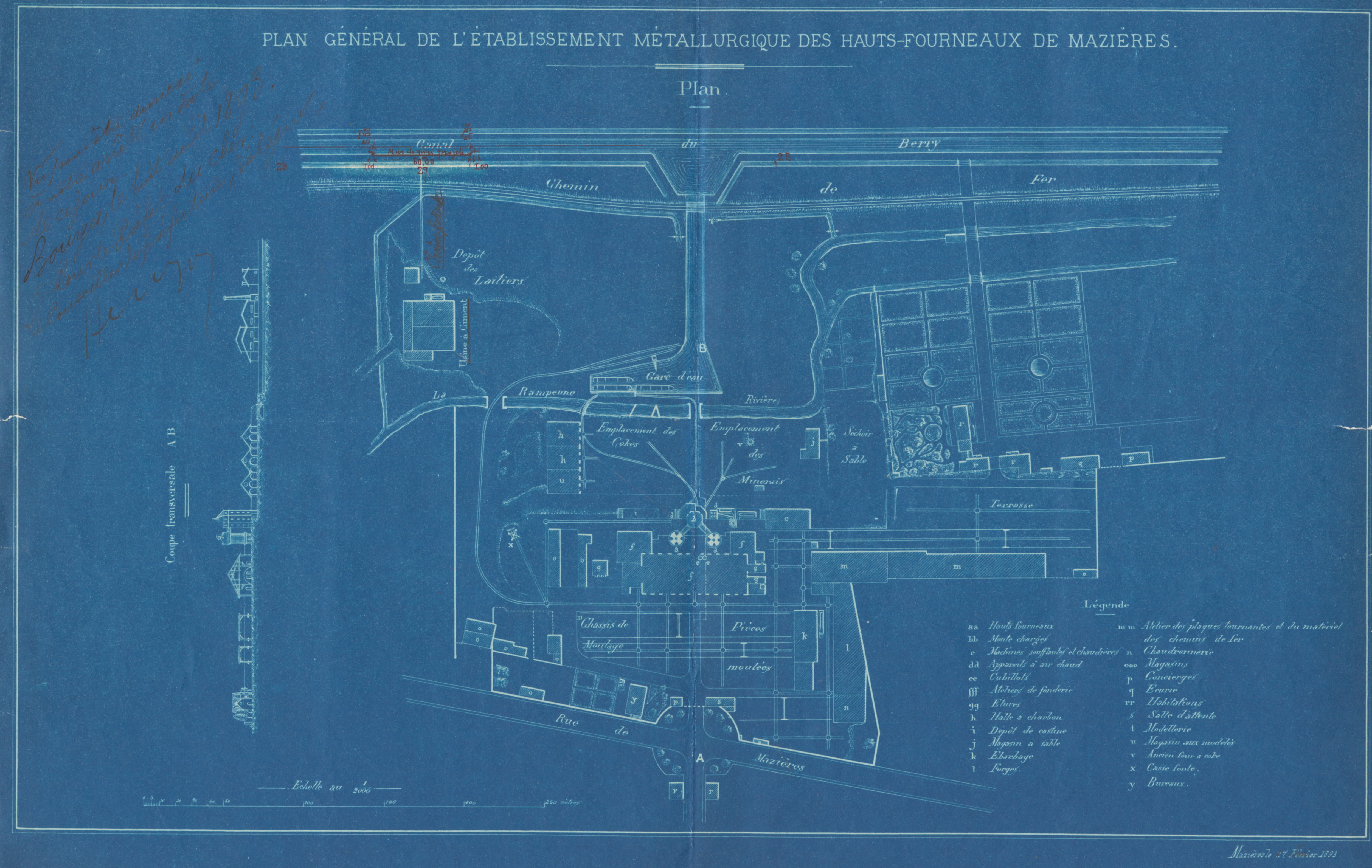
Plan général de la fonderie de Mazières.
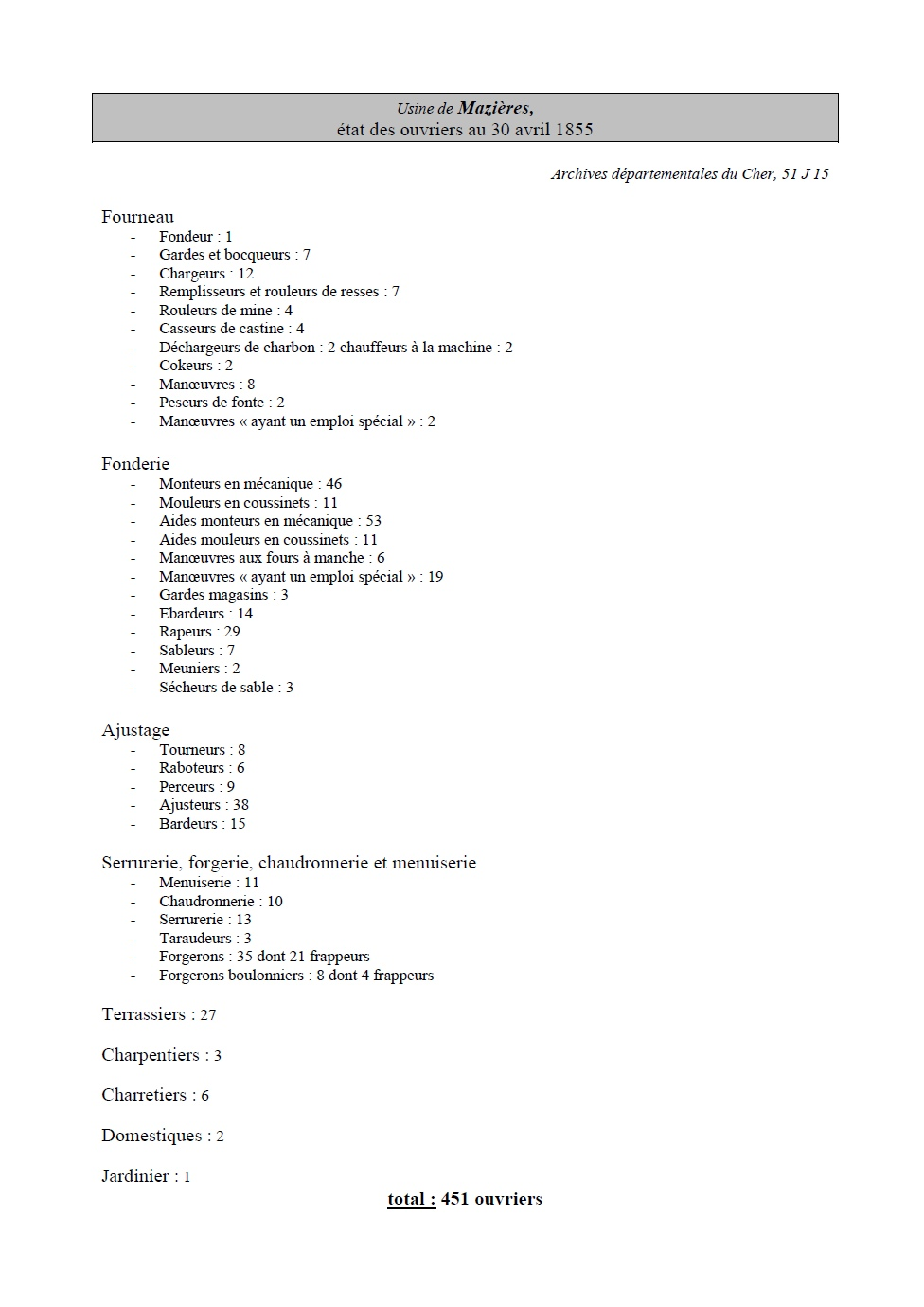
Un état des ouvriers de la fonderie de Mazières en 1855.
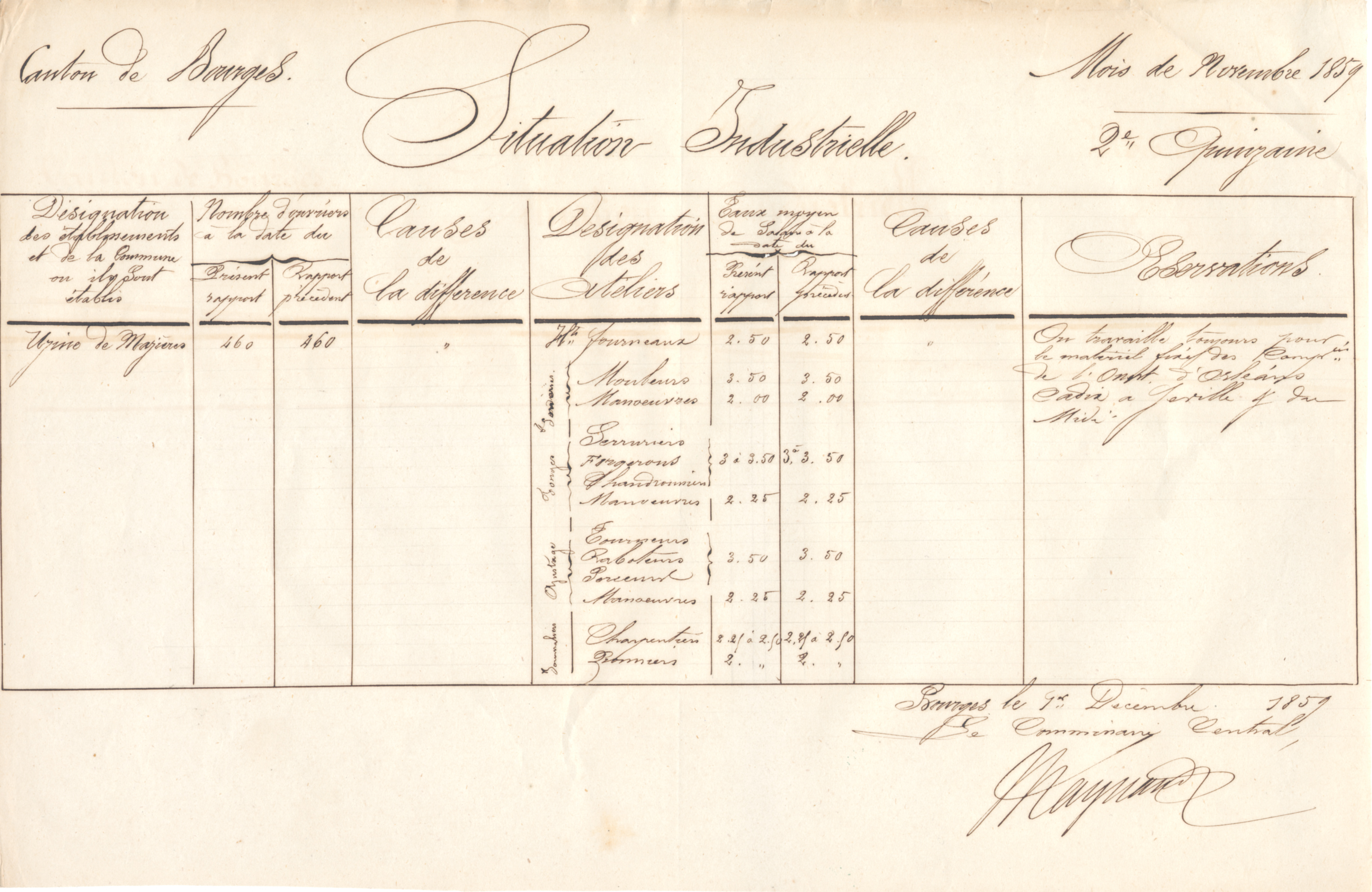
Un bulletin de salaire d'un ouvrier de la fonderie de Mazières.
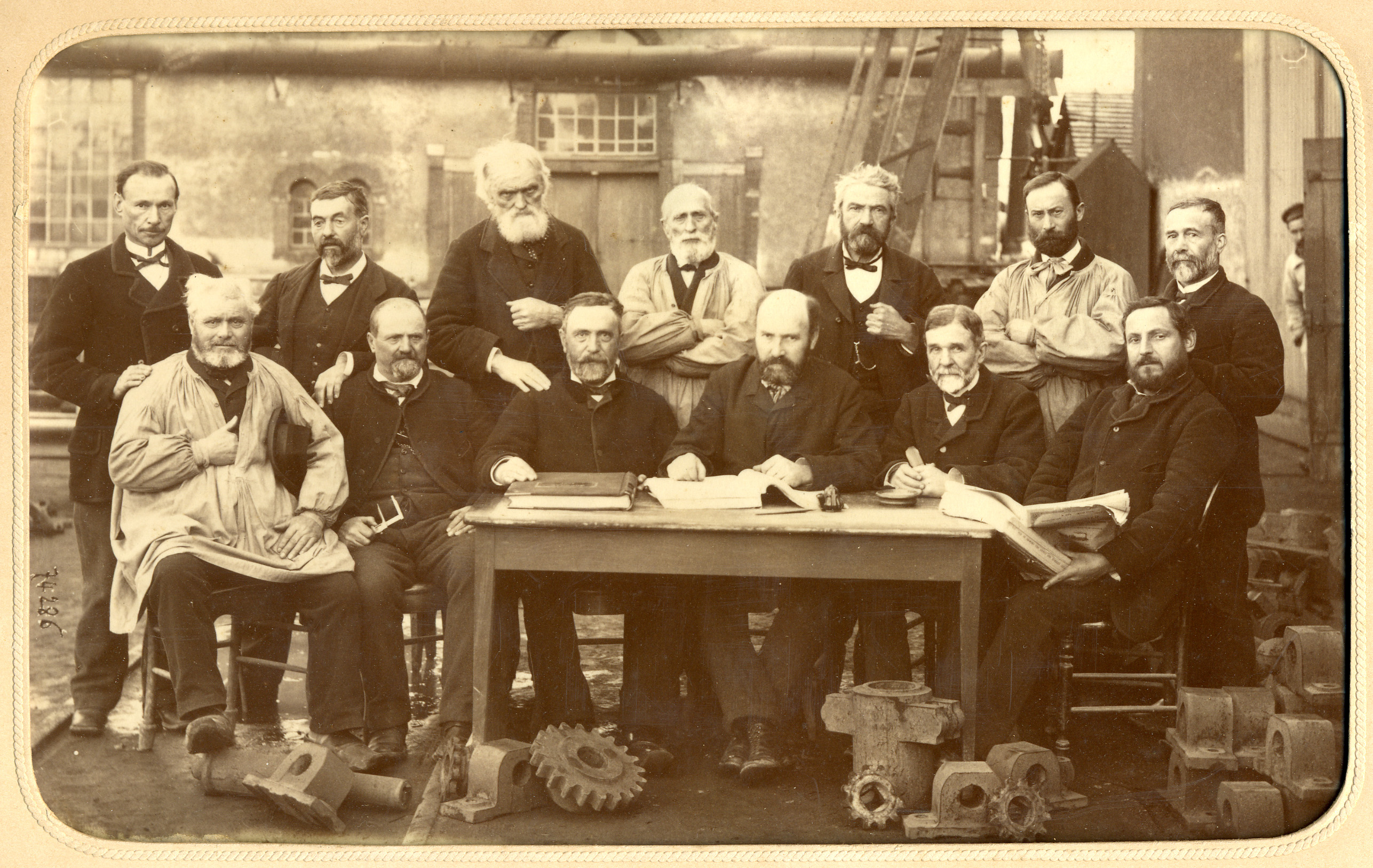
L'équipe de direction de l'usine de Mazières.
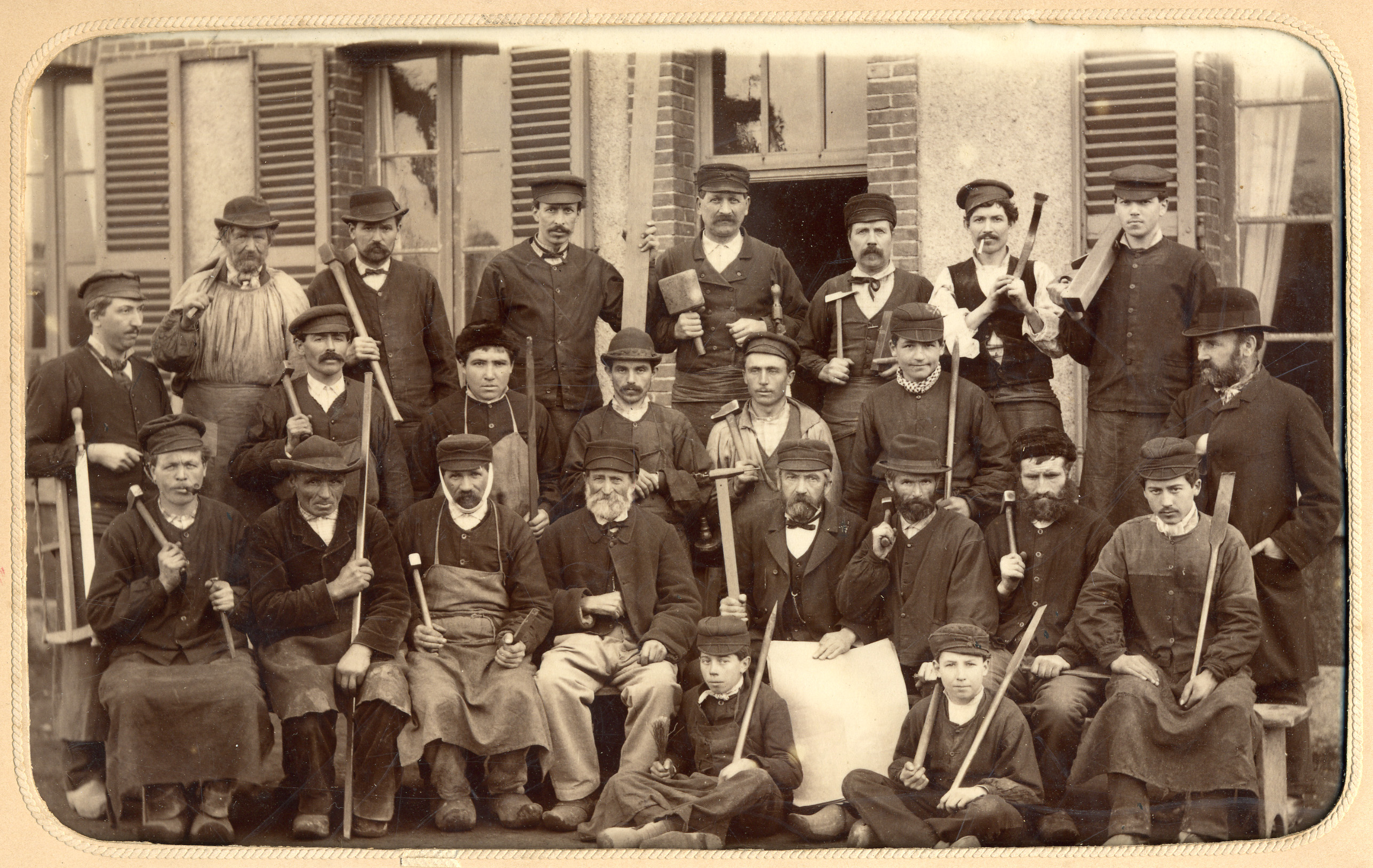
L'équipe des menuisiers et des déboureurs.
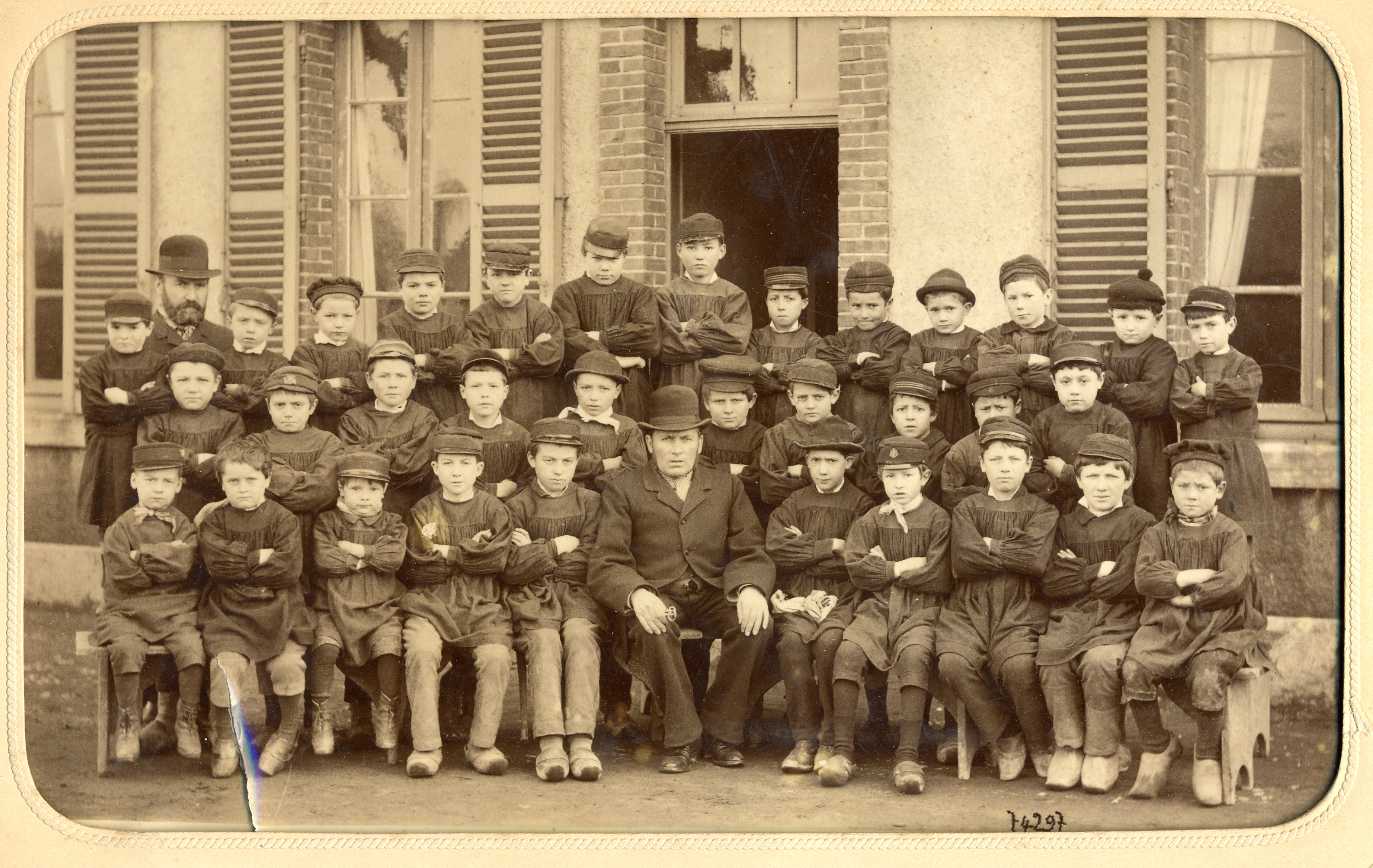
Les aides et les apprentis de la fonderie.
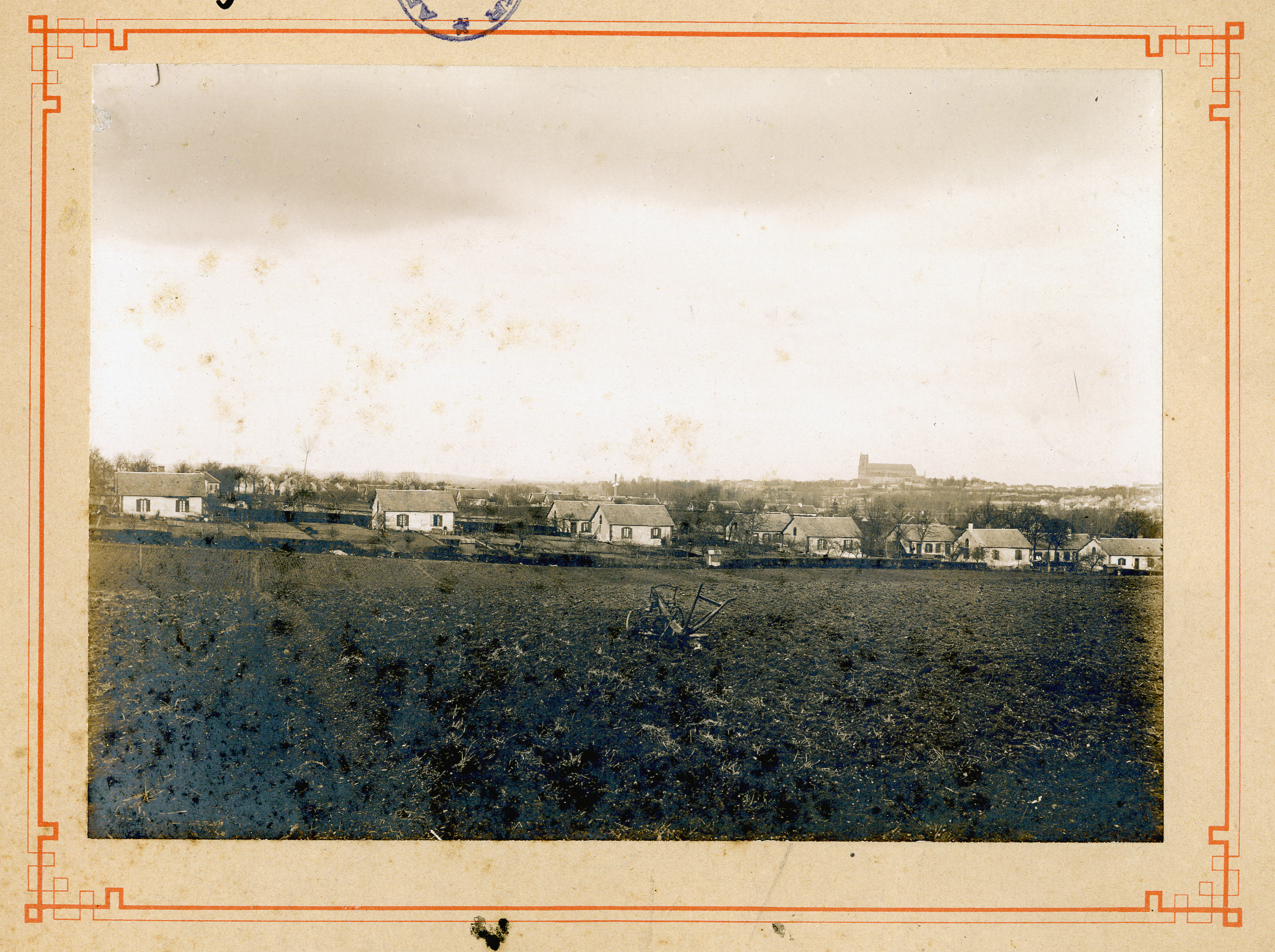
Les logements des ouvriers de la fonderie de Mazières.
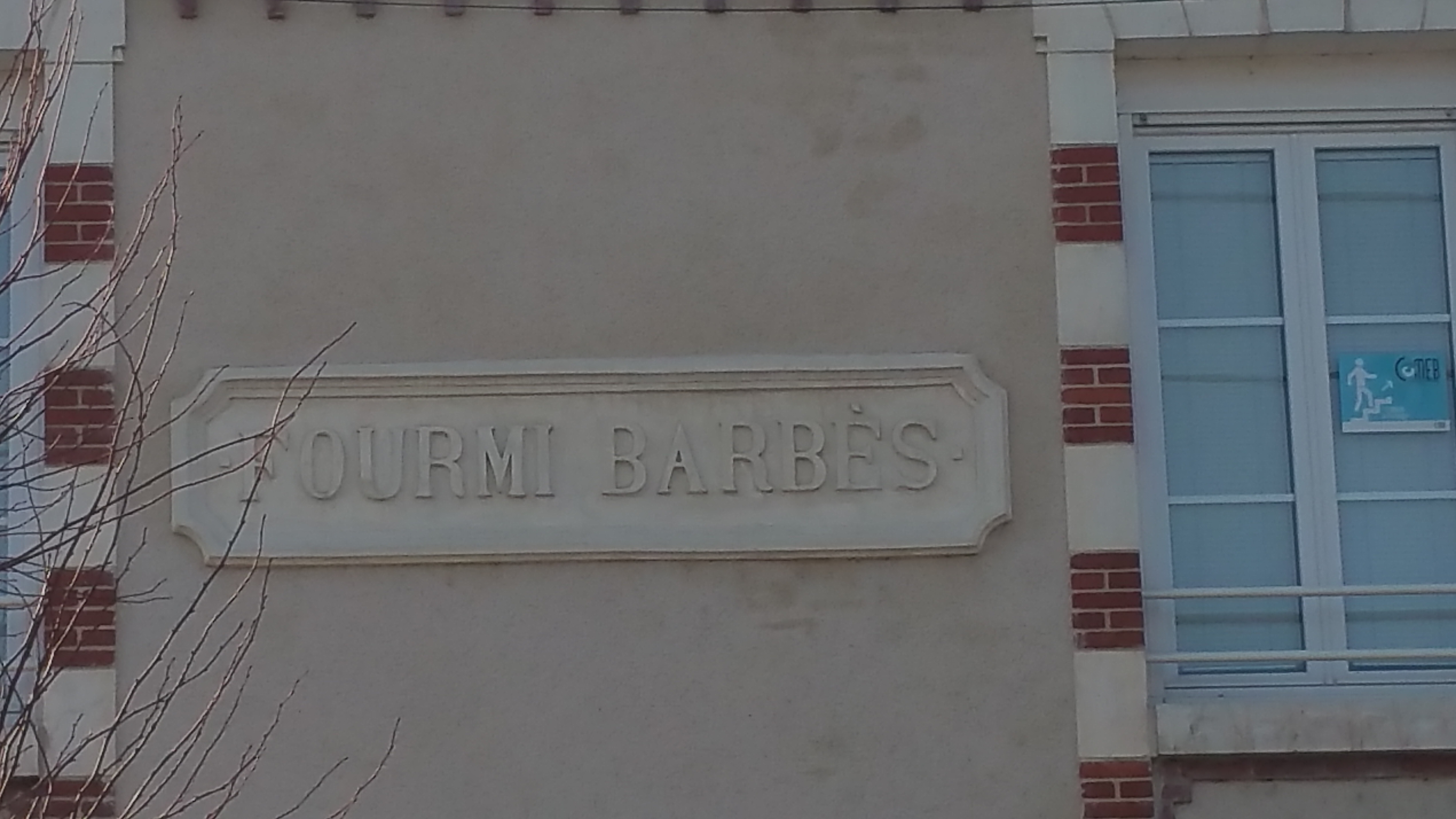
Une épicerie au XIXe siècle dans le quartier de Mazières.

##### Quartier Mazières-Barbès auXXIesiècle

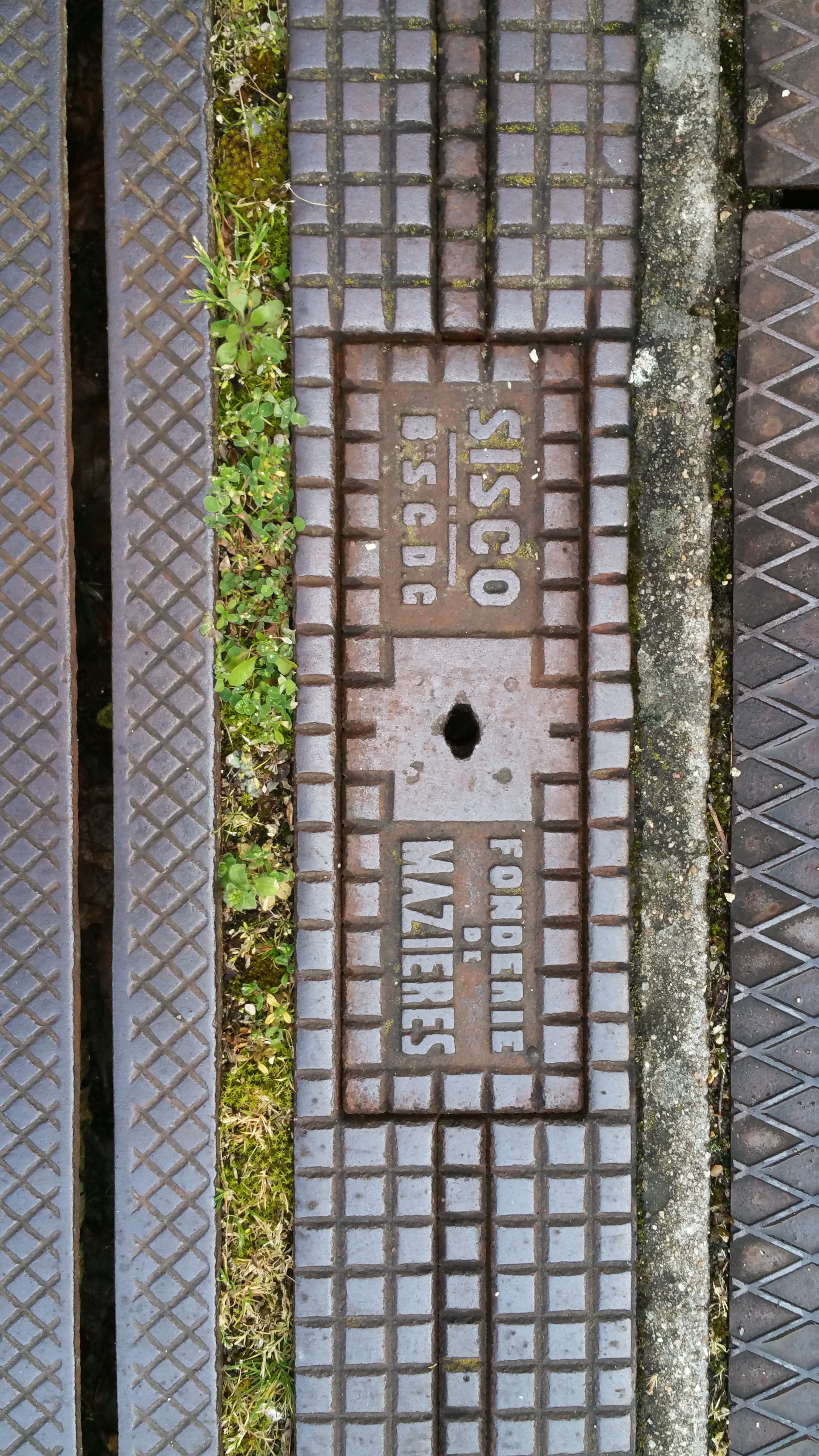
Une conduite pluviale de trottoir rue Victor-Hugo à Bourges.

En 2016, le quartier est devenu résidentiel, on peut parler de cité dortoir. Le lieu principal est devenu l'école qui rassemble l'ensemble des enfants vivant sur le quartier (filles comme garçons de trois à onze ans). Le quartier s'est encore étendu en direction du centre-ville : on parle maintenant du quartier Mazières-Barbès. Il s'étend de la ville, au nord et jusqu'à la commune de Trouy au sud. Il s'est développé aussi grâce au réseau routier qui fait du quartier une zone où existe une circulation dense.
La population est très hétérogène d'un point de vue social et économique. Le quartier s'est transformé avec le temps et grâce aux progrès techniques et scientifiques : on observe l'apparition de maisons plus grandes et plus confortables, mais aussi l'existence de petits immeubles. Il reste que certaines maisons de l'époque demeurent encore, même si elles ont subi des transformations. Cela fait tout le charme du quartier et fait que ce quartier est un élément du patrimoine berruyer à visiter.
Le canal de Berry a été comblé et est devenu une voie verte appelée « trouée verte ». Elle complète ainsi la « rocade verte », ceinturant la ville de Bourges.
On constate donc actuellement :
- une forte urbanisation ;
- une population augmentée mais hétérogène sur le plan social et économique : elle y réside mais travaille ailleurs. On parle de la cité dortoir ;
- un lieu incontournable ; ce qui peut permettre aux résidents de se rencontrer : les écoles primaire et maternelle situées au 21 de l'avenue de Saint-Amand.

#### Quartier du Val d'Auron et le lac

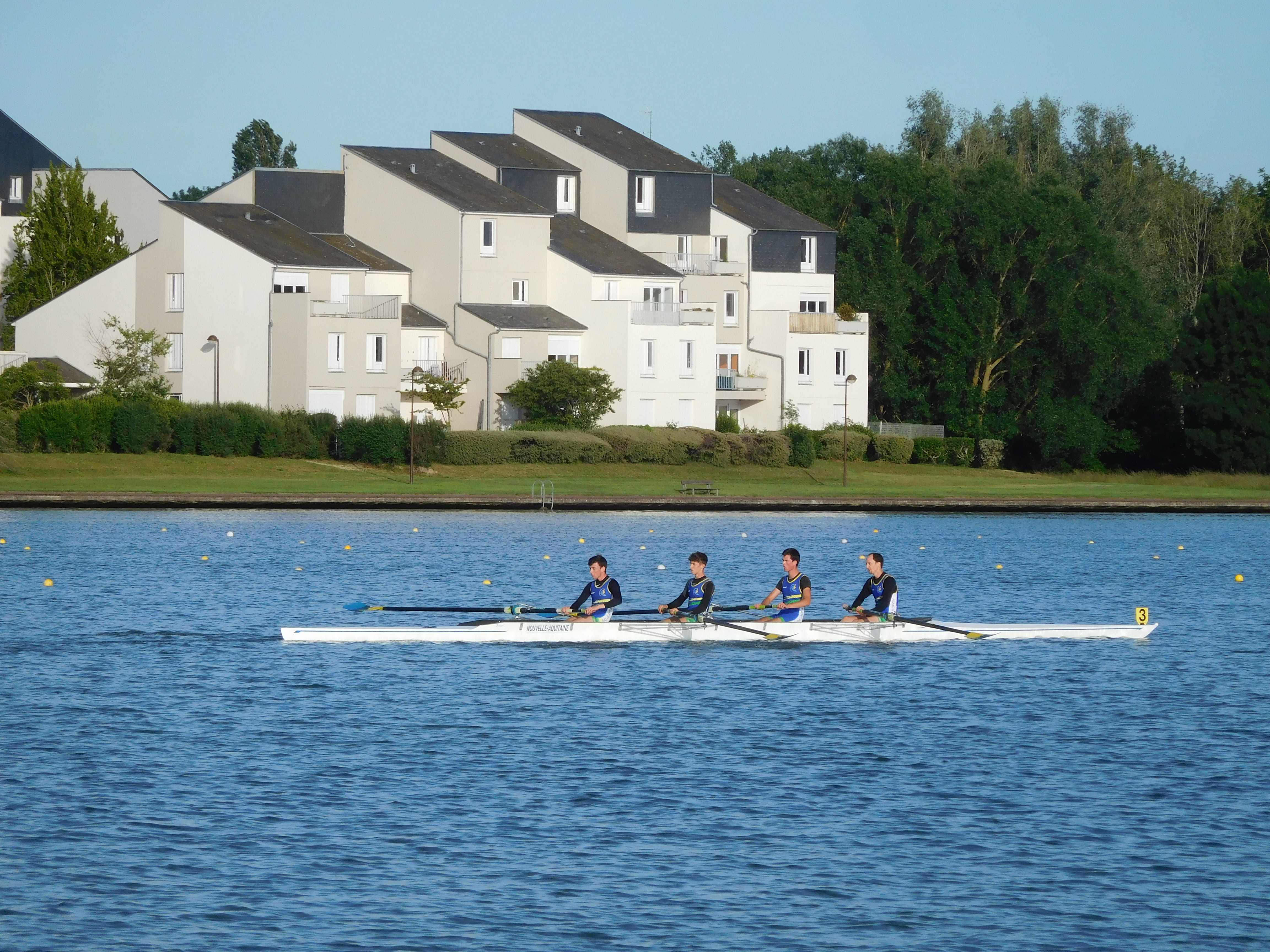
Championnat de France d'aviron 2019 au lac d'Auron.

Ce quartier a été créé au sud de Bourges dans les années 1970. Son nom vient de la rivière qui coule à cet endroit : l'Auron. À cause des estimations démographiques qui prédisaient une augmentation de la population dans les années 1970, le maire Raymond Boisdé fit construire un quartier sur le flanc d'un lac artificiel et conçut une zone verte sur la rive ouest.

##### Au cœur du projet: le lac artificiel d'Auron
Le lac d'Auron, ou plan d'eau du Val d'Auron, a été mis en eau en 1977. Il s'étend sur 82 ha, 2 200 m de long et 400 m de large mais profond seulement de 1,7  à   5 m dans de rares endroits. Le 11 mai 1974, le conseil municipal entérine la décision de créer une zone d'aménagement concerté (ZAC) et un plan d'eau. L'ensemble du projet recouvre une surface de 540 ha. Dans les plans directeurs de la construction du lac, il est question d’aménager la rive ouest du lac en espace vert avec différents équipements sportifs ou de loisirs. Il se trouve à moins de 2 km du centre-ville.
Ce projet est l’œuvre du maire Raymond Boisdé puis de son successeur Jacques Rimbault et de l'architecte de la ville de l'époque Jean-Paul Chazelle, le coût total du projet avoisine les 35 millions de francs. Lors de son inauguration, le 26 février 1977, il était seulement prévu d'y tenir des compétitions d'aviron, d'aménager une plage, du côté de Plaimpied, permettant la baignade. Serge Lepeltier, maire de 2005 à 2014, voulait en faire un des symboles de la nature en pleine ville développant la pratique de diverses activités autour et sur le lac tout au long de l'année : la pêche, surtout celle de la carpe, la voile et le canoë kayak. Le tour du lac est aussi aménagé pour permettre de pratiquer toutes sortes de sports ou d'activités familiales, comme la course, la marche, le vélo. On y trouve une base de voile, un centre d'aviron proposant des compétitions de niveau international, un centre hippique, des courts de tennis et un terrain de golf.
Des associations locales proposent au public d'y découvrir les nombreuses espèces d'oiseaux migrateurs qui se donnent rendez-vous sur l’île au milieu du lac. Le plan d'eau est soumis à plusieurs protections réglementaires pour la chasse et la pêche. Le lac a un grand intérêt écologique. Plus de 175 espèces ont été observées depuis les rives par des ornithologues. Afin de protéger le calme, la faune et la flore des bordures du lac, le réseau de voirie a été conçu afin que les voitures ne puissent pas aller jusqu'aux rives du lac.
Mais après quarante ans d'utilisation, le lac souffre d'un envasement important qui nécessiterait de coûteux travaux.

##### Quartier du Val d'Auron

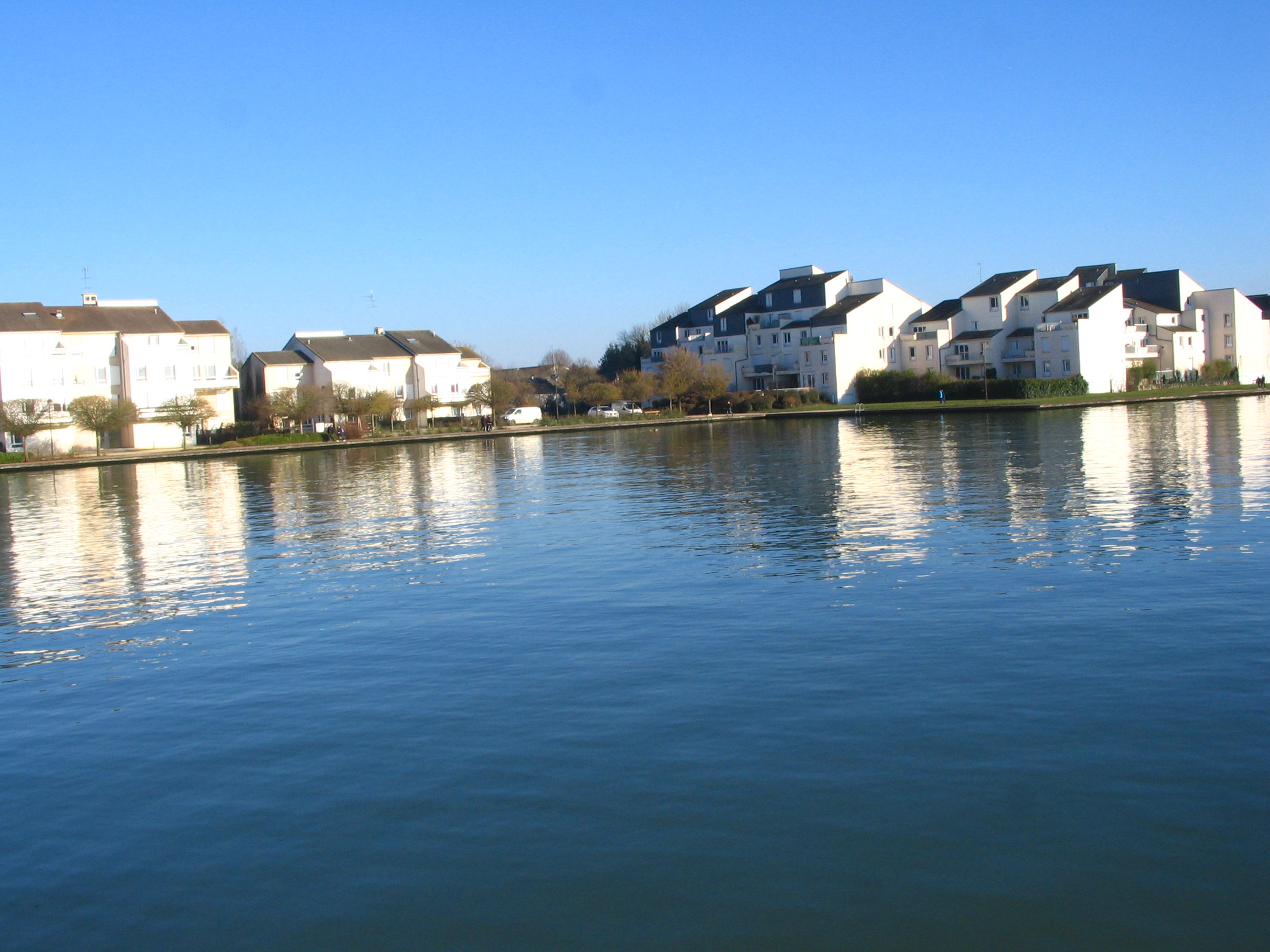
vue des maisons du val d'Auron

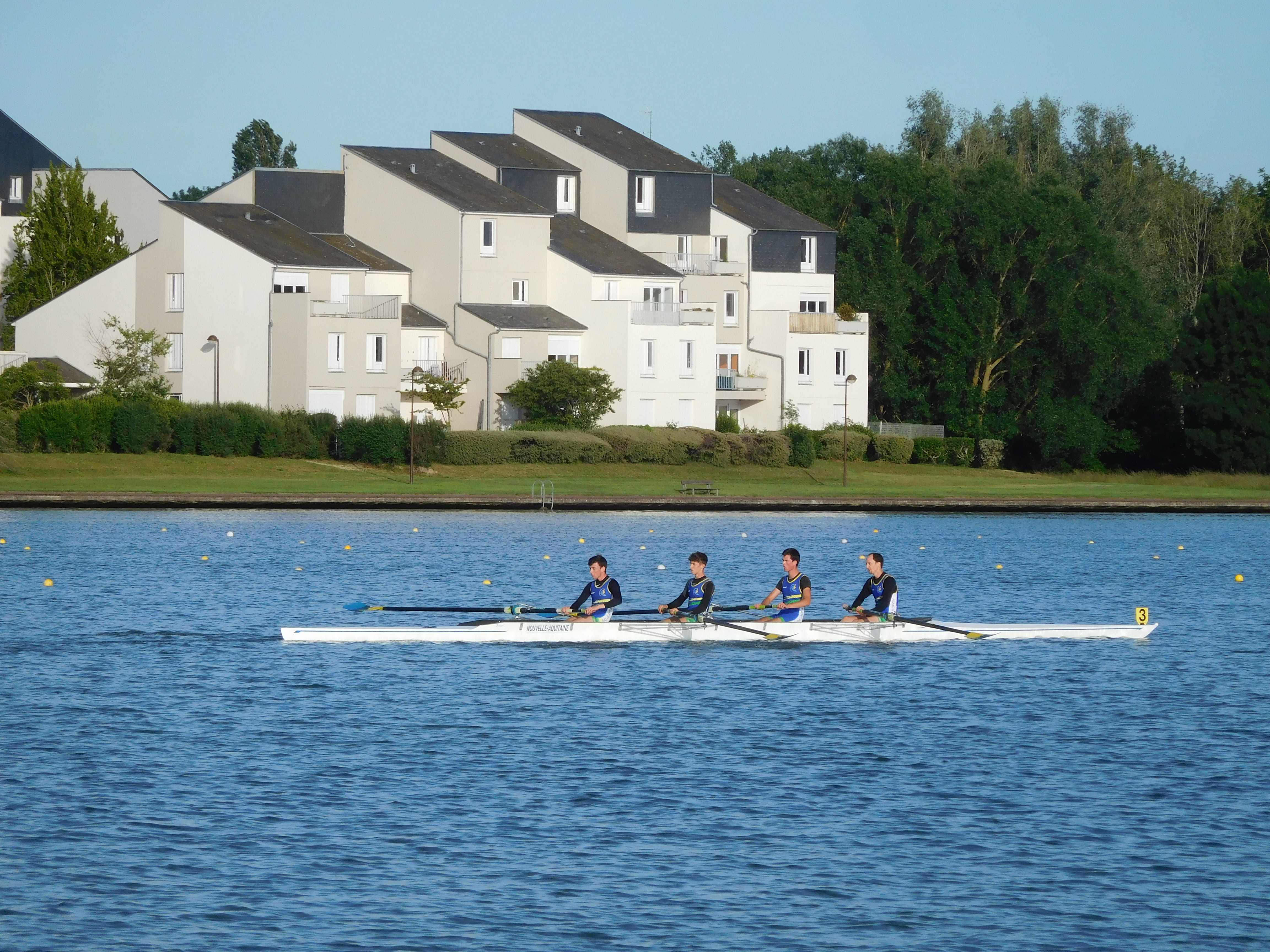
championnat de France d'aviron

Aménagé sur 180 hectares, pour accueillir entre 6 000 et 7 000 personnes, le quartier possède une école, des logements, des commerces, des jeux pour enfants tout autour du plan d'eau, une maison de retraite, des équipements sportifs et une bibliothèque. En 2007, sa population atteignait 7 000 habitants répartis sur 2 500 logements. La physionomie du quartier est marquée par un habitat, situé sur le flanc est du lac, composé de petits collectifs et de logements individuels se répartissant en lotissements et adoptant une voirie en courbes, se terminant en impasses sur un rond-point très en vogue dans les années 1970-1980.

##### Marais du Val d'Auron

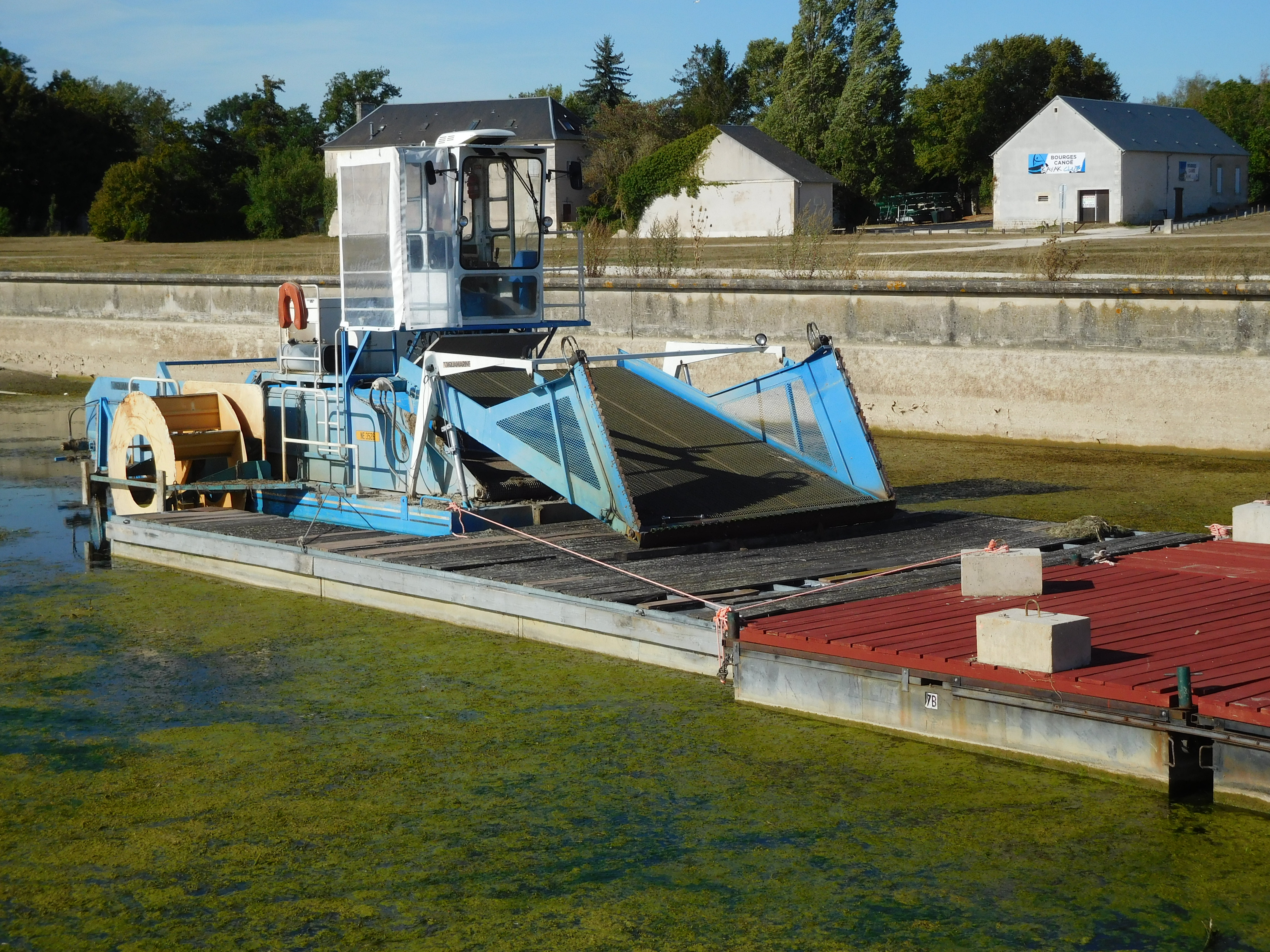
Aquamarine_H10-800 pour faucarder

Les marais du Val d'Auron font partie de l'un des espaces naturels sensibles, plusieurs panneaux ont été installés afin de rappeler et de sensibiliser les promeneurs au fait que le Val d'Auron est un endroit protégé qui présente un intérêt écologique. La mairie a demandé à l’association Nature18, gestionnaire du site, de refaire un nouveau plan de gestion par rapport à la protection de la faune et de la flore du lac du Val d'Auron.

#### Quartier de l'aéroport
Le quartier de l'aéroport se situe au sud-ouest de la ville de Bourges. Il a été créé aux abords de l'aérogare. De nombreuses habitations ont été réalisées pour héberger les aviateurs et le personnel. Le quartier s'est beaucoup développé tout au long du XXe siècle.

##### Début de l'industrie aéronautique à Bourges

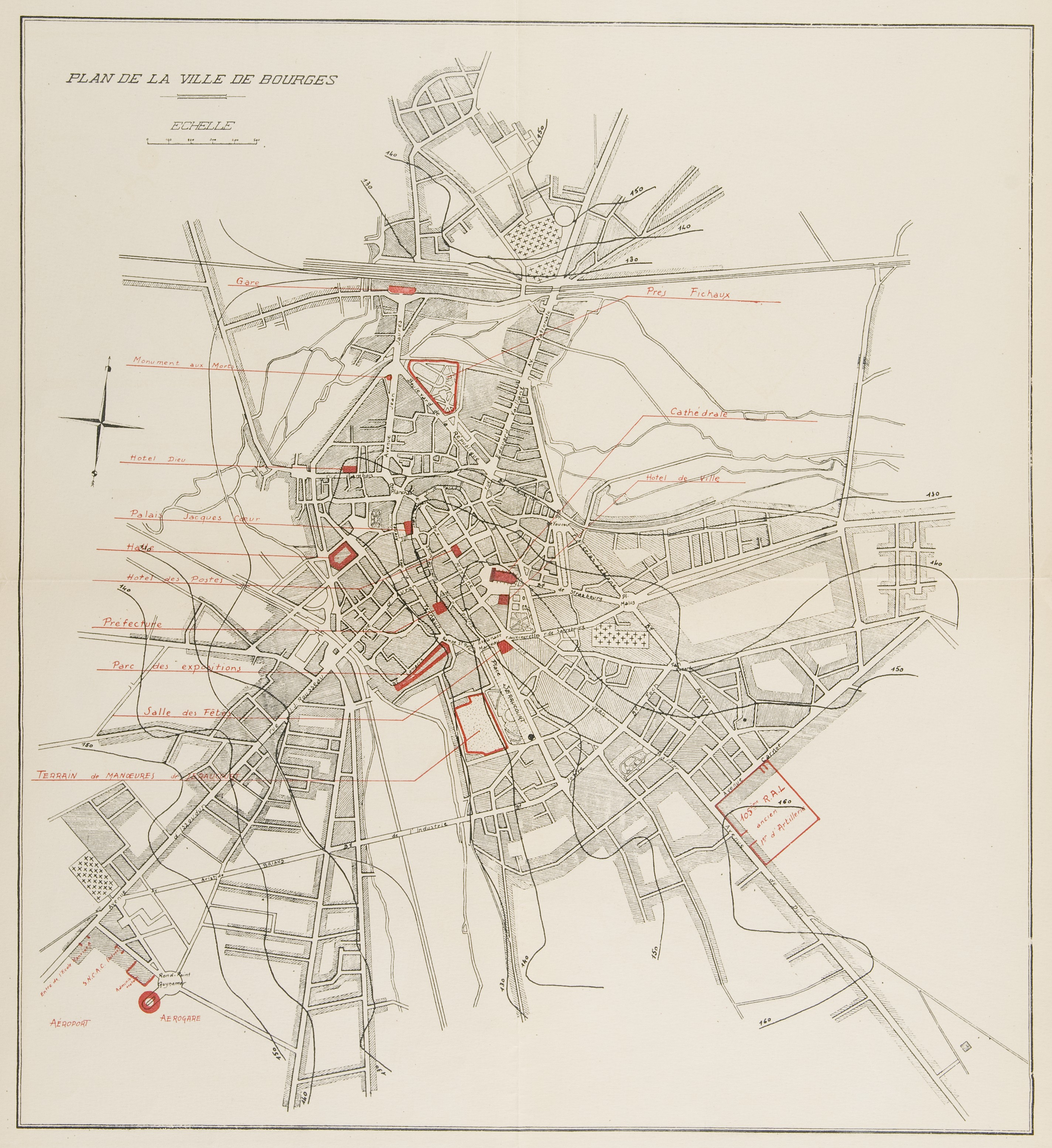
Plan de Bourges en 1938.

En juillet 1934, l'aérogare de Bourges, construite et exploitée par la société l'Aérienne ouvre ses portes. Le bâtiment possède un bar, un restaurant et des locaux d'accueil. Avec un style Art déco, il présente deux façades : côté rue et côté piste. Le 19 juin 1940, les Allemands entrent dans la ville de Bourges et réquisitionnent les installations aéroportuaires : l'usine de la Société nationale des constructions aéronautiques du Nord (SNCAN) et les logements du quartier de l'aéroport. En 1941, l'aérogare est détruite par l'armée allemande, afin de faciliter l'approche des bombardiers de retour de leurs missions en Angleterre. À la Libération de 1945, l'usine de la Société nationale des constructions aéronautiques du Centre (SNCAC) se retrouve en mauvais état. Elle redémarre en 1949, l'activité est relancée grâce à la production d'avions de transport. Dans les années 1970, l'usine emploie plus de trois mille employés, elle se lance également dans la fabrication de missiles.
Aujourd'hui, le groupe MBDA (groupe industriel leader européen des missiles et des systèmes de missiles) y a développé son activité.

##### Naissance du quartier
La construction du quartier de l'aéroport a commencé en 1931. Les rues portent le nom d'aviateurs célèbres comme la rue Hubert Latham, l'Avenue Marcel Haegelen ou la rue René Mesmin. La Première Guerre mondiale a entraîné une grave crise du logement dans la ville de Bourges. Afin de pouvoir créer des habitations pour les personnes dans le besoin, le maire de l'époque Henri Laudier s'inspire des cités jardins, (zones résidentielles propres possédant des espaces verts), ainsi que des logements individuels très en vogue en France à cette époque. D'après la loi Loucheur, ce maire envisage également le projet d'Office Public d'Habitations à Bon Marché et qui sont les ancêtres des HLM. Ces établissements publics permettent la création de maisons peu chères et donc plus accessibles. Dans un premier temps, les nouveaux logements devaient se situer face au cimetière du Lautier mais il a finalement été décidé de les construire près du pôle aéronautique.

##### Évolution du quartier
L'architecte chargé du projet Maurice Payret-Dortail et son équipe proposent un projet dans lequel des logements sociaux et collectifs se côtoieraient avec un style semblable aux cités-jardins parisiennes de l'époque, (Plessis-Robinson dans la périphérie parisienne). Elles sont ainsi séparées en îlots avec un style moderne. Les rues principales sont bordées d'immeubles collectifs qui suivent les courbes des ronds-points. Leurs habitants ont accès à tous les équipements nécessaires pour avoir une vie de famille agréable : petits chemins, espaces verts et squares avec jeux d'enfants, jardins familiaux.
Les travaux commencent en 1931 avec la réhabilitation de la partie ouest du quartier. En 1934, neuf bâtiments collectifs offrant 156 logements sont construits, chacun ayant ses propres caractéristiques d'aménagement.
Vient ensuite la création des pavillons individuels entre 1933 et 1938. Cent-huit pavillons vont être construits par les entreprises Leising et Vialanet. L'ingénieur Decourt propose des « maisons isothermes » qui permettent une meilleure isolation et ainsi moins de dépenses énergétiques pour les habitants. Ces pavillons construits sur des parcelles de 300 m2 sont équipés pour la vie familiale avec plusieurs pièces et un jardin.
De 1939 à 1940, avec le début de la Seconde Guerre mondiale, un second programme de logements collectifs est mis en œuvre. Ce sont 70 logements qui vont être créés, divisés en sept bâtiments. Ces bâtiments voient leur esthétique évoluer. Ils ont maintenant des balcons et les façades sont variées (certaines ont des bandes colorées).
Pendant la Seconde Guerre mondiale, les bombardements détruisent quarante-neuf logements collectifs et individuels et en abîment deux-cent quarante-sept. Les reconstructions se font de 1946 à 1948. Les travaux sont confiés à Jean Festoc, qui collabore avec Demay décédé en 1947. L'emplacement des immeubles reprend celui du projet initial de 1935 et l'architecture garde l'esprit moderniste dans le traitement très géométrique des façades. C'est à la même époque qu'est édifié un groupe scolaire. Le projet étudié dès les années 1930, avait été interrompu par l'Occupation, mais le baby boom des années d’après-guerre rendait cette construction indispensable.
Parallèlement, sont construites des cités Castors. À Bourges deux cités castors ont vu le jour dans les années 50 : la première entre la route de La Chapelle et Bellevue, la seconde rue Guilbeau dans le quartier aéroport, à proximité immédiate de la cité-jardin. Face à la pénurie de logement, des familles s'unissent en coopérative. Le principe de ces cités Castors est de permettre aux plus modestes de devenir propriétaires grâce à la solidarité et la communauté car les uns construisent pour les autres.
Ainsi vingt-trois pavillons individuels voient le jour. Formés très simplement, ils sont tous sur le même alignement en léger retrait sur la rue et présentent tous un pignon sur rue. Plus de cinquante ans après, les Castors sont toujours en place et contrairement à d'autres secteurs de construction, ces maisons n'ont pas vieilli, leur entretien par les propriétaires a été réalisé, et aujourd'hui, ce quartier reste un des plus prisés de la ville.

##### Renouveau du quartier
En 2004, le réaménagement de la ville de Bourges commence sous l'impulsion du PRU (plan de renouvellement urbain), le quartier de l'aéroport fait alors l'objet d'un grand projet de réhabilitation. En 2005, le choix est fait de rénover les logements de la cité-jardin car celle-ci reste un des rares témoignages français de cette forme de modèle urbain et de logements populaires. Ce projet est mis en place avec l'aide de l'État et validé par l'Agence nationale pour la rénovation urbaine.
Parallèlement, 126 logements sont construits à l'entrée de la ville dont 76 sont des logements sociaux. Ces derniers s'étendent sur 5 101 m2 et 16 d'entre eux seront adaptés pour les handicapés. Les travaux ont duré jusqu'en février 2011. Ces nouveaux logements sont très économiques au niveau énergétique et ont des propriétés acoustiques. En outre, le projet a également consisté à maintenir les qualités urbaines du site, tout en l'adaptant aux besoins actuels. Les cœurs d’îlots ont été complètement repris et des garages ont été implantés là où c'était possible. Les réseaux ont été enfouis et un nouvel éclairage public installé. Enfin, les routes ont été refaites intégrant des pistes cyclables. De ce fait, l'allure générale du quartier a donc été profondément rajeunie.
La réhabilitation de l'habitat a concerné également 99 pavillons et immeubles collectifs, propriétés du bailleur social Bourges Habitat. Les travaux ont varié en fonction des pavillons concernés. Par ailleurs, une quarantaine d'entre eux étaient encore habités au début des travaux : des relogements ont donc été accompagnés et pris en charge par le bailleur. Des adaptations ont été proposées pour le maintien des personnes âgées dont certaines étaient là depuis la fin des années 1940.
Finalement, sauf exception, les pavillons de la cité-jardin ont été complètement restructurés à l'extérieur (jardins, clôtures, façades) comme à l'intérieur (création d'une pièce à vivre plus grande au rez-de-chaussée, création d'une chambre ou d'une salle de bain dans les extensions nouvelles). Un jardin potager collectif a même été recréé par des habitants de la cité.

#### Quartier Lahitolle
Le nom de ce quartier provient du lieutenant colonel d’artillerie Henry Périer de Lahitolle (1832-1879). Ce dernier est nommé directeur des établissements militaires de Bourges en 1875 grâce à son invention, le canon de 95 mm qui porte son nom. Pour des raisons stratégiques, Napoléon III décida en 1860 d'implanter une fabrique d'armement dans le centre de la France. Le choix de la ville de Bourges est stratégique et politique. En effet, Bourges est éloigné des frontières, et donc des invasions. Ce choix est aussi politique car Napoléon III répond à une demande des pouvoirs publics locaux qui souhaitent une décentralisation. Un complexe de fabrication d'artillerie se construit sur le site. Il est composé d'une fonderie à canon, un arsenal pour le matériel de guerre, un magasin à poudre et une école de pyrotechnie chargée essentiellement des projectiles.
À la fin du XIXe siècle, les établissements militaires se développent. Vers 1880, les établissements militaires deviennent une véritable ville dans Bourges avec leurs propres équipements (hôpital, prison et commerces). Ce complexe industriel conditionne le développement urbain ce qui permet l'extension de Bourges et le développement de sa voirie. Des maisons ouvrières en bande ou jumelées et des maisons de contremaîtres ou d'employés sont construites sur la route de Nevers (aujourd'hui avenue Ernest Renan).
Pendant la Première Guerre mondiale, le centre d'armements fonctionne à plein régime. À cette époque, la ville atteint les cent mille habitants, et donc pour répondre à cet accroissement de la population, des baraquements militaires sont installés sur des terrains inoccupés entre la place Malus et le carrefour de Pignoux. Un nouveau quartier prend naissance au lieu-dit Les Bigarelles, aménagé d'abord avec des constructions provisoires puis, après la guerre par des immeubles collectifs en dur. Des immeubles sont construits à partir de 1918 aux Dumones et quelques années plus tard, apparaît la cité-jardin des Fonds-Gaidons.
Après ce premier conflit mondial, la production d'armements diminue fortement. Les ouvriers n'ont plus de travail et s'en vont. Bourges retrouve alors sa population d'avant-guerre. La municipalité décide alors de diversifier les activités, par exemple : l'atelier de construction construit des voitures, et la pyrotechnie répare des wagons de chemins de fer. En 1937, le réarmement de l'Allemagne permet au site de Lahitolle de retrouver son activité. En 1940, pendant la Seconde Guerre mondiale, Bourges est occupée. Les Allemands découvrent un savoir-faire précieux, et réquisitionnent les ouvriers pour les envoyer en Allemagne. Ce conflit a permis de moderniser le matériel militaire. De ce fait, la production de canons n'est plus aussi importante. Lahitolle est donc délaissé au profit de sites complémentaires liés à aéronautique. Face à cette situation, les établissements militaires de Lahitolle deviennent l'EFAB (Établissement de Fabrication d'Armements de Bourges), qui regroupe trois secteurs d'activités : les études, la fabrication et la formation.
Avec la fin de la guerre froide, le déclin de l'activité des industries militaires de Lahitolle s'amorce. Les pouvoirs publics se mobilisent. La création de l'École nationale supérieure d'ingénieurs de Bourges (ENSI de Bourges) constitue le premier pas vers la reconversion du site. Puis en 2003, un contrat de site est mis en place. Des réflexions sont menées sur le réaménagement du site, la ville de Bourges et le conseil général du Cher procèdent à l'acquisition de terrains.
Aujourd'hui, Lahitolle n'oublie pas son passé mais se tourne résolument vers l'avenir en se transformant en un technopôle.

#### Quartiers nord
Le nord de la ville de Bourges est resté jusqu'à la fin de la Seconde Guerre mondiale, une zone essentiellement rurale. Or depuis sous le coup de l'urbanisation intense des années 1950-1960, des quartiers s'y sont développés avec une diversité d'habitats et de services. Ces quartiers ont pour nom : la Chancellerie, les Gibjoncs et Pressavois, en plus du Moulon développé plus tôt.

##### Asnières-Lès-Bourges
Le quartier de Asnières-lès-Bourges (souvent raccourci à Asnières) est un quartier situé tout au nord de la Commune de Bourges. Il est le moins proche du centre-ville et, de par sa structure proche d'un village, possède une identité spécifique au sein de Bourges. L'essentiel des habitations furent construites avant le XXe siècle, mais aussi durant l'après-guerre. Asnières-lès-Bourges, moins peuplée que d'autres quartiers de la commune, est pourvue de nombreux jardins, potagers et terrains, certains étant en jachère et/ou abandonnés. Localement, l'expression pour définir un sentier qui serpente entre les parcelles et maisons est une sente.
Le quartier, peu dynamique, tente d'initier des projets depuis le renouvellement politique lors des élections municipales de 2020, avec l'installation hebdomadaire d'un marché sur la place du 14 juillet tous les jeudis.

##### Le Moulon

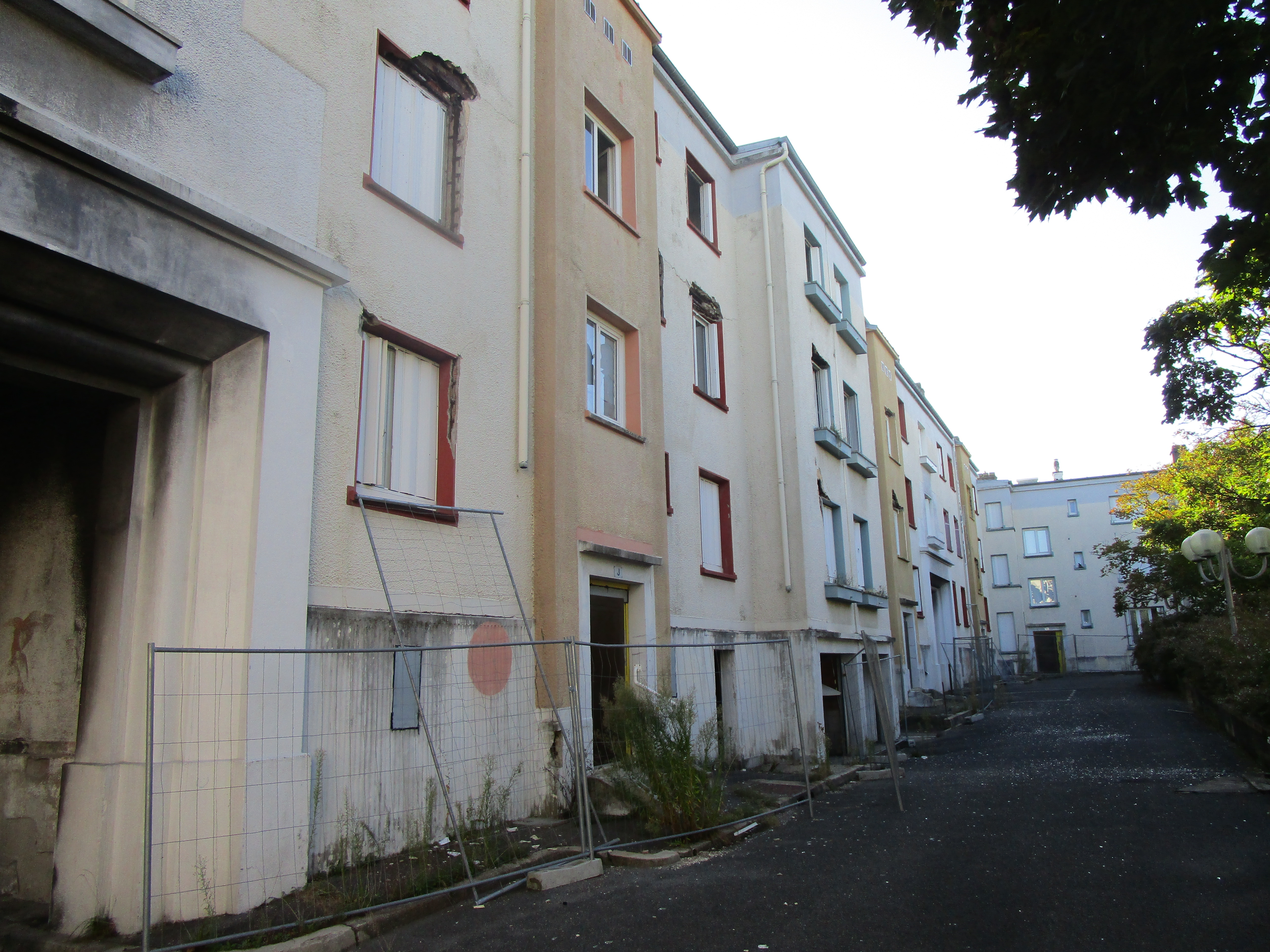
La cité-jardin du Moulon.

Le quartier du Moulon s'est développé à partir de l'industrialisation au XIXe siècle. Son habitat est très divers et marqué par les différentes politiques urbaines de la ville de Bourges. Ce quartier tient son nom de la petite rivière qui le traverse, le Moulon. Or vers 1840, ce futur quartier est encore situé en pleine campagne.
Peu après, il connut un développement économique, plusieurs usines s'y installèrent : dès 1847 la briqueterie d'Archelet extrayait l'argile proche du Moulon, les fabriques de toiles cirées Félix Chédin furent créées en 1856, l'usine de chaussures Montigny en 1872, l'usine Helbronner spécialisée dans les fournitures d'équipements et chaussures militaires vers 1890 (l'armée est omniprésente à Bourges à partir des années 1870).
Sous l'effet de ce développement industriel, de petits logements sortent de terre comme dans la rue Armand-Bisson. L'urbanisation se poursuit jusqu'en 1914 le long de la rue Félix Chédin. Mais contre toute attente, ce ne sont pas seulement des petites maisons ouvrières qui s'y développent, celles-ci côtoient de grandes maisons bourgeoises comme la maison Montigny-Labbé mais également la maison Gabard. Elles sont souvent l'œuvre des propriétaires des usines nouvellement installées. C'est à partir des années 1920 que la ville de Bourges lance une politique de gestion de l'habitat social dans ce quartier.
L'Office municipal des habitations à bon marché (OMHBM) de Bourges est créé en 1922 et construit les premières Habitations à bon marché (HBM) dans les quartiers du Moulon et de l'Aéroport. Ce sont de petites unités réalisées à partir de 1923 par l'architecte de la ville Petitjean. Il s'agit de pavillons jumelés mis en service en 1926. En 1929, un immeuble de deux étages comprenant huit logements est prêt à recevoir des locataires. Ce petit ensemble HBM qui comprend en tout vingt logements est toutefois insuffisant : le maire de Bourges prévoit d'en construire environ 500. Il décide donc de passer à une construction à grande échelle.
Une cité-jardin comprenant 90 logements et quatre boutiques qui est bâtie entre la fin de l’année 1931 et le mois d'avril 1933 à proximité des usines Félix-Chédin (fabrique de toiles cirées), de la cordonnerie militaire, du campement et de la fabrique d'essieux. Trois petits immeubles de dix logements chacun complètent cet ensemble intégrant des jardins et des squares. Dans les années 1930, une seconde opération voit le jour pour compléter la cité-jardin. Elle permet l'érection de 120 logements dont huit immeubles collectifs et deux pavillons.
Parallèlement, pendant l'entre-deux-guerres, le quartier va connaître le développement de pavillons de banlieue. En effet à partir de 1925, les lotisseurs privés investissent dans ce quartier. Sous l'impulsion de la loi Loucheur, des maisons individuelles équipées du confort moderne (eau, gaz et électricité) mais également pourvues d'un jardinet, sortent de terre. Après la Seconde Guerre mondiale, le rythme des constructions s'accélère.

##### Extension des quartiers nord

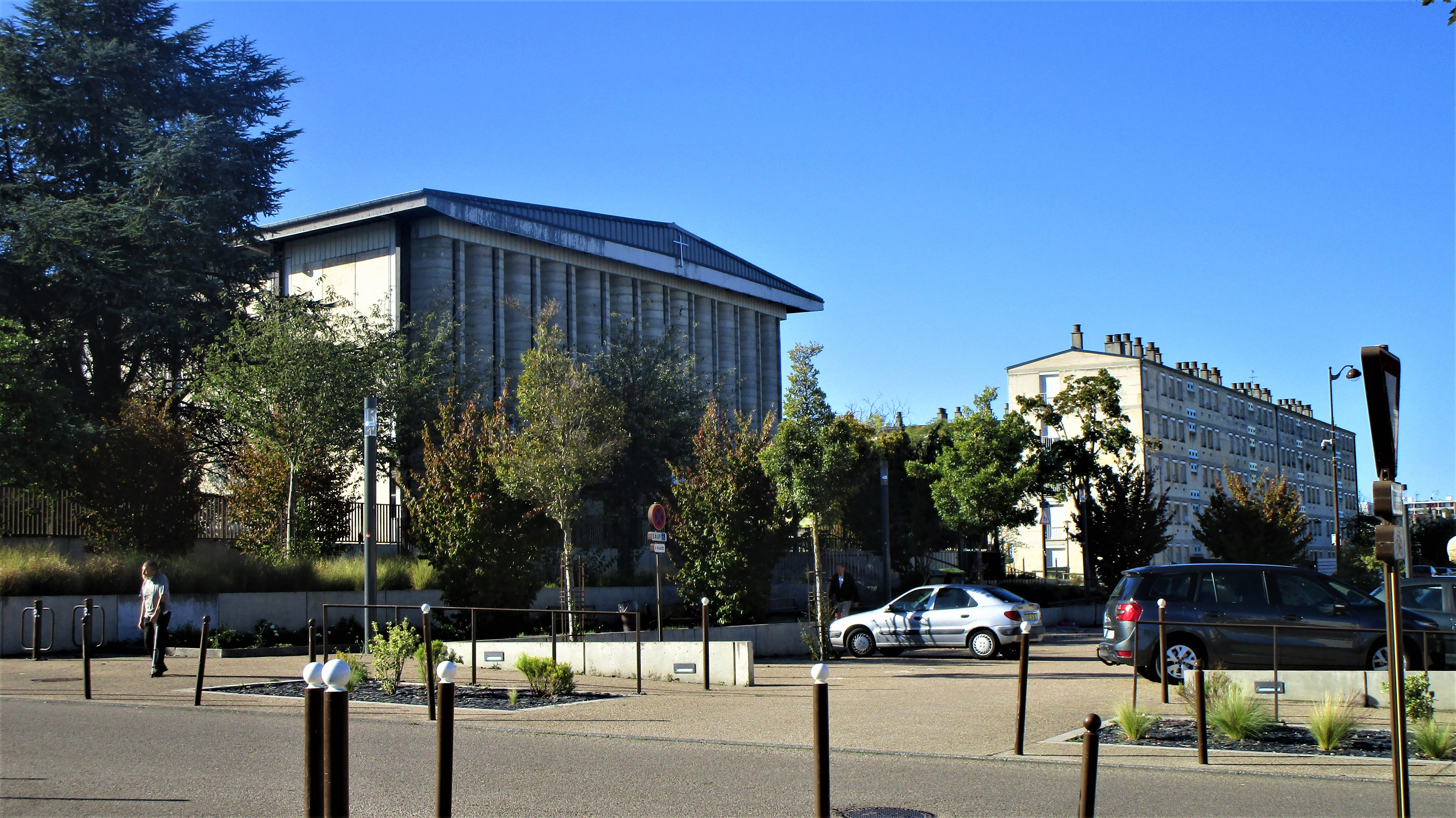
Église Saint-Jean des quartiers nord.

Une grave crise du logement sévit en France après la Seconde Guerre mondiale. En 1954, un ministère de la Reconstruction et du Logement voit le jour et les urbanistes commencent les premières réflexions sur les grands ensembles.
À Bourges, la population augmente rapidement : elle passe de 51 010 habitants en 1946 à 62 239 en 1962 et atteindra 77 300 en 1975. Plusieurs solutions sont envisagées pour accueillir cet afflux de population de catégorie sociale non-aisée issue le plus souvent de l'exode rural, et pour reloger des familles dans l'urgence. Des baraquements militaires sont d'abord utilisés, installés aux abords de la cité du Moulon. Il faut aussi reloger les familles expulsées du quartier d'Avaricum qui venait d'être démoli, car insalubre. D'autre part, l'usine Michelin (1 200 ouvriers prévus en 1956) s'ouvre à proximité, dans la commune voisine de Saint-Doulchard. Le besoin de logements est de plus en plus pressant.
À l'époque Bourges avait pour maire Louis Mallet, et sous son autorité, la réflexion progresse : au printemps 1954, la municipalité lance l'étude d'un plan directeur d'aménagement qui définit le développement futur de la ville. Le nord de Bourges est alors privilégié pour ériger un très grand nombre de logements car la ville est difficilement aménageable à l'est à cause des marais et de la présence des établissements militaires et de l'aéronautique. La mairie confie, en 1957, à l'architecte Pinon, le programme de plusieurs centaines de logements, programme baptisé « Opération Chancellerie » ou « Extension au nord de la zone d'habitations » sur environ quarante hectares. Environ neuf cents logements sont ainsi construits où s'installent dans ces nouveaux quartiers des employés de la nouvelle usine Michelin, des fonctionnaires, des employés de la SNCF, des artisans, mais aussi des immigrés d'origine portugaise, polonaise, italienne, espagnole, des rapatriés d'Algérie.
En 1960, la ville de Bourges obtient son inscription sur les la liste des zones à urbaniser en priorité (ZUP) pour les quartiers nord, ce qui va permettre de poursuivre la construction des logements dans les quartiers de la Chancellerie et des Gibjoncs sur une superficie de 160 hectares. Ce nouveau projet ambitieux prévoyait la construction de 5 000 logements pour une population de 25 000 habitants, cependant à la suite de diverses difficultés, seulement 1 404 logements dont 1 318 collectifs sont réalisés en 1966.
Les dernières constructions s'achèvent entre 1973 et 1975. Même si la physionomie de l'habitat dans ces quartiers est dominé par une succession de barres et de tours, une place importante a été faite aux logements individuels en créant plusieurs lotissements.

##### Les Gibjoncs

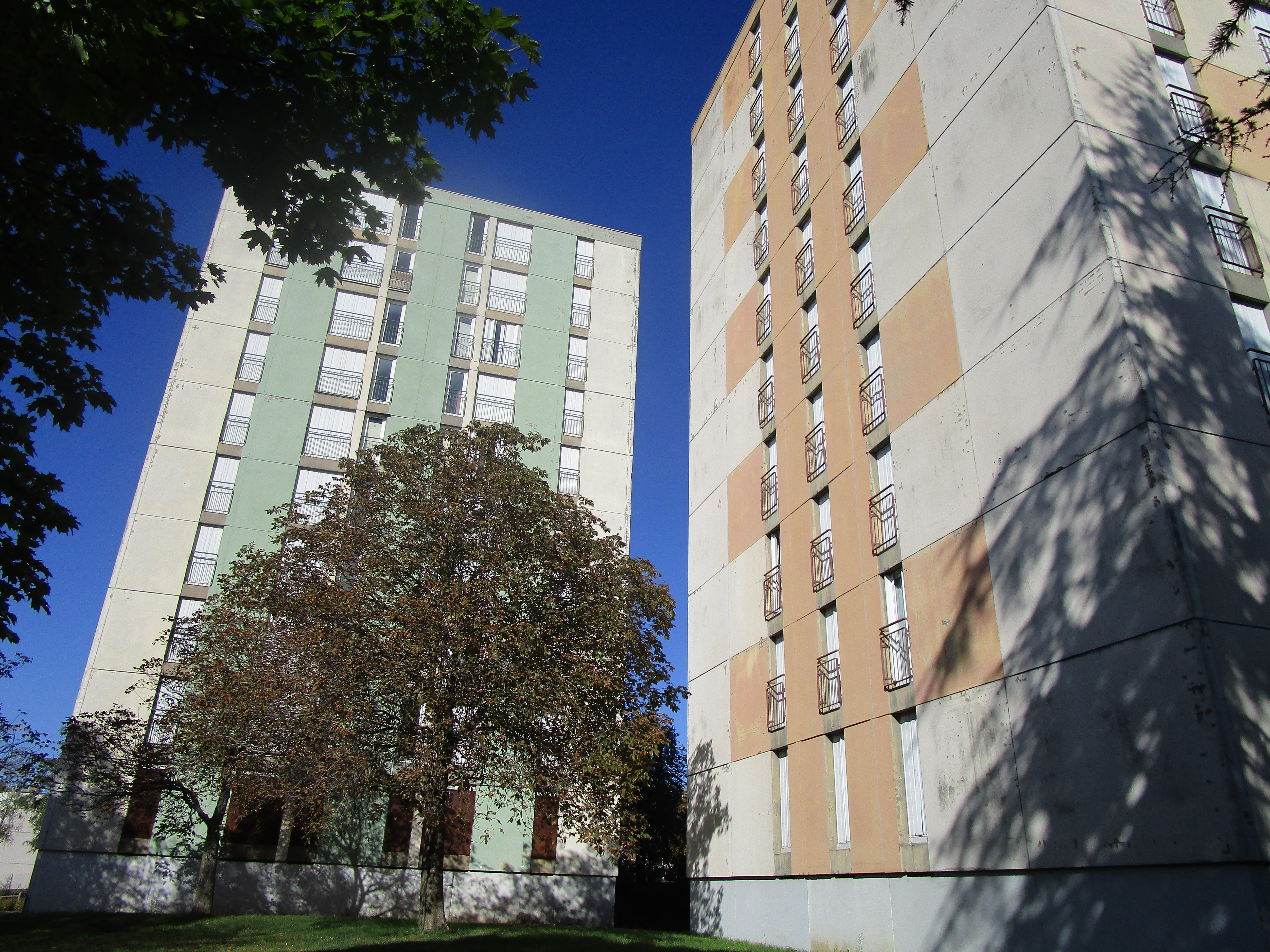
Tours vouées à la destruction aux Gibjoncs.

Un centre commercial ouvre à la fin des années 1960, avec une quinzaine de magasins et un supermarché. La municipalité prévoit différents services et équipements : un centre d'action médico-social, une mairie annexe, un commissariat, un bureau de poste, un pôle de lecture publique avec une annexe de la bibliothèque municipale. Plusieurs écoles sont construites, ainsi que trois collèges sur l'ensemble de Bourges nord, un lycée technique, un Institut Universitaire de Technologie, un Centre de Formation des Apprentis et une faculté des sciences, le lycée Alain-Fournier déménage du centre-ville et s'implante dans le quartier des Gibjoncs. Près du centre commercial se trouve la première crèche collective construite à Bourges. À la limite de zones d'habitat et de zones agricoles est créé le parc paysager des Gibjoncs, un parc « rurbain », transition entre ville et campagne.
Vers 1969, se construit la chapelle Saint-Paul qui rappelle les recherches architecturales de Le Corbusier dans les années cinquante.

##### Les Pressavois
Construit sur le lieu-dit du même nom, ce quartier fait partie de la ZUP (zone à urbaniser en priorité) tout comme les quartiers de la Chancellerie et des Gibjoncs. Un pressoir à vin appartenant au XVIe siècle à Étienne Houët, marchant et bourgeois de Bourges, a donné son nom au lieu-dit Pressoir-Houët, qui par déformation de langage est devenu Pressavois. Le quartier des Pressavois est celui qui possède la plus grande densité de population. Les immeubles de la ZUP y sont reconnaissables par leur alignement comportant peu d'espace entre eux.
C'est dans ce quartier qu'a été ouvert en 1986, un Centre de ressources, d'expertise et de performance sportives (CREPS). La ville propose également le PRJ des Pressavois (Point Rencontre Jeunes) : ouverts aux 11–17 ans, ce sont des lieux d’animation, d’échanges, de partage, d’écoute, d’information, d’orientation et d’accompagnement de projets individuels et collectifs.
À partir de 2014, de nouveaux logements se construisent surtout à proximité du CREPS. Ils répondent aux nouvelles normes en matière de développement durable tels que l'utilisation de bois et de panneaux solaires. Ces logements sont en partie des appartements pour les personnes à budgets limités mais aussi des pavillons individuels.

##### La Chancellerie

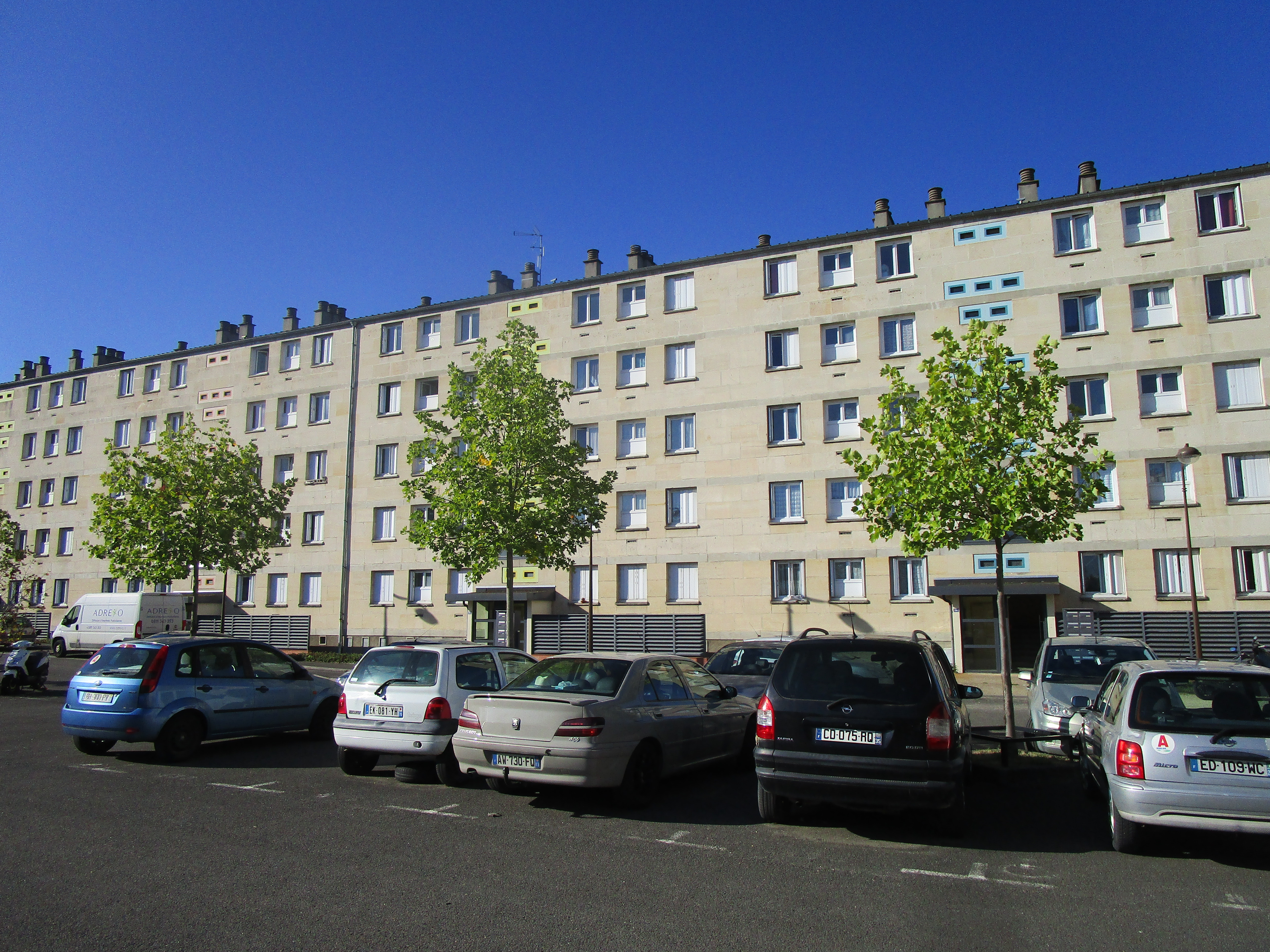
Immeuble de la Chancellerie.

La Chancellerie est un quartier dont le nom vient de « chancelier », qui était une personne chargée de gérer les biens de l'archevêque et du chapitre de la cathédrale de Bourges. En 1947, cette zone est pratiquement inhabitée, constituée principalement de champs. Mais à partir des années 1950, ce quartier sort de terre. dans le cadre du programme baptisé « opération Chancellerie » soit une extension au nord de la zone d'habitation. Les premières barres d'immeubles apparaissent rapidement.
À partir de 1960, la deuxième tranche du quartier de la Chancellerie s'inscrit dans la liste des ZUP. La première tour de la Chancellerie fut habitée en début du mois de septembre 1964. Cette tour de 50 mètres de haut comprend 13 étages et renferme 78 appartements. Les constructions se développent d'abord autour du centre commercial de la Chancellerie.
Entre 1961 et 1963, un centre commercial est créé, il est en structure métallique composé d'une supérette et d'une dizaine de boutiques s'organisant autour de patios. La Maison des jeunes et de la culture (MJC) de la Chancellerie est construite en 1967, et comptera salle de spectacle, salle de lecture, de réunion, etc. Lieu important de la ZUP, elle fera entrer les pratiques artistiques et culturelles dans les nouveaux quartiers. Elle sera ensuite détruite dans le cadre de la Rénovation urbaine.
La Chancellerie compte un centre social qui était géré depuis 1961 par la Caisse d'allocations familiales du Cher (Caf), avec pour vocation d’être au cœur des quartiers nord pour proposer des animations et faire participer les habitants à la vie du quartier. En janvier 2010, le Centre Social de la Chancellerie a été repris en charge par la Ville de Bourges.
Entre 1964 et 1966 est construite l'église Saint-Jean qui rappelle les recherches architecturales de Le Corbusier dans les années cinquante.

##### Projet de rénovation urbaine à partir des années 2000
Dès la fin des années 1980, la ZUP de Bourges est en déclin, en raison notamment de nombreux départs : trois mille habitants en moins entre 1990 et 1999. À la fin des années 1990, les premières démolitions sont envisagées.
À l’étude dès 2003, à l’initiative du maire de l'époque Serge Lepeltier, le projet de rénovation urbaine de Bourges est signé le 16 mai 2005. Les travaux débutent alors. Ce projet, localisé au nord de l’avenue De Lattre De Tassigny (entre la rue François Villon et la route de Saint Michel), constitue la première phase de l’important projet de requalification du quartier des Gibjoncs qui devrait se poursuivre plus au sud dans les dix prochaines années, après définition du nouveau projet urbain, co-construit avec les habitants. Cet aménagement comprend la démolition de trois tours, la réhabilitation des immeubles (1 082 logements à réhabiliter, soit environ la moitié du parc des Gibjoncs), la réparation des espaces publics et de voiries, la mise en valeur des cœurs d’îlots et des espaces arborés, l’amélioration de la circulation pour permettre d’accéder plus facilement aux services publics)
Le PRU se poursuit dans le quartier des Gibjoncs, des travaux qui ont débuté le 14 septembre 2015 doivent se poursuivre jusqu’en 2018. L’un des objectifs de ce projet, d'un coût de 7 531 104 € TTC, est de permettre l'ouverture de ce quartier à la ville.
Les autres projets d'aménagement notables au début des années 2010 sont :
- le quartier mixte d'Avaricum dans le centre-ville, qui mêlera surfaces commerciales et tertiaires et logements, parking. Les travaux, qui devaient initialement se terminer courant 2010 n'ont commencé qu'en octobre 2012[34] et l'ouverture de la galerie qui s'est effectué en février 2015 ;

- l'écoquartier de Baudens au Sud du centre-ville, le long du boulevard du Maréchal-Joffre, lui aussi mixte ;
- le technopôle de Lahitolle à l'Est du centre-ville et à l'emplacement de l'ancien complexe de fabrication d'artillerie, en cours d'aménagement depuis le début des années 2000, et qui se construit autour d'activités d'enseignement et recherche.

### Habitat et logement
En 2019, le nombre total de logements dans la commune était de 38 988, alors qu'il était de 37 687 en 2014 et de 36 684 en 2009.
Parmi ces logements, 83,8 % étaient des résidences principales, 2,4 % des résidences secondaires et 13,7 % des logements vacants. Ces logements étaient pour 44 % d'entre eux des maisons individuelles et pour 55,5 % des appartements.
Le tableau ci-dessous présente la typologie des logements à Bourges en 2019 en comparaison avec celle du Cher et de la France entière. Une caractéristique marquante du parc de logements est ainsi une proportion de résidences secondaires et logements occasionnels (2,4 %) inférieure à celle du département (7,5 %) et à celle de la France entière (9,7 %). Concernant le statut d'occupation de ces logements, 47,5 % des habitants de la commune sont propriétaires de leur logement (46,9 % en 2014), contre 67 % pour le Cher et 57,5 pour la France entière.
| Typologie                                               | Bourges | Cher | France entière |
| ------------------------------------------------------- | ------- | ---- | -------------- |
| Résidences principales (en %)                           | 83,8    | 79,4 | 82,1           |
| Résidences secondaires et logements occasionnels (en %) | 2,4     | 7,5  | 9,7            |
| Logements vacants (en %)                                | 13,7    | 13   | 8,2            |

### Voies de communication et transports

#### Voies routières et autoroutières
Proche du centre géographique de la France, Bourges est à la croisée de grands itinéraires reliant des métropoles françaises et européennes.
| Destination           | Voie routière                          | Distance | Temps de parcours automobile (sans pause) |
| --------------------- | -------------------------------------- | -------- | ----------------------------------------- |
| Orléans               | A71                                    | 125 km   | 1 heure 10                                |
| Tours                 | A71 - A85                              | 164 km   | 1 heure 40                                |
| Clermont-Ferrand      | A71                                    | 193 km   | 1 heure 50                                |
| Limoges               | N151 - A20                             | 196 km   | 2 heures 10                               |
| Paris                 | A71 - A10                              | 253 km   | 2 heures 30                               |
| Angers                | A71 - A85                              | 272 km   | 2 heures 40                               |
| Le Mans               | A71 - A85 - A28                        | 263 km   | 2 heures 40                               |
| Lyon                  | A71 - A89                              | 342 km   | 3 heures 20                               |
| Nantes                | A71 - A85 - A11                        | 385 km   | 3 heures 30                               |
| Dijon                 | N151 - A6 - A38                        | 246 km   | 3 heures 30                               |
| Rouen                 | A71 - A10 - N10 - A12 -A13             | 360 km   | 3 heures 40                               |
| Rennes                | A71 - A85 - A28 - A81 - N157           | 419 km   | 4 heures 10                               |
| Grenoble              | A71 - A89 - A43 - A48                  | 450 km   | 4 heures 20                               |
| Genève                | D2076 - N7 - N79 - A40                 | 382 km   | 4 heures 30                               |
| Lille                 | A71 - A10 - A1                         | 468 km   | 4 heures 40                               |
| Bordeaux              | N151 - A20 - N145 - N10                | 398 km   | 4 heures 40                               |
| Toulouse              | N151 - A20 - A62                       | 482 km   | 4 heures 50                               |
| Montpellier           | A71 - A75 - A750                       | 516 km   | 5 heures 20                               |
| Nancy                 | D940 - A77 - A19 - A5 - A31            | 488 km   | 5 heures 20                               |
| Bruxelles             | A71 - A10 - A1 - A2                    | 563 km   | 5 heures 40                               |
| Bâle                  | N151 - A6 - A36 - A35                  | 502 km   | 5 heures 50                               |
| Luxembourg (ville)    | D940 - A77 - A19 - A5 - A26 - A4 - A31 | 556 km   | 5 heures 50                               |
| Marseille             | A71 - A89 - A72 - A47 - A7             | 650 km   | 6 heures                                  |
| Turin                 | A71 - A89 - A43 -                      | 651 km   | 6 heures 50                               |
| Francfort-sur-le-Main | D940 - A77 - A19 - A5 - A26 - A4       | 756 km   | 7 heures 40                               |
| Londres               | A71 - A10 - A16                        | 714 km   | 7 heures 50                               |
| Milan                 | D2076 - N7 - N79 - A40                 | 692 km   | 7 heures 50                               |
| Barcelone             | A71 - A75 - A9                         | 806 km   | 8 heures 10                               |
| Valence (Espagne)     | A71 - A75 - A9 - E15 - AP-7            | 1 145 km | 10 heures 30                              |

Bourges dispose d'une rocade qui permet son contournement d'est en ouest par le sud sur 36 km grâce à la RN 142 et la RD 400. Elle est actuellement en 2 × 1 voies sauf sur une partie en 2 × 2 voies sur 1,2 km à l'est. Actuellement, la rocade n'est pas totalement reliée. La section nord-est entre la RN 151 et la RD 940, longue de 8 km, a vu le jour en 2014.

#### Transports urbains
L’agglomération berruyère est desservie par le réseau de transport en commun AggloBus (19 lignes, 71 bus) et reste reliée au reste du département grâce au Réseau de mobilité interurbaine (Rémi), géré par le conseil régional. La commune est aussi desservie par la ligne routière TER Centre-Val de Loire Châteauroux ↔ Bourges (en l'absence de chemin de fer).
Depuis le 01.09.2023, les bus de ville (agglobus) sont désormais gratuits pour tous.

#### Aménagements cyclables
Les municipalités successives ainsi que les associations locales ont permis de développer le réseau et les infrastructures cyclables tout en incitant à l'utilisation du vélo : Des stationnements cyclables, des mesures d'aide à l'achat, des prêts de vélo ou encore des pistes cyclables ont vu le jour, avec comme élément principal, la rocade verte, une voie en site propre faisant le tour de la commune.
Les habitants effectuent chaque jour 3 % de leurs déplacements à vélo.

#### Voies ferroviaires

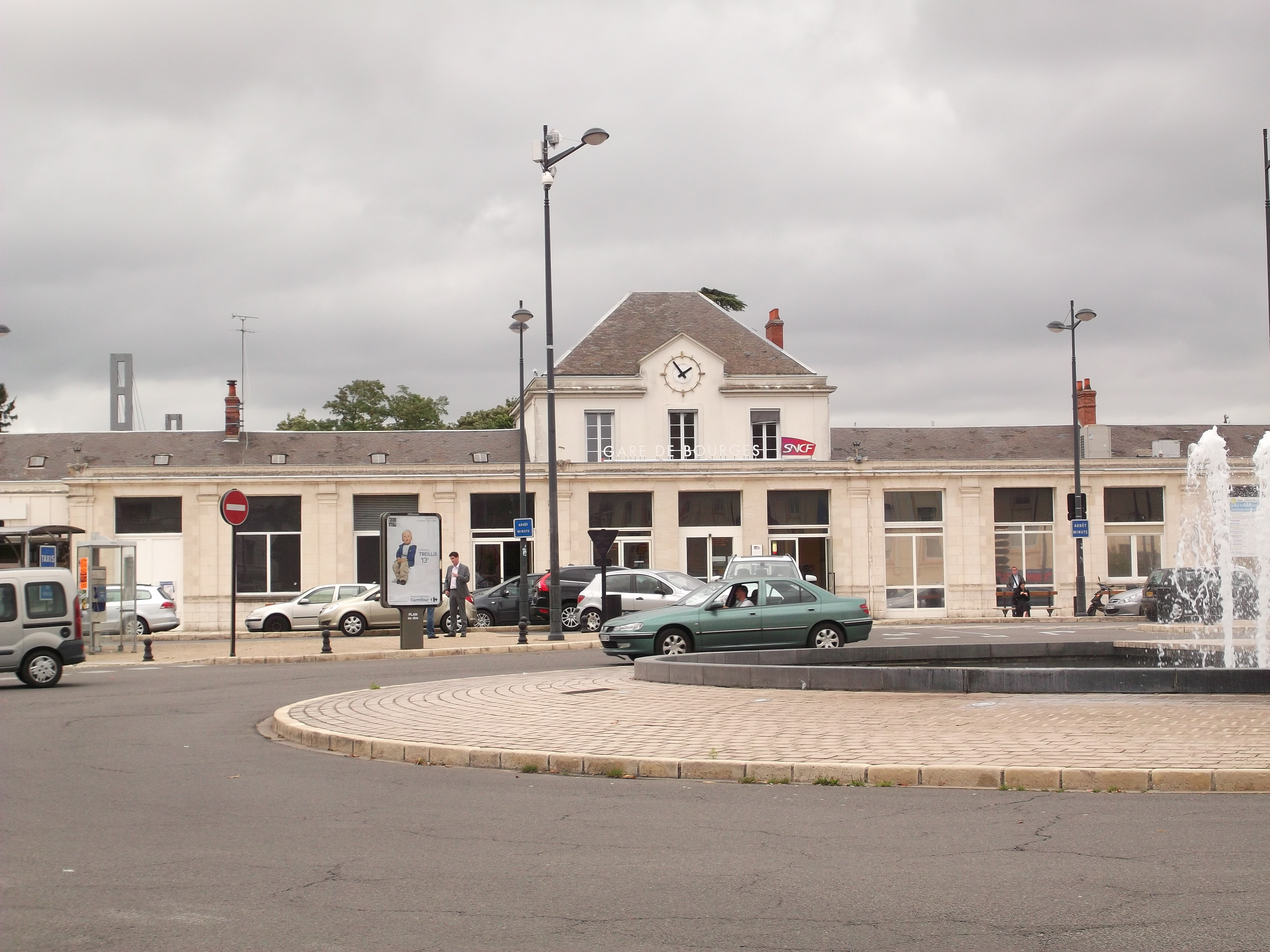
La gare de Bourges.

Bourges, au regard de sa taille et proximité de Paris, est plutôt mal desservie par le réseau ferroviaire. En effet, elle ne se trouve pas sur une des grandes radiales ferroviaires françaises (lignes depuis Paris, cœur historique du réseau), ce qui nuit à sa desserte. On ne compte par exemple que quatre trains directs aller/retour par jour pour Paris-Austerlitz, sa gare tête-de-ligne.
En comparaison, Nevers, ville plus petite mais dont la gare est sur la ligne Paris-Clermont-Ferrand, bénéficie de douze trains aller/retour pour Paris au quotidien.
Cependant, en contrepartie, la position de la gare de Bourges lui donne une très bonne desserte « Est-Ouest ». Depuis Bourges, il est, par exemple, possible de rallier, sans détour, Tours, Angers, Nantes, Le Croisic, Montluçon, Nevers, Moulins, Roanne, Lyon.
L'agglomération dispose aussi de trois autres petites gares qui sont les gares de Marmagne, Saint-Germain-du-Puy et Saint Florent-sur-Cher relié à Bourges-Gare via des navettes TER.

#### Projet de TGV
Une ligne TGV est à l'étude pour un trajet Paris - Orléans - Bourges - Clermont-Ferrand - Lyon, mais s'avère compromise par les derniers plans d'équipement nationaux revus à la baisse. Le projet est mis en pause en 2018.
Plusieurs tracés avaient été proposés, dont certains passaient par Bourges, d'autres par Nevers. La variante Ouest, qui devait desservir Bourges directement, était privilégiée avant la suspension du projet.

### Risques majeurs
Le territoire de la commune de Bourges est vulnérable à différents aléas naturels : météorologiques (tempête, orage, neige, grand froid, canicule ou sécheresse), inondations, mouvements de terrains et séisme (sismicité faible). Il est également exposé à deux risques technologiques, le transport de matières dangereuses et  le risque industriel. Un site publié par le BRGM permet d'évaluer simplement et rapidement les risques d'un bien localisé soit par son adresse soit par le numéro de sa parcelle.

#### Risques naturels
Certaines parties du territoire communal sont susceptibles d’être affectées par le risque d’inondation par débordement de cours d'eau, notamment le ruisseau la Voiselle, l'Yèvre, le canal de Berry, l'Auron, le Moulon et le Langis. La commune fait partie du territoire à risques importants d'inondation (TRI) de Bourges, un des 21 TRI qui ont été arrêtés fin 2012 sur le bassin Loire-Bretagne et portés à 22 lors de l'actualisation de 2018. Des cartes des surfaces inondables ont été établies pour trois scénarios : fréquent (crue de temps de retour de 10 ans à 30 ans), moyen (temps de retour de 100 ans à 300 ans) et extrême (temps de retour de l'ordre de 1 000 ans, qui met en défaut tout système de protection),. La commune a été reconnue en état de catastrophe naturelle au titre des dommages causés par les inondations et coulées de boue survenues en 1982, 1999, 2001, 2007, 2008 et 2016,.

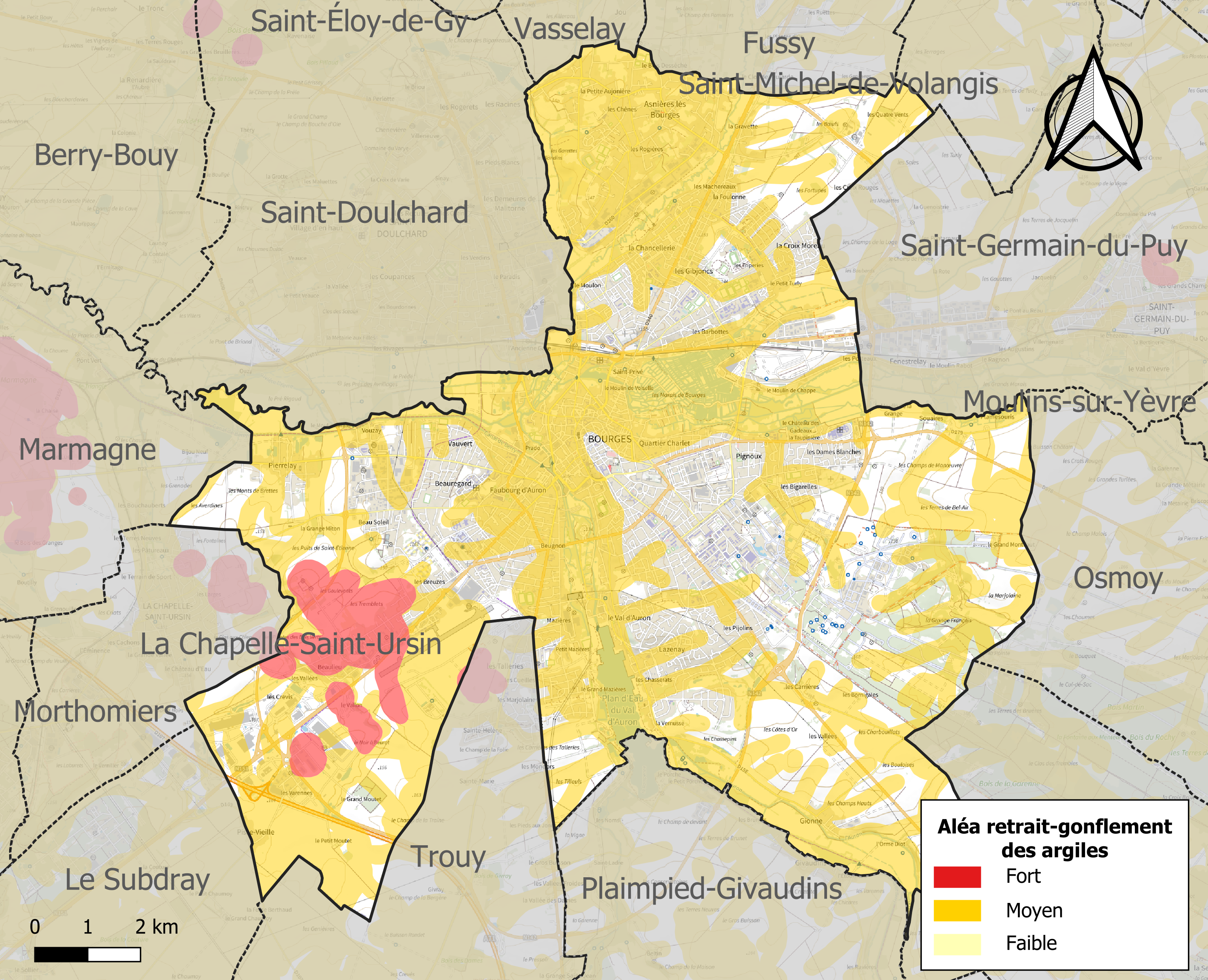
Carte des zones d'aléa retrait-gonflement des sols argileux de Bourges.

La commune est vulnérable au risque de mouvements de terrains constitué principalement du retrait-gonflement des sols argileux. Cet aléa est susceptible d'engendrer des dommages importants aux bâtiments en cas d’alternance de périodes de sécheresse et de pluie. 66,1 % de la superficie communale est en aléa moyen ou fort (90 % au niveau départemental et 48,5 % au niveau national). Sur les 17 173 bâtiments dénombrés sur le territoire de la commune en 2019, 10365 sont en aléa moyen ou fort, soit 60 %, à comparer aux 83 % au niveau départemental et 54 % au niveau national. Une cartographie de l'exposition du territoire national au retrait gonflement des sols argileux est disponible sur le site du BRGM,.
Concernant les mouvements de terrains, la commune a été reconnue en état de catastrophe naturelle au titre des dommages causés par la sécheresse en 1989, 1991, 2002, 2011, 2018 et 2019 et par des mouvements de terrain en 1999 et 2016.

#### Risques technologiques
La commune est exposée au risque industriel du fait de la présence sur son territoire d'une entreprise soumise à la directive européenne SEVESO.
Le risque de transport de matières dangereuses dans la commune est lié à sa traversée par des infrastructures routières ou ferroviaires importantes ou la présence d'une canalisation de transport d'hydrocarbures. Un accident se produisant sur de telles infrastructures est en effet susceptible d’avoir des effets graves au bâti ou aux personnes jusqu’à 350 m, selon la nature du matériau transporté. Des dispositions d’urbanisme peuvent être préconisées en conséquence.

## Toponymie
Le nom de la localité est attesté sous les formes Avaricum (César, au livre VII et au livre VIII (écrit en fait par Hirtius) de ses Commentaires sur la guerre des Gaules, puis au livre III de ses Commentaires sur la guerre civile). On le trouve également dans l’Epitome de Florus, puis dans l’Itinéraire d’Antonin, ainsi que sur la Table de Peutinger. Le géographe Ptolémée le transcrit d'autre part en grec; Dans la seconde moitié du IVe siècle, l’historien Ammien Marcellin use de la graphie Biturigae. Quelques décennies plus tard, Orose, dans ses Histoires contre les païens, écrit Biturigo Civitas, et au cours des mêmes années, un texte administratif, la Notice des Gaules, emploie la forme Civitas Biturigum.
En 471, l’évêque de Clermont, Sidoine Apollinaire, mentionne dans sa correspondance Biturigas, ainsi que la plebs Biturigis, la population de Bourges. Environ un siècle plus tard, Grégoire de Tours, dans son Histoire des Francs, a recours à Bitorex, Biturigas, et Biturigum. Vers les années 650, Jonas de Bobbio, dans sa Vie de saint Colomban, fait état de la Betoricensis urbs. Un peu plus tard, on lit sur des monnaies mérovingiennes les formes suivantes : Betorex, Betoregas, Betorigas et Beoregas, la dernière témoignant de l’effacement du /t/ intérieur dans la prononciation.
Au XIIIe siècle, une liste fiscale dite Liève contient à plusieurs reprises la forme Borges, témoignant d’une progression qui aboutit, dans un document daté de 1410 et évoqué par A. Buhot de Kersers dans son Histoire et statistique monumentale du Département du Cher, à la forme que nous connaissons actuellement, de la sorte attestée au début du XVe siècle : Bourges.
La localité s'appelait sans doute en gaulois *Avaricon, toponyme dérivé en -icon du nom de la rivière qui la borde, l’Avara, devenu de nos jours l’Yèvre. Il pourrait donc signifier « la ville au bord de l’Avara ».
Durant l’Antiquité tardive, au IVe siècle, de nombreuses capitales gallo-romaines ont vu leur nom sortir de l’usage, remplacé par celui de la cité qu'elles administraient. Ce processus a vu Avaricum recevoir une désignation fondée sur apud Bituriges, « chez les Bituriges ».
L’évolution phonétique qui de Bituriges mène au nom de Bourges s’explique phonétiquement par le fait que les mots latins possédaient une syllabe accentuée. Dans le cas de Bituriges, la syllabe accentuée est celle qui précède l’avant-dernière et que l’on appelle l’antépénultième, autrement dit la syllabe /tu/, d'où en gallo-roman BITURIGE > Beorege (évolution régulière [i] > [e], amuïssement de [t] intervocalique)  > Bourges.

## Histoire

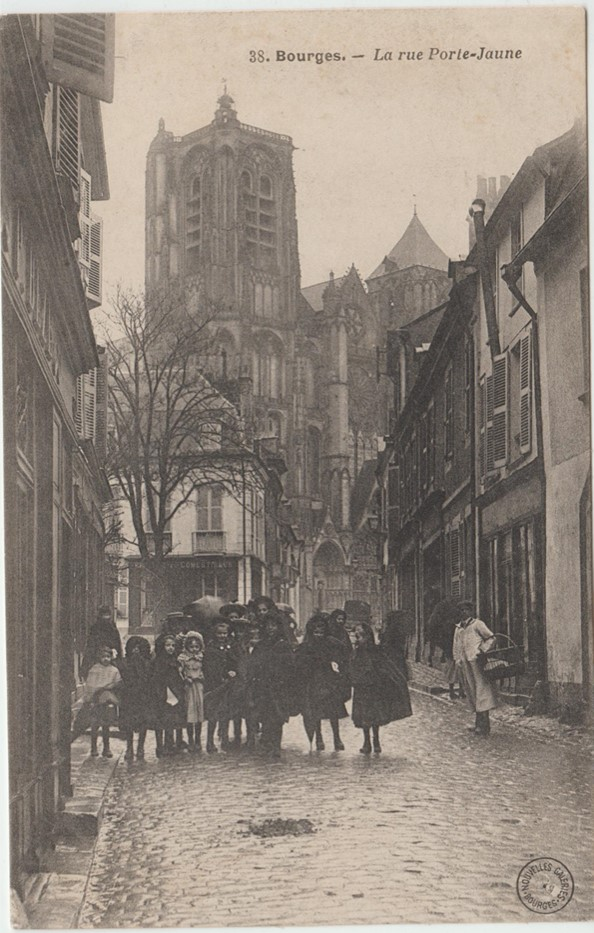
Photographie ancienne de la rue Porte-Jaune à Bourges.

L'emplacement est occupé dès le Néolithique. Un caveau, lié à une habitation, dans lequel ont été identifiés 46 individus différents a été ainsi retrouvé au nord de la commune entre Saint-Doulchard et Fussy. Ces ossements remontent à une période comprise entre - 6.000 ans et - 2.200 ans avant J.-C..

### La «capitale» du peuple gaulois des Bituriges Cubes
Avant la période romaine, c'était la région du peuple gaulois des Bituriges Cubes, qui signifiait « les rois du monde ».
Dans l'Antiquité, le nom de la ville est attesté sous la forme Avaricum « le lieu sur l’Yèvre » (le nom celte étant *Avariko- qui se retrouve dans le nom de la rivière Yèvre, Avar).
Au Ve siècle av. J.-C., le peuple gaulois des Bituriges Cubes développe une vaste agglomération proto-urbaine étendue sur plusieurs dizaines d’hectares et en contact étroit avec les Arvernes (Luern, Vercingétorix) et la Méditerranée (Marseille, Golasecca, Etrurie padane, etc.). La publication des fouilles réalisées dans le quartier Saint-Martin-des-Champs permet de mieux comprendre l’importance des activités artisanales dans le cycle de développement socio-économique observable à cette époque de l’extrême fin du 1er âge du Fer. Des tombes riches, comme le grand tumulus de Lazenay, manifestent par ailleurs la puissance de l’aristocratie biturige contemporaine. Compte tenu de ces récentes découvertes archéologiques, le texte de Tite-Live selon lequel les Bituriges Cubi et leur roi Ambigatos auraient encadré les premières migrations celtiques en Italie du Nord prend un nouveau relief.
À la fin du Ve siècle av. J.-C., le site semble abandonné en grande partie et n’est réoccupé densément qu’à partir du IIe siècle av. J.-C. La révolte des Bituriges contre les Romains et leur massacre par les Romains en 53 av. J.-C. est l'un des signaux de la levée en masse des peuples gaulois et de Vercingétorix contre César. Durant la guerre des Gaules, Vercingétorix avait mis en place une politique de la terre brûlée partout en Gaule : aucune ville, aucune ferme ne devait servir à l’approvisionnement des légions romaines. Mais les habitants d’Avaricum avaient supplié Vercingétorix d’épargner leur cité, mettant en avant la sûreté de leur ville protégée par des défenses naturelles (car située sur une butte entourée d’une rivière et de marais) et par une puissante muraille au sud. De cette muraille lui revenait même l'appellation de Ville rouge, au même titre que Le Mans. César réussit à prendre la cité en l'assiégeant pendant de longs mois, en affamant ses combattants et en repoussant l’armée de secours de Vercingétorix. Et la vengeance de César fut terrible. Des 40 000 hommes, femmes et enfants enfermés dans ses murs, seuls 800 en réchappèrent.

### Période romaine d'Avaricum

#### Haut-Empire
Une fois la ville conquise, elle est reconstruite dans le style romain avec un plan hippodamien et de nombreux complexes monumentaux : porte monumentale, aqueducs, thermes et amphithéâtre. De nombreuses villas sont bâties et la ville atteint une taille supérieure à celle qu'elle aura au Moyen Âge.

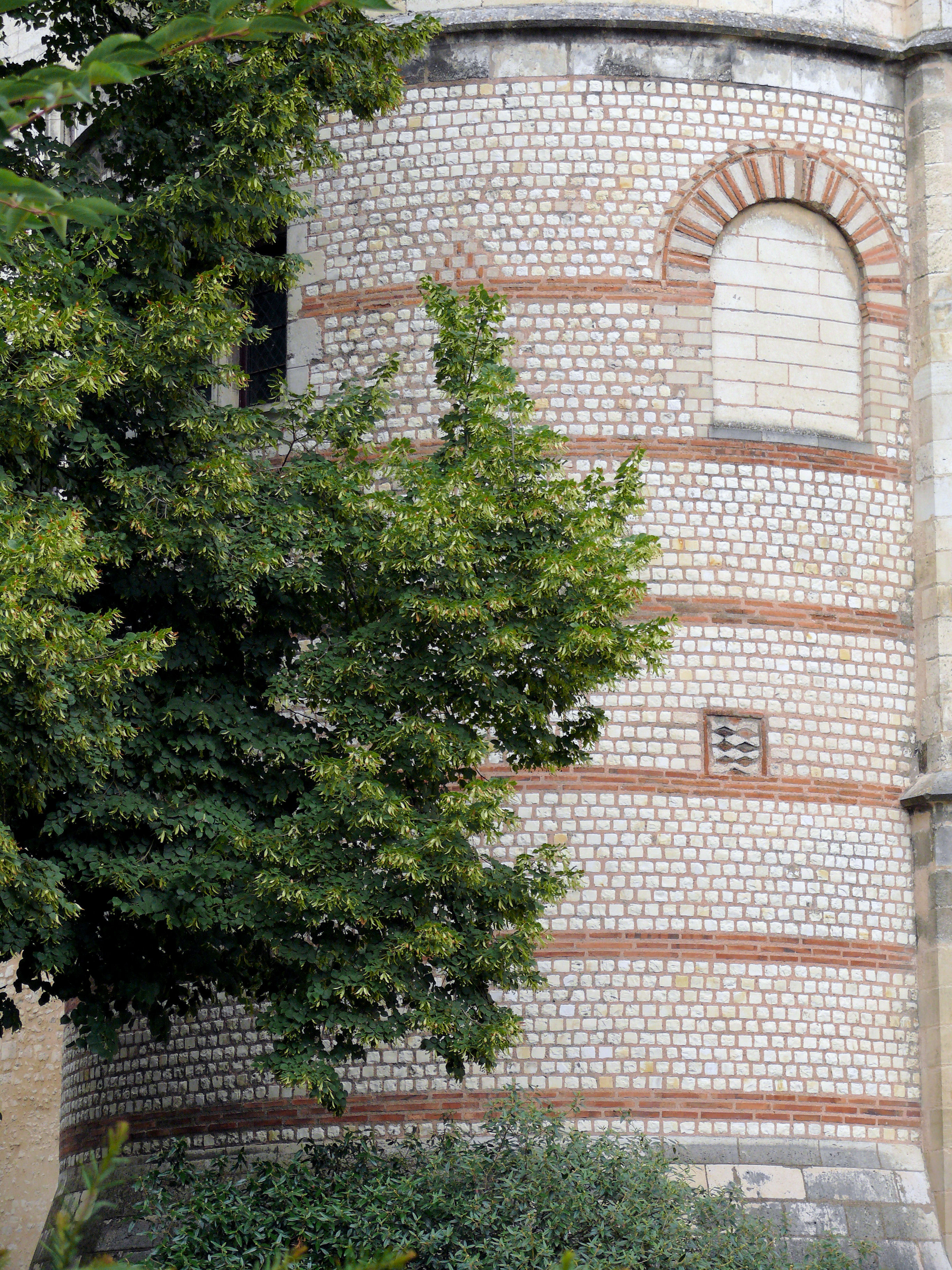
Remparts gallo-romains très bien conservés, réutilisés pour construire le Palais Jacques Coeur.

L'urbanisation de la capitale berrichonne, au début de l'époque gallo-romaine, se signale par la construction d'un forum. Les structures constituant la place publique antique ont été retrouvées au cœur même des soubassements constituant le sous-sol du centre-ville. Ce complexe monumental est découvert par hasard en 1857, lors d'une opération architecturale visant à colmater les caves du palais ducal. À la suite d'une lettre-annonce publiée dans le journal départemental en 1860, le dégagement et l'exhumation des vestiges gallo-romains sont opérés en 1861 sous la conduite de Jules Dumoutet, l'un des principaux membres de la Commission des antiquaires du Centre.
En  1961, un siècle plus tard, des fouilles archéologiques sont effectuées à l'emplacement du forum d'Avaricum, sous la direction de Jean Favière, conservateur du Musée du Berry. Ces investigations mettent en évidence les parois et plaques de sol de la place publique gallo-romaine demeurées jusqu'alors inaccessibles. Quant à l'amphithéatre connu jusqu'au XVIème siècle, il a aussi servi de carrière de pierres mais est bien moins connu actuellement : il est recouvert par la place de la Nation. Une reconstitution en a été proposée par Jean Chen en 2017 tel qu'il devait se présenter au XVIe siècle.
A noter, un «oushebti  égyptien» découvert à Bourges atteste des échanges culturels et intellectuels entre les différentes cultures de l'Empire romain.

#### Bas-Empire
Par la suite, pendant les invasions barbares, la ville se replie sur elle-même et une enceinte gallo-romaine est construite en remployant les pierres des bâtiments officiels ; la surface enclose (40 ha), bien qu’en retrait par rapport à la période précédente, est une des plus importantes des Gaules. Elle souffre d'un premier grand incendie de ses bâtiments en bois en 588.
Bourges devient également le siège d’un archevêché, dont relèvent les diocèses d’Albi, de Cahors, de Clermont-Ferrand, de Mende, du Puy-en-Velay, de Rodez, de Saint-Flour et de Tulle. Le diocèse est l’un des tout  premiers à être fondé par saint Ursin lors des premières campagnes d'évangélisation de la Gaule vers le IVe siècle. De ce fait le diocèse obtient des privilèges et les archevêques de Bourges deviennent primats des Aquitaines (cf. provinces romaines) et Patriarche de l'Église romaine. Dès le Moyen Âge, ces prérogatives sont contestées notamment par les archevêques de Bordeaux, et actuellement elles n'ont plus qu’une valeur honorifique[réf. nécessaire].

### Moyen Âge

#### Des Mérovingiens aux Capétiens
En 588, Bourges connait le premier de ses grands incendies médiévaux. La ville, qui relevait du royaume d'Aquitaine, est prise par Charles Martel en 731, puis immédiatement reprise par Eudes d'Aquitaine. Pépin le Bref la prend d'assaut en 762, détruit ses remparts et l'intègre au domaine royal sous la garde de ses comtes. Il y fait aménager un palais dès 767.
En revanche, la période carolingienne est plus faste à en juger par les traces qu’elle laissa, bien que mal connue. Si elle débute par un nouvel incendie destructeur en 760, de nombreux édifices sont construits, signe d'une réorganisation sociale, politique et religieuse. De cette époque date la construction de l'Hôtel-Dieu et de la première cathédrale de Bourges, à l'emplacement de l'actuelle, par Raoul de Turenne. De cet édifice subsiste une crypte mérovingienne sous le chœur de l’édifice actuel. On assiste aussi à la construction d'un palais (recouvert par l’actuelle préfecture). De nombreuses abbayes sont fondées avec l'appui du pouvoir royal comme celle de Saint-Ambroix. Une première vague d'églises est construite, dont l'église Saint-Paul.

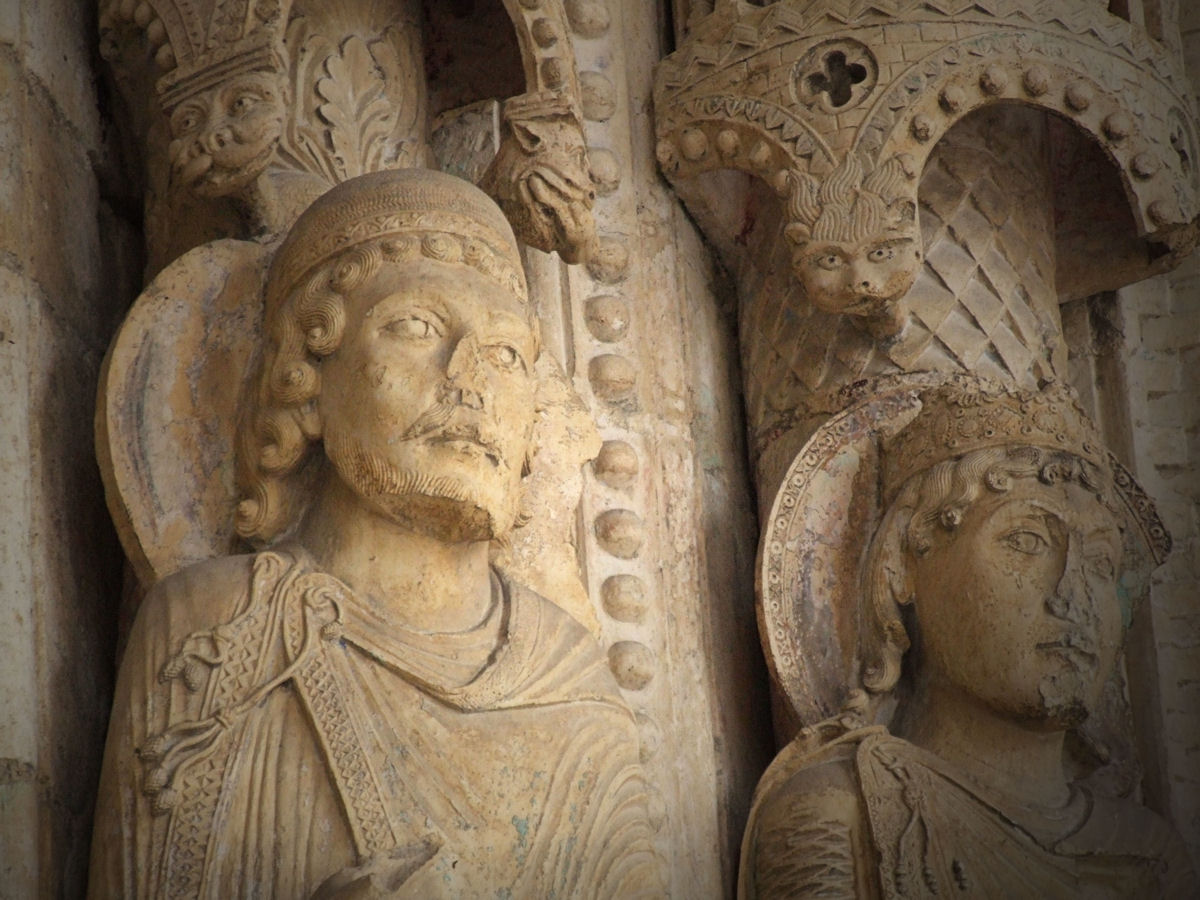
La cathédrale Saint-Étienne,.

Au début du XIIe siècle, Bourges devient le chef-lieu d'une vicomté, jusqu'à ce que le dernier vicomte de Bourges, Eudes d'Arpin en 1101 vende ses fiefs pour 60 000 sous-or au roi de France afin de financer sa croisade. Bourges entre de ce fait dans le domaine royal, propriété propre de la Couronne. L'archevêque Aimoin constitue en 1038 une association diocésaine regroupant tous les hommes de plus de quinze ans, qui prêtent serment de défendre la Paix de Dieu. Bien que peu efficace, elle est relayée au XIIe siècle par une commune diocésaine (dès avant 1108) qui, elle, a une certaine efficacité : sa milice contraint en 1149 Renaud de Graçay à abandonner le château de Saint-Palais.
Vers la fin de ce siècle, la parure monumentale de la ville se trouve en partie renouvelée, d'une part avec la mise en chantier de la cathédrale, ces travaux ayant débuté en 1195 sous l'impulsion de l'archevêque Henri de Sully, et d'autre part avec la construction d’une nouvelle enceinte, fortification médiévale dont l'architecture se révèle probablement être un « prototype » pour les autres murailles érigées sous le règne de Philippe Auguste,. Cette nouvelle enceinte, flanquée d'une imposante tour de plan circulaire dont la construction est entamée sous le règne de Louis VII et se termine probablement en 1189,,,, porte la superficie de la ville à 15 ha, entourée des faubourgs de Saint-Ambroix, Saint-Fulgent et Saint-Ursin. En effet, la ville est un centre religieux important, même si elle ne possède pas de centre de pèlerinage. L’influence des familles locales qui sont devenues très proches du roi, tels les La Châtre et les Sully pour ne citer qu’eux, concourt à la volonté de réaliser un édifice exceptionnel grâce à la puissance tant économique que politique des archevêques de Bourges. Par une nuit de tempête, la cathédrale foudroyée est en feu. Elle venait d’être reconstruite et n’était même pas encore achevée. Les décideurs hésitent, mais peut-être par rivalité avec l’archevêque de Bourges, Henri de Sully, frère du constructeur de Notre-Dame de Paris, décident en 1192 l’édification d’une nouvelle cathédrale sur un plan unique et original.
Cette cathédrale originale constitue un manifeste visible de la puissance de l’église berruyère, mais aussi de la monarchie capétienne (les Anglais sont tout proches). De 1192 jusqu’au milieu du XVe siècle, soit pendant plus de 250 ans, ce chantier monopolise toute la ville.
En 1251, la croisade des Pastoureaux passe à Bourges.
De grands incendies, celui du 23 juin 1252 qui entre dans la mémoire de la ville, et en 1353, favorisent la reconstruction et la modification de l'architecture de la ville au contact de la cathédrale qui est épargnée,. L'incendie de juin 1252 arrive après plusieurs années arides et est activé par le vent. Il cause de grandes destructions dans les quartiers Saint-Médard, Saint-Pierre-le-Marché, Saint-Pierre-le-Guillard et Saint-Ambroix. Le soir même, l'archevêque Philippe Berruyer écrit la nouvelle à la régente, Blanche de Castille, qui dépêche une commission d'enquête. Cette commission interroge 249 personnes et livre un rapport sous forme d'un rouleau de parchemin de 120 m de long, sources exceptionnelles sur l'incendie, cependant incomplètes : alors qu'elles décrivent des destructions sur le quart nord-ouest de la ville Jean-Pierre Leguay estime que la superficie touchée est bien plus importante.
Les personnes se retrouvant sans abri sont très nombreuses : plus des deux tiers des habitants des maisons détruites sont dans l'incapacité de reconstruire ou de trouver un logement de substitution. La ville fait construire des baraques de fortune en armature bois et murs de torchis pour les héberger en urgence,. Une théorie du complot émerge à l'occasion, et on accuse les Pastoureaux, passés l'année d'avant, d'être la cause de l'incendie.
La ville est à nouveau incendiée en 1259, 1338, 1353, 1407, 1463, 1467, le 27 juillet 1487, en 1508 et en 1538. La ville stocke pourtant par prudence 700 seaux dans toute la ville, pour favoriser la lutte précoce contre l'incendie, mais, entre autres facteurs, les départs d'incendie sont favorisés par l'absence de foyer protégé dans les ateliers de nombreux artisans. Il arrive toutefois que la lutte contre l'incendie soit victorieuse, comme le 29 juin 1491. Ce jour-là, l'incendie prend dans les écuries de l'auberge Barangier, au faubourg Saint-Sulpice. Des équipes de charpentiers sont envoyées sur les toits pour couper les chevrons et faire tomber la charpente avec de grands crochets prévus à cet effet, et limiter ainsi la propagation de l'incendie.
Fin août 1356, le faubourg d'Auron est pillé et incendié par les troupes anglaises du Prince Noir mais celles-ci sont chassées par les Berruyers,,.
À l’emplacement de ce combat fut élevée une croix, la « Croix Moult Joie » (Croix Forte Joie), où il est inscrit : « Croix érigée en souvenir de la victoire remportée sur les Anglais par les habitants de Bourges en 1356 ». Cette croix fut détruite et reconstruite plusieurs fois

#### «Grand siècle» de Bourges (1360-1461)
Au XIVe siècle la ville devient la capitale du duché de Berry, qui est donné en apanage à Jean de Berry, troisième fils du roi de France Jean le Bon, et frère du roi Charles V.
Ce grand seigneur, fils, frère, et oncle de roi, pair de France, développe dans sa capitale une cour fastueuse. Il attire dans la ville de nombreux artistes parmi les plus brillants de son temps. Ces grands chantiers marquent profondément la ville. Son plus grand ouvrage est la construction d’un palais ducal (grand palais) bâti sur les restes de la muraille gallo-romaine, et en continuité des restes d’un palais plus ancien appelé le petit palais (ancien palais des vicomtes de Bourges dont la construction primitive remonterait à Pépin le Bref). Ce palais est rattaché par une galerie (galerie du Cerf) à la Sainte-Chapelle (ou chapelle palatine). De ces édifices ne subsistent que deux des salles d’apparat du grand palais (actuel conseil général), le petit palais méconnaissable sous une façade replaquée au XIXe siècle (actuelle préfecture). La Sainte-Chapelle a été complètement détruite ; certaines de ses verrières furent néanmoins placées dans les vitraux de l’église basse de la cathédrale. D’autres éléments montrent l’importance que joua ce prince mécène pour Bourges, dont le vitrail central de la façade occidentale de la cathédrale (grand housteau), le célèbre manuscrit des Très Riches Heures du duc de Berry, l’horloge astronomique située à l’origine sur le jubé de la cathédrale (la première de France).
Durant la guerre civile entre Armagnacs et Bourguignons, la ville est assiégée par le roi Charles VI.
Le Dauphin, futur Charles VII de France, ayant trouvé refuge à Bourges, utilise l’administration mise en place par son grand-oncle, le duc de Berry, pour pouvoir reprendre le contrôle de son royaume (hôtel des monnaies, cour de justice, siège épiscopal[précision nécessaire]).
Son fils, le futur Louis XI, naît d’ailleurs dans le palais des archevêques de Bourges en 1423. Charles VII y promulgue la Pragmatique Sanction en 1438. Les opposants de Charles VII, bourguignons et anglais, désignent alors, par dérision, cette partie de la France sous le contrôle de Charles VII, le Royaume de Bourges.
Jacques Cœur, fils d’un marchand drapier, est l’un des habitants les plus illustres de cette époque. D’abord travaillant avec son père comme fournisseur de la cour ducale, il connaît une ascension fulgurante. Il épouse la fille du prévôt de Bourges, Macée de Léodepart, puis participe à la fabrication des monnaies (ce qui lui vaut quelques déboires), puis il devient grand argentier c’est-à-dire fournisseur de la cour royale, il développe ainsi un réseau commercial international grâce à l’établissement d’un réseau de comptoirs et d’une flotte commerciale.
Mais sa fortune devient trop grande ; elle éveille les jalousies, dont celle du roi, et le conduit à sa perte. Traduit et condamné par la justice royale, il devient un homme traqué. Homme ruiné, il trouve refuge auprès du pape Nicolas V. Tous ses biens sont confisqués et vendus au profit du roi, et il meurt en exil en 1456. La trace la plus marquante qu’il a laissée dans la ville est la construction d’un hôtel particulier encore existant aujourd’hui, le palais Jacques-Cœur.
En 1463, le roi Louis XI ordonne la création de l’université de Bourges qui, après des débuts difficiles, attire des enseignants renommés et de nombreux étudiants au XVIe siècle.
En 1467, un incendie part d'un atelier de teinturier, près de l'église Saint-Bonnet, et, poussé par un vent puissant détruit le quartier Bourbonnoux.
Les quatre « prud’hommes » administrent la ville, puis sont remplacés en juin 1474 par un maire et douze échevins. Bourges comptait parmi les 14 villes du royaume dont la charge d'échevin conférait la noblesse. Plusieurs familles berrichonnes ont ainsi trouvé leurs lettres de noblesse dans cette noblesse de cloche, telle par exemple la Famille de Chabenat.
Le 25 août 1487, le Grand incendie de Bourges, encore appelé Grand incendie de la Madeleine, détruit le tiers de la ville et marque le début du déclin de la capitale du Berry[réf. nécessaire]. Très bien connu grâce à d'abondantes archives, il part de la maison d'un menuisier, rue Saint-Sulpice. Les marchés étant détruits, les foires annuelles sont déplacées à Troyes et Lyon. Après l'incendie, le manque de logements entraîne une flambée des prix, certaines maisons pouvant voir leur prix multiplier par cinq. Les travaux de déblaiement et la reconstruction prennent du temps : ainsi en novembre, alors que les échevins se réunissent au palais de justice, la ville est encore en ruines et encombrée de débris des maisons incendiées. Si la plupart des habitants ont des difficultés à se reloger ou à reconstruire, les moines Augustins, eux, peuvent faire appel à la solidarité de l'évêché voisin : le diocèse d'Autun fait ainsi appel à la générosité de ses fidèles pour financer la reconstruction de leur monastère. Quant aux échevins, ils n'ont pas le comportement responsable et solidaire de ceux de 1252 : le roi accorde une aide énorme de 23 000 livres, qui est entièrement consacrée à la construction d'un palais fastueux destiné à héberger l'hôtel de ville.
Leur action se limite à une réglementation encadrant la construction d'annexes et d'appentis sur l'espace public. Les couvertures en matériaux inflammables sont proscrites, au profit de la tuile et de l'ardoise, mais l'échevinage ne se soucie pas de faire appliquer ces règles les années suivantes. Si on trouve quelques beaux exemples d'hôtels particuliers construits en pierre, en style pré-Renaissance, comme la maison de la Reine Jeanne, la plupart des maisons privées construites juste après l'incendie et encore conservées sont très conservatrices dans leur construction, autant dans les matériaux utilisés (armature bois) que dans leur aménagement intérieur. La principale innovation architecturale étant le cabinet de pierre permettant, en cas d'incendie, d'abriter les objets de valeur. La municipalité est obligée de faire d'importants travaux de réfection sur des bâtiments endommagés ou détruits : porte Saint-Privé, pont levis, tours de l'enceinte, boulevard d'artilleries à l'époque construits en bois, mais aussi l'hôtel de ville, les prisons, les marchés publics doivent être reconstruits, ainsi que onze églises, l'Hôtel-Dieu de Saint-Julien. Les échevins profitent néanmoins des destructions pour élargir la place Gordaine.
Un autre incendie débutant près de la cathédrale en 1559, dit des « grandes écoles », détruit une partie de la ville.

### Bourges sous l'Ancien Régime

#### Âge d'or de l'Université
Dès le début du XVIe siècle, la ville de Bourges resplendit par son Université. Elle accueille les plus grands humanistes du temps et notamment des grands professeurs de droit comme Alciat, Le Douaren ou Cujas. C’est sous Alciat que le futur réformateur Jean Calvin a fait ses études de droit (pendant 18 mois) et c’est à Bourges, alors un des endroits où soufflait le plus fort le vent de la Réforme, qu’il est tombé sous l’influence de son professeur allemand de langue grecque Melchior Wolmar qui l’a converti à la foi luthérienne.

#### Guerres de religion
Durant la première guerre de Religion, Montgomery prend la ville en mai 1562. En août de la même année elle est de nouveau assiégée par l'armée Royale Catholique.
Le 21 décembre 1569, des troupes protestantes venues de la ville de Sancerre échouent, dans l’attaque de la Grosse Tour, face aux catholiques dirigés par le gouverneur du Berry : Claude de La Châtre. La nouvelle du massacre de la Saint-Barthélemy atteint Bourges le 26 août 1572, et le massacre des protestants y dure jusqu’au 11 septembre. En 1585, son gouverneur La Châtre se rallie à la Ligue dès son lancement,.

#### DuXVIIesiècleà la Révolution française
Au XVIIe siècle, la ville connaît un nouveau sursaut lié à deux évènements majeurs, la Contre-Réforme d’abord, dont les jésuites vont être les principaux réalisateurs et qui va se matérialiser à Bourges par la construction du collège Sainte-Marie. Le second événement est la présence du futur prince de Condé, puis son rôle en tant que gouverneur du Berry. Nouvelles idées et influence politique transforment la ville. La cité encore médiévale s’ouvre, les murailles sont détruites, de nombreux édifices publics sont bâtis (hôpital général, carmel) ou réaménagés (Hôtel-Dieu, hôtel des échevins). Deux hommes jouent un rôle essentiel : un architecte, Le Juge, qui réalise la plupart de ces chantiers et l’archevêque Michel Phélypeaux de La Vrillière, grand courtisan, dont la famille est l’une des plus riches de France, qui fait construire un palais archiépiscopal, des jardins à la française signés Le Notre et un grand séminaire.
Répondant à des considérations économiques, Louis XIV sous l'impulsion de Colbert signe un Edit en 1665, aboutissant à la création d 'une manufacture de dentelle en mai 1666 dans plusieurs villes dont Bourges mais cette manufacture n'a pas perduré plus de 10 ans.
En prévision des États généraux de 1789, Me de Villebanois, curé de St Jean-le-Vieil, est élu député du clergé.

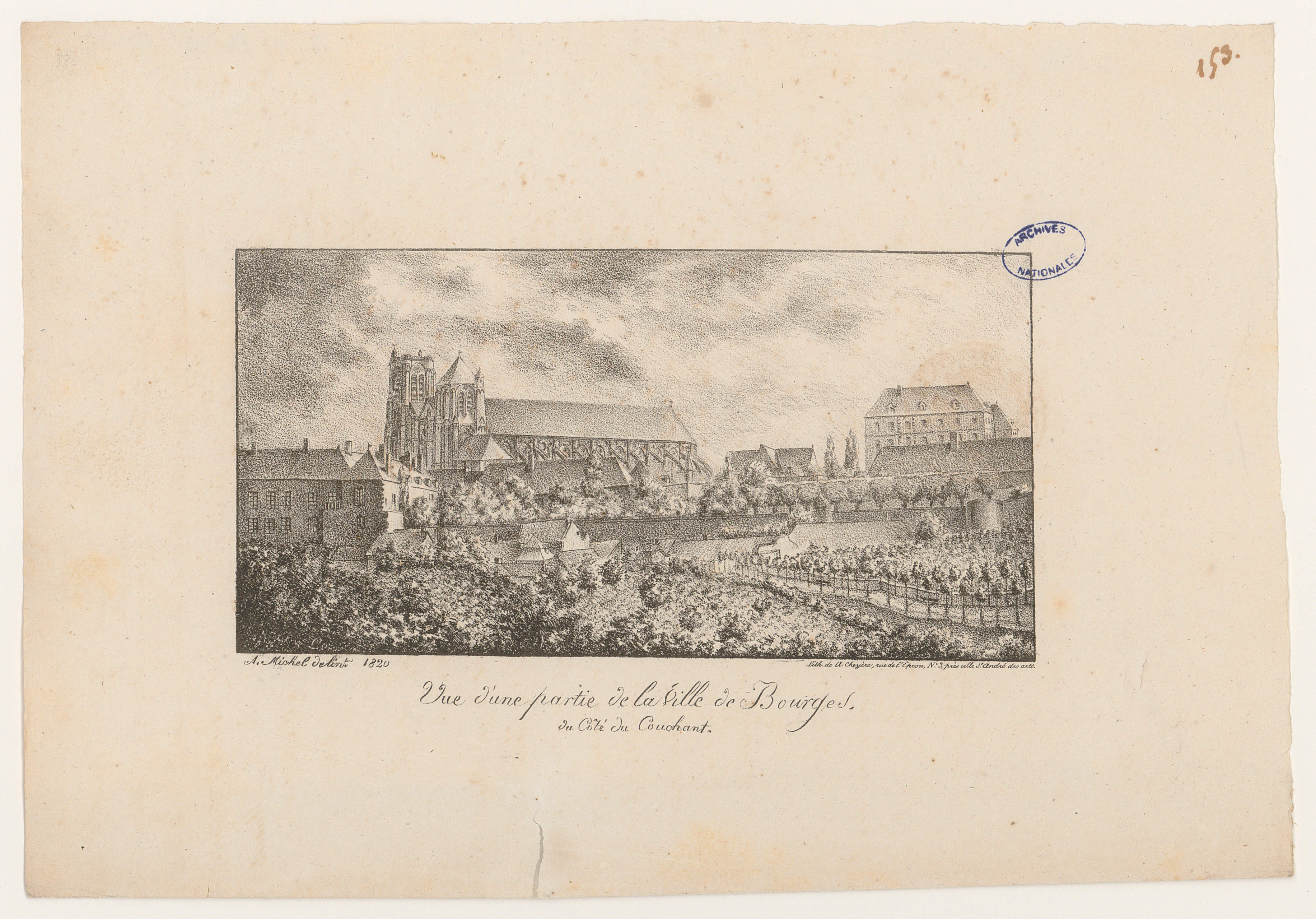
Vue de la ville avec la cathédrale, par A. Michel (1820).

### XIXeetXXesiècles

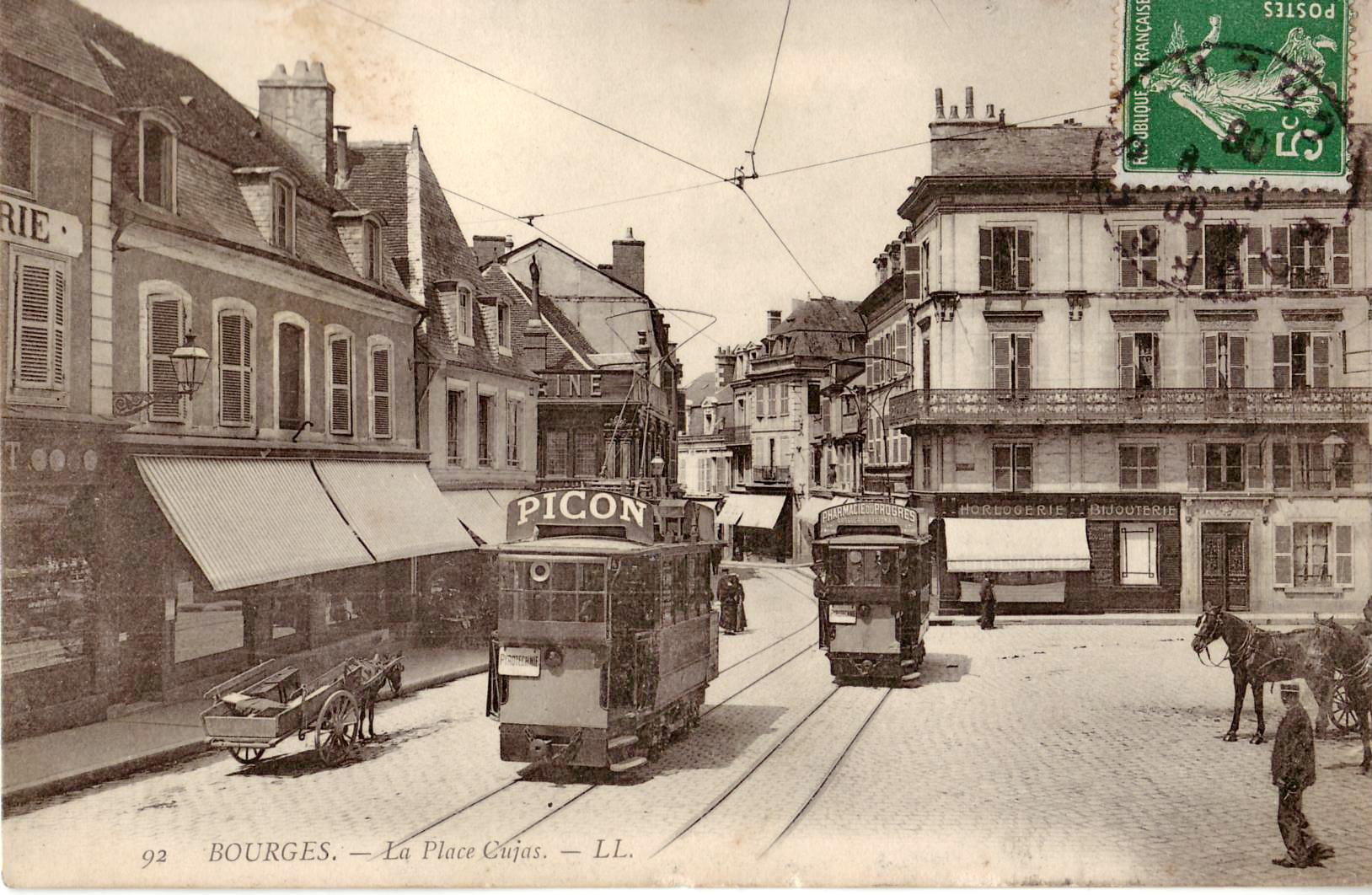
Le tramway de Bourges dessert la ville de 1898 à 1949.

La vocation militaire de Bourges commence lorsqu’un régiment de dragons y est cantonné sous le règne de Louis XIV. Bourges et ses environs comptent désormais de nombreuses activités liées à la défense, notamment la soufflerie hypersonique du Subdray, les établissements MBDA (ex-Aérospatiale), l’établissement d’expérimentation technique de Bourges (essais de tirs). Ce dernier établissement est le successeur de l’école d’artillerie, implantée à Bourges en 1839 à la suite de pressions intensives des élus locaux.
En 1944, la ville est victime de nombreuses destructions dues aux bombardements anglo-américains. Le 4 juin, un raid fait dix-sept morts et une dizaine de blessés graves. Le 27, les installations de constructions d'avions sont détruites.

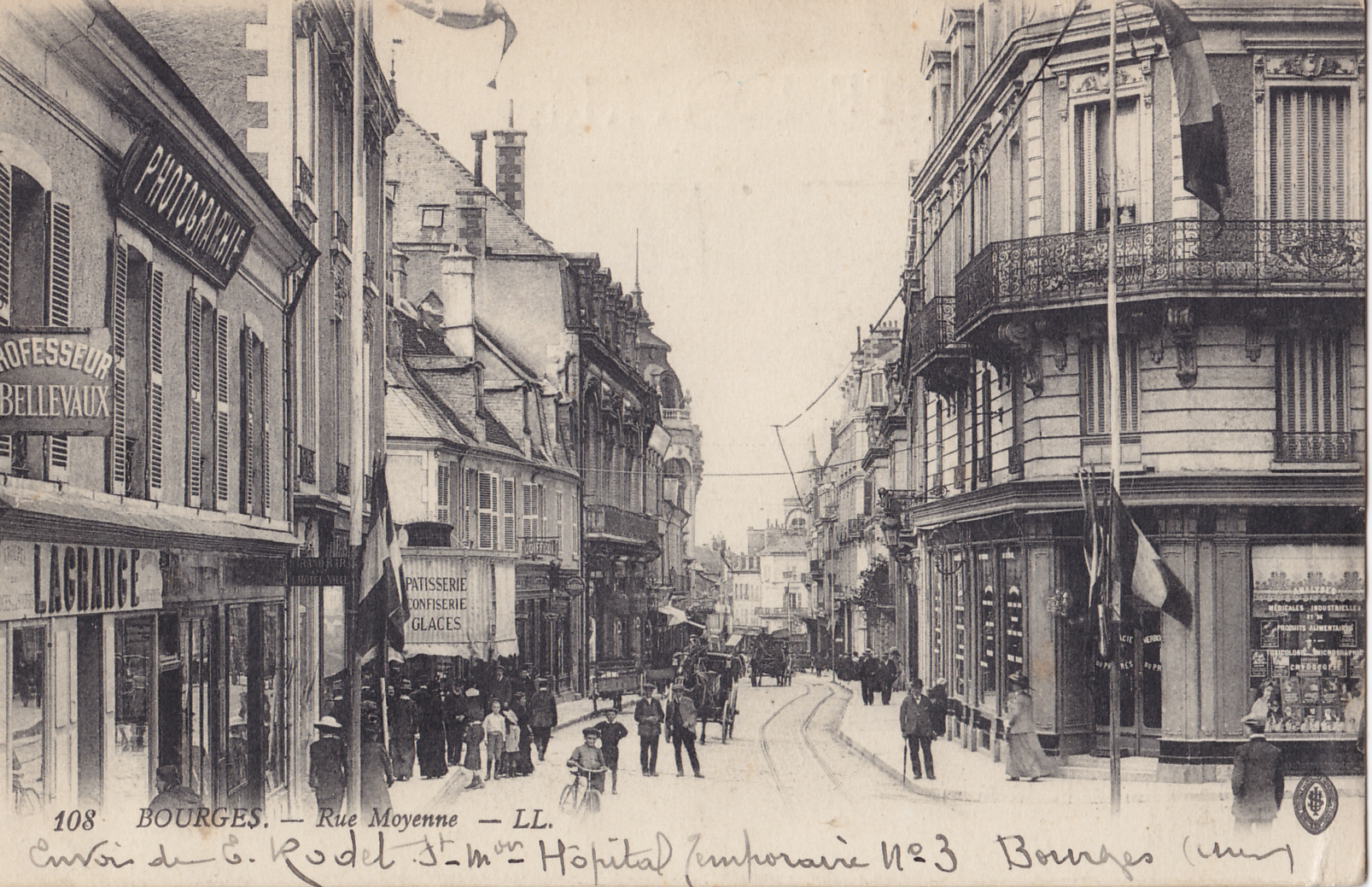
La rue Moyenne, vers 1915.
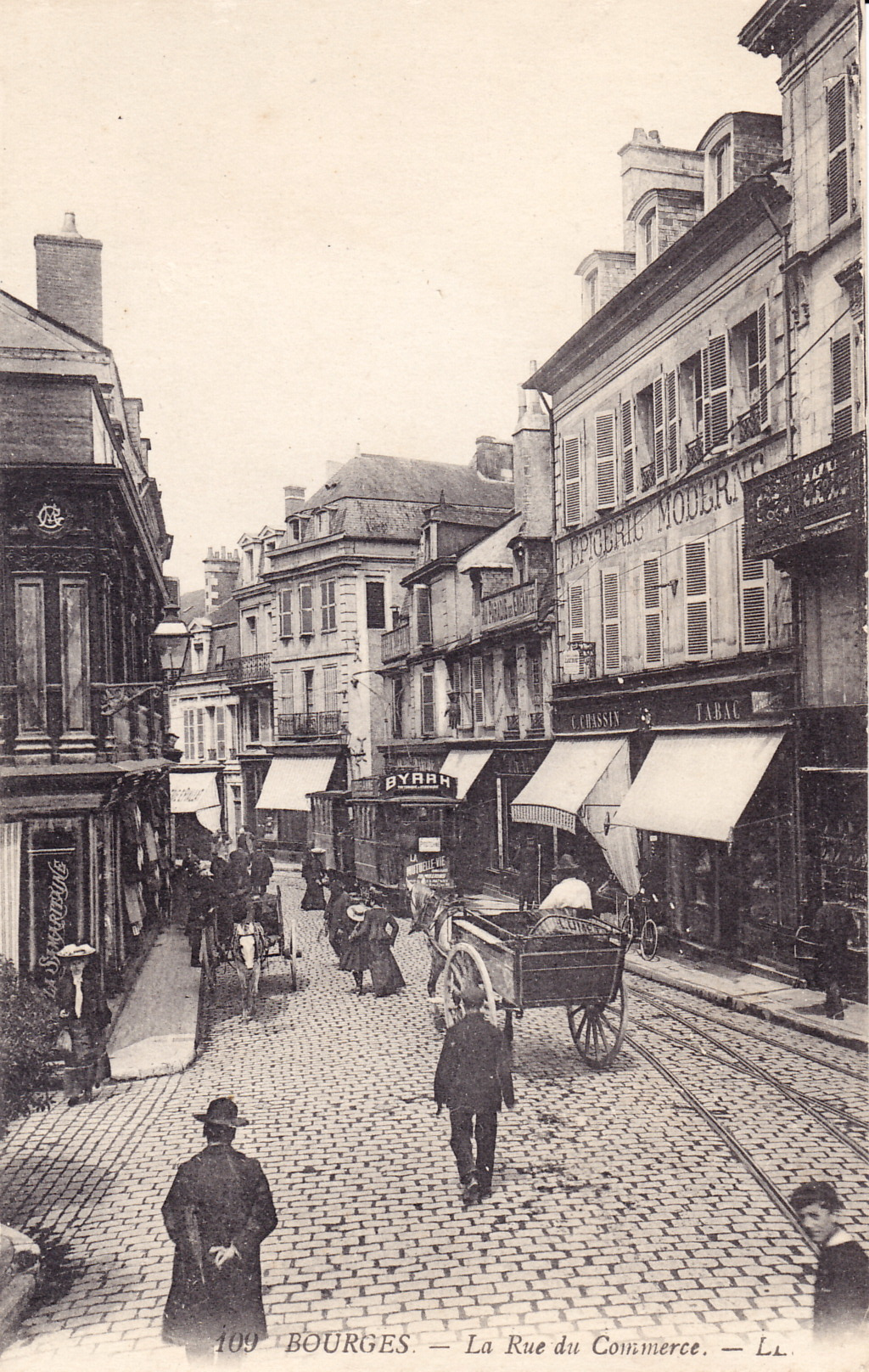
La rue du Commerce.
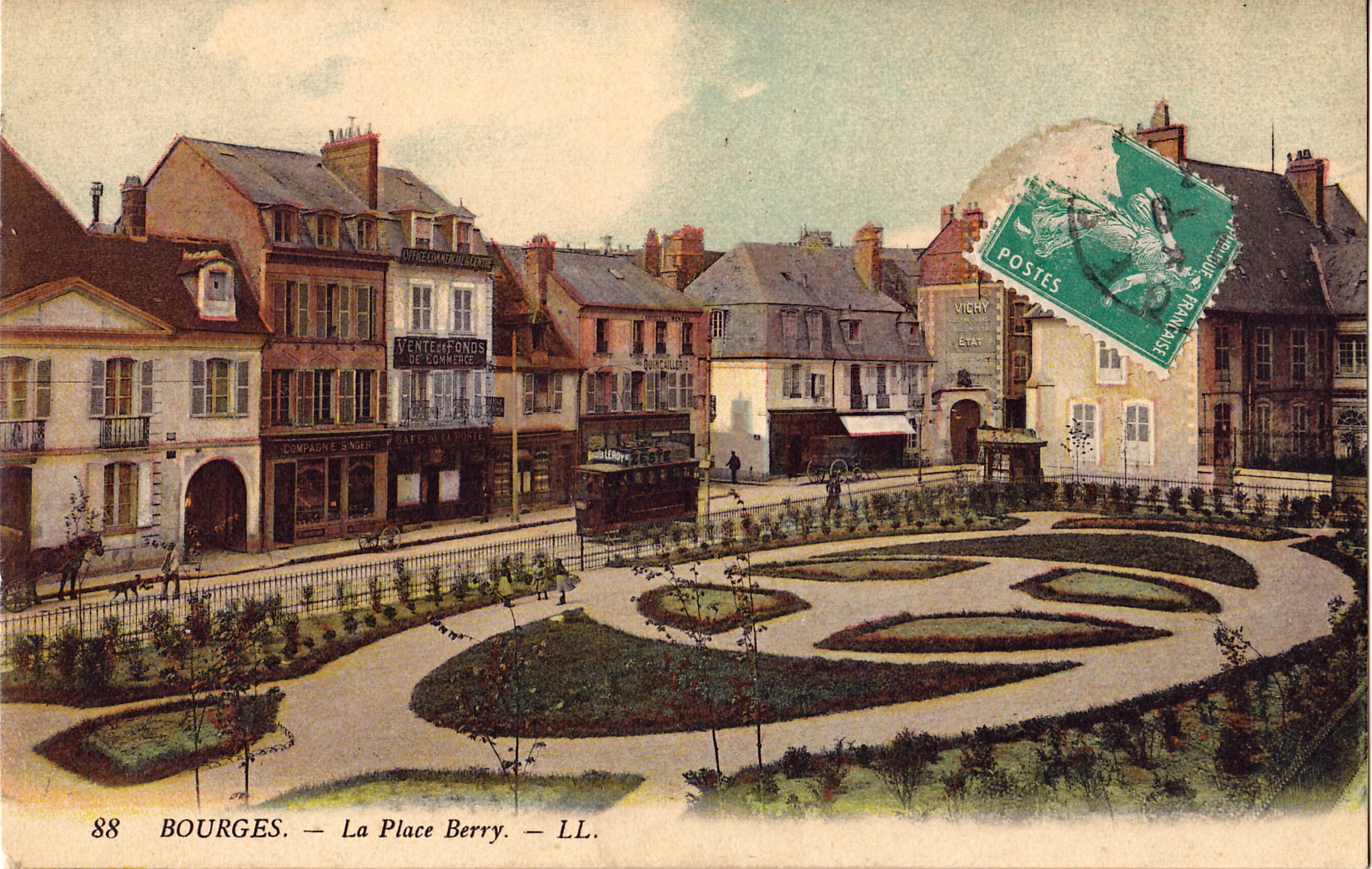
La place Berry.

## Politique et administration

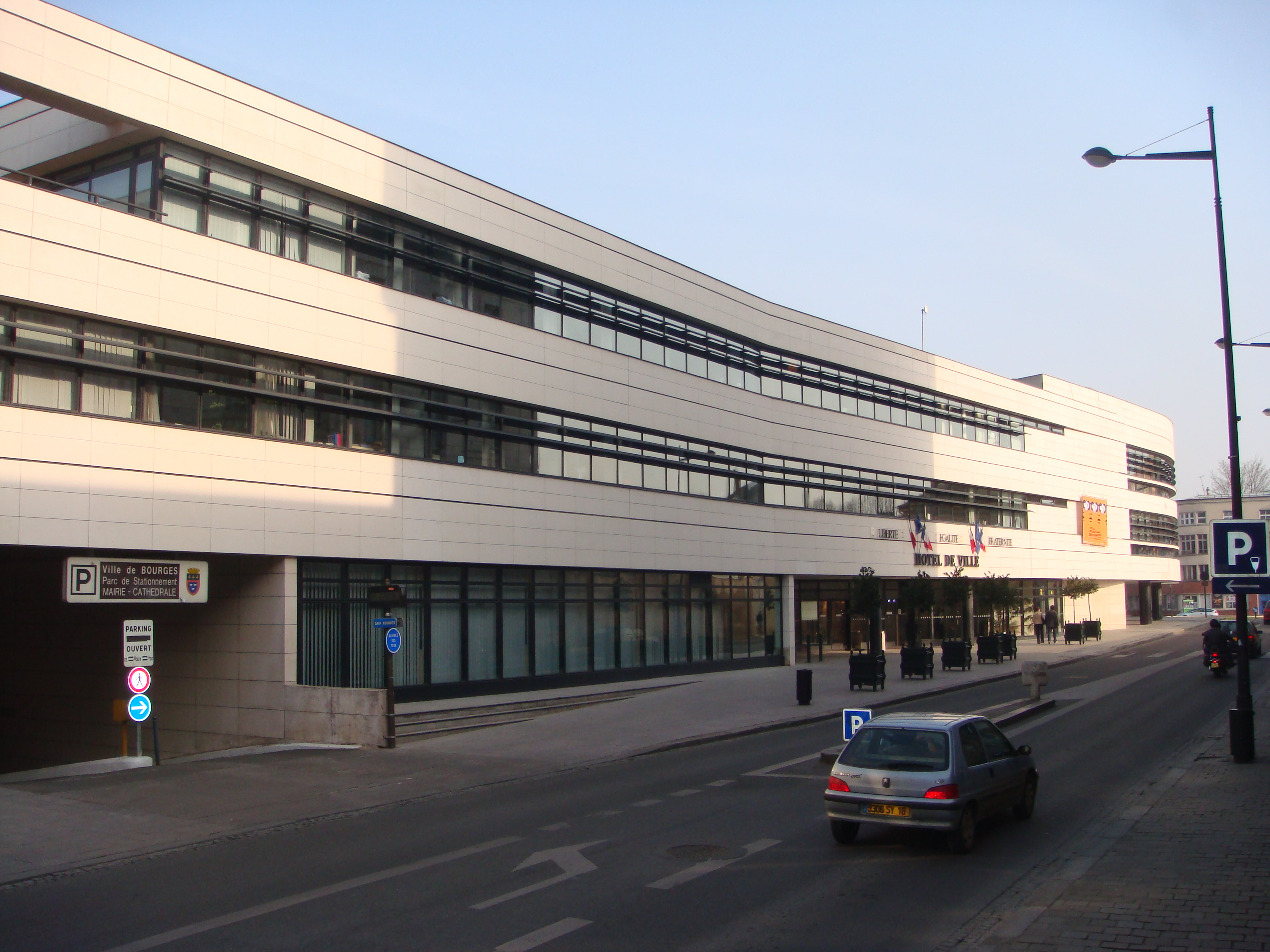
L'hôtel de ville de Bourges.

### Rattachements administratifs et électoraux

#### Rattachements administratifs
La ville est le chef-lieu du département du Cher et de son arrondissement de Bourges.
Elle était de 1793 à 1973 le chef-lieu d'un unique canton de Bourges, année où elle est scindée entre les 4 cantons de  Bourges-1, Bourges-2, Bourges-3 et Bourges-4, dont les délimitations ont été modifiées par décret du 20 janvier 1982, qui crée un canton de Bourges-5. Dans le cadre du redécoupage cantonal de 2014 en France, cette circonscription administrative territoriale a disparu, et le canton n'est plus qu'une circonscription électorale.

#### Rattachements électoraux
Pour les élections départementales, la commune est le bureau centralisateur de quatre nouveaux cantons, qui conservent les anciennes dénominations mais avec une composition modifiée depuis 2014 :
- canton de Bourges-1, qui comprend la partie de la commune de Bourges située à l'ouest d'une ligne définie par l'axe des voies et limites suivantes : depuis la limite territoriale de la commune de Saint-Doulchard, boulevard de l'Avenir, boulevard de l'Industrie, cours de l'Auron, rue Raymond-Boisdé, rue Georges-Pompidou, rue de Lazenay, rue Eirik-Labonne, avenue Salvador-Allende, chemin de l'Avenue-Salvador-Allende à la rue du Dauphiné, rue du Dauphiné (exclue), rue de Provence, rue de Gionne, rue des Fileuses, avenue de Dun-sur-Auron, porte de Moulins, rocade Jacques-Bastard (route nationale 142), jusqu'à la limite territoriale de la commune de Plaimpied-Givaudins ;
- canton de Bourges-2, qui comprend la partie de la commune de Bourges située à l'ouest et au nord d'une ligne définie par l'axe des voies et limites suivantes : depuis la limite territoriale de la commune de Saint-Doulchard, boulevard de l'Avenir, rue Jean-Jacques-Rousseau, boulevard d'Auron, place de Juranville, boulevard de Juranville, boulevard Gambetta, carrefour de Verdun, boulevard de la République, boulevard Georges-Clemenceau, boulevard du Général-Chanzy, cours de la Voiselle, cours d'eau du cours de la Voiselle au cours de l'Yèvre, cours de l'Yèvre, chemin des Quatre-Pelles, passerelle, avenue du Général-Charles-de-Gaulle, jusqu'à la limite territoriale de la commune de Fussy ;
- canton de Bourges-3, qui correspond à la partie de la commune de Bourges située à l'est d'une ligne définie par l'axe des voies et limites suivantes : depuis la limite territoriale de la commune de Fussy, avenue du Général-Charles-de-Gaulle, passerelle, chemin des Quatre-Pelles, cours de l'Yèvre, cours d'eau du cours de l'Yèvre au cours de la Voiselle, cours de la Voiselle, boulevard du Général-Chanzy, boulevard Georges-Clemenceau, place Philippe-Devoucoux, cours Anatole-France, ruelle de Nevers, rue de Sarrebourg, place Malus, boulevard Auger, place Pierre-Hervier, rue de la Salle-d'Armes, rue des Fonds-Gaidons, avenue des Dumones, rue du Colonel-Filloux, ligne droite de l'extrémité de la rue du Colonel-Filloux à l'angle de la rue du Lieutenant-Arnaud-Lefebvre et de la rue du Général-Weygand, rue du Lieutenant-Arnaud-Lefebvre, rue du Lieutenant-Colonel-Roger-Gaucher (incluse), ligne droite entre la rue du Lieutenant-Colonel-Roger-Gaucher et la rue du Général-Marchand, rue du Général-Marchand (incluse), rue Eric-Tabarly (incluse), chemin de la Folie-Bâton, ligne droite de l'extrémité du chemin de la Folie-Bâton à la route nationale 142, route nationale 142, jusqu'à la limite territoriale de la commune de Saint-Germain-du-Puy ;
- canton de Bourges-4, qui comprend au reste de la commune de Bourges.

Pour l'élection des députés, la ville est répartie entre les trois circonscriptions législatives du département, en fonction des limites des cantons de la ville dans leur délimitation des anciens cantons entre 1982 et 2014 :
- Première circonscription du Cher pour les anciens cantons de Bourges-1, Bourges-4 et Bourges-5 ;
- Deuxième circonscription du Cher pour l'ancien canton de Bourges-1 ;
- Troisième circonscription du Cher pour l'ancien canton de Bourges-3.

### Intercommunalité
Bourges est le siège de la communauté d'agglomération Bourges Plus, un établissement public de coopération intercommunale (EPCI) à fiscalité propre créé fin 2002 et auquel la commune a transféré un certain nombre de ses compétences, dans les conditions déterminées par le code général des collectivités territoriales.

### Tendances politiques et résultats
Les résultats de la ville ne peuvent être résumés ici pour les élections législatives et cantonales puis départementales, compte tenu de sa répartition entre 4 cantons et 3 circonscriptions législatives. Elles sont les suivantes pour les autres élections :

#### Élections présidentielles
Résultats des seconds tours
- Élection présidentielle de 2007[120] : 50,05 % pour Nicolas Sarkozy (UMP), 49,95 % pour Ségolène Royal (PS), 77,94 % de participation.
- Élection présidentielle de 2012[121] : 56,76 % pour François Hollande (PS), 43,24 % pour Nicolas Sarkozy (UMP), 73,98 % de participation.
- Élection présidentielle de 2017[122] : 74,64 % pour Emmanuel Macron (EM), 25,36 % pour Marine Le Pen (FN), 66,47 % de participation.
- Élection présidentielle de 2022[123] : 66,29 % pour Emmanuel Macron (LREM), 33,71 % pour Marine Le Pen (RN), 64,21 % de participation.

#### Élections européennes
Résultats des deux meilleurs scores :
- Élections européennes de 2009[124] : 28,34 % pour Jean-Pierre Audy (UMP), 16,33 % pour Henri Weber (PS), 35,88 % de participation.
- Élections européennes de 2014[125]: 19,64 % pour Brice Hortefeux (UMP), 17,46 % pour Bernard Monot (FN), 37,92 % de participation.
- Élections européennes de 2019[126]: 25,17 % pour Nathalie Loiseau (LREM-MoDem), 17,44 % pour Jordan Bardella (RN), 44,43 % de participation.

#### Élections municipales
- Élections municipales de 2008[127] : 50,66 % pour Serge Lepeltier (UMP), 43,66 % pour Irène Félix (PS), 56,23 % de participation.
- Lors du second tour des élections municipales de 2014 dans le Cher[128], la liste UDI mené par Pascal Blanc — bénéficiaint du soutien du maire sortant Serge Lepeltier, qui ne se représentait pas[129] —  obtient la majorité absolue des suffrages exprimés; avec 12 251 voix (53,64 %, 38 conseillers municipaux élus dont 20 communautaires), devançant significativement celle PS menée par Irène Felix 10 587 voix (46,36 %, 11 conseillers municipaux élus dont 6 communautaires). 
Lors de ce scrutin, 46,25 % des électeurs se sont abstenus.

- Lors du second tour des élections municipales de 2020 dans le Cher[130],[131], la liste d'union de la gauche (DVG-PS-EÉLV-PCF-LFI-GRS-G.s) menée par Yann Galut — qui a fait alliance avec la liste du 1er tour DVG menée par Irène Felix[Note 4] —  remporte la majorité absolue des suffrages exprimés, avec 8 469 voix (54,95 %, 38 conseillers municipaux élus dont 27 communautaires), devançant significativement la liste LR menée par Philippe Mousny — qui bénéficiait de la fusion de la liste du 1er tour  MR-LREM-MoDem-UDI-Agir-SL menée par le maire sortant Pascal Blanc — qui a obtenu 6 943 voix (45,04 %, 11 conseillers municipaux élus dont 8 communautaires).
Lors de ce scrutin marqué par la pandémie de Covid-19 en France, 63,01 des électeurs se sont abstenus[132],[133].

#### Référendums
- Référendum de 2000 relatif au quinquennat présidentiel[134] : 73,03 % pour le « oui », 26,97 % pour le « non », 27,28 % de participation.
- Référendum de 2005 relatif au traité établissant une Constitution pour l'Europe[135] : 50,20 % pour le « oui », 49,80 % pour le « non », 63,97 % de participation.

### Groupes politiques locaux
À l'instar de nombreuses autres villes, il a existé deux groupes d'actions de La France Insoumise dès 2016. Ces groupes ont pu organiser des réunions publiques, que ce soit à Bourges ou dans d'autres communes (Aubigny-sur-Nère, Henrichemont, La Guerche-sur-l'Aubois...).
Depuis plusieurs années il y a une permanence Les Républicains Place Séreaucourt, ainsi qu'un local du Parti Communiste Français Rue Théophile Lamy.
Il existe aussi une présence d'extrême gauche, par exemple avec le bar libertaire et militant l'Antidote, ayant pu contribuer à organiser des réunions de salariés mobilisés dans le cadre du mouvement d'opposition à la réforme des retraites de 2023, ou à accueillir des jeunes militants engagés dans l'écologie politique (Youth For Climate Bourges) en 2019.
Opposée idéologiquement à l'Antidote et ses membres antifascistes, il existe un groupe d'extrême droite locale, nommé Animus Fortis, d'inspiration nationaliste-révolutionnaire et probablement issu de la dissolution du Bastion Social en 2019. Ce dernier a pu prendre part à la manifestation du 6 mai 2023 organisée par le Comité 9 mai.
Bourges a aussi pu accueillir des mouvements a-partisans difficilement classables sur le clivage droite-gauche, comme des groupes Gilets Jaunes (l'apogée du mouvement Gilets Jaunes ayant eu lieu lors de la manifestation du 12 janvier 2019, manifestation initiée par un appel d'envergure nationale de figures médiatiques du mouvement comme Priscilla Ludowski). Mais aussi un mouvement anti-pass sanitaire et opposé aux mesures sanitaires appliquées dans le contexte de la pandémie de Covid19, entre 2021 et 2022.

### Administration municipale
Le nombre d'habitants étant compris entre 60 000 et 79 999, le nombre de conseillers municipaux est de quarante-neuf, y compris le maire et ses adjoints.

### Liste des maires
| Période      | Période                    | Identité             | Étiquette                 | Qualité |
| ------------ | -------------------------- | -------------------- | ------------------------- | --- |
| 1944         | 1947                       | Charles Cochet       | SFIO                      | Instituteur Officier de la Légion d'honneur et officier de l'Instruction publique |
| 1947         | 1948                       | Henri Sallé          | RPF                       | Décédé en fonctions |
| 1948         | 1953                       | André Cothenet       | RPF puis DVD              | Avoué Conseiller général de Bourges (1951 → 1970) |
| 1953         | 1959                       | Louis Mallet         | DVD                       | Négociant en matériaux |
| 1959         | 1977                       | Raymond Boisdé       | CNIP puis RI              | Député du Cher (1re circ.) (1951 → 1978) |
| 1977         | 18 mai 1993                | Jacques Rimbault,    | PCF                       | Ajusteur Député du Cher (1re puis 2e circ.) (1981 → 1993) Conseiller général de Bourges-1 (1973 → 1988) |
| juin 1993    | juin 1995                  | Jean-Claude Sandrier | PCF                       | Chimiste Député du Cher (2e circ.) (1997 2012) Conseiller régional (1998 → 2004) Conseiller général de Bourges-1 (1988 → 1998) |
| 1995         | 2004                       | Serge Lepeltier      | RPR puis UMP              | Cadre dirigeant Député du Cher (3e circ) (1993 → 1997) Sénateur du Cher (1998 → 2004) Ministre (2004 → 2005) Président de la CA Bourges Plus (2002 → 2008) Conseiller général de Bourges-2 (1994 → 1995) Conseiller régional du Centre Démissionnaire à la suite de sa nomination au gouvernement. |
| 2004         | 2005                       | Roland Chamiot       | UMP                       | Cadre technique d'EDF-GDF Conseiller général de Bourges-3 (2001 → 2008) |
| 2005         | 2014                       | Serge Lepeltier      | UMP puis PRV puis UDI-PRV | Cadre dirigeant, contrôleur général au ministère des finances Ministre (2004 → 2005) Conseiller régional 1er vice-président de la CA Bourges Plus (2008 → 2014) Président du Comité de bassin Loire Bretagne (2008 → ?) Ambassadeur français pour le climat (2011 → 2013)                          |
| avril 2014,  | juillet 2020               | Pascal Blanc         | UDI-PRV puis MR           | responsable achats à MBDA Ancien président du Bourges athlétique club Président de la CA Bourges Plus (2014 → 2020) |
| juillet 2020 | En cours (au 10 juin 2021) | Yann Galut           | PS puis DVG               | Avocat Conseiller départemental de Bourges-1 (2015 →) Vice-président de la CA Bourgs Plus (2020 →) |

### Politique de développement durable
La ville a engagé une politique de développement durable en lançant une démarche d'Agenda 21 en 2005.

### Distinctions et labels
En 2010, la commune de Bourges a été récompensée par le label « Ville Internet @@@ ».

### Jumelages et relations internationales
La ville de Bourges est jumelée avec :
- Augsbourg (Allemagne) depuis 1967
- Aveiro (Portugal) depuis 1989
- Forlì (Italie) depuis 1989
- Iochkar-Ola (Russie) depuis 1970[164]*
- Korosten (Ukraine) depuis 2022
- Koszalin (Pologne) depuis 1999
- Palencia (Espagne) depuis 1995
- Peterborough (Angleterre) depuis 1957

## Équipements et services publics

### Enseignement

#### Collèges
La ville compte huit collèges :
- Collège Jean-Renoir
- Collège Jules-Verne
- Collège le Grand-Meaulnes
- Collège Émile-Littré
- Collège Victor-Hugo
- Collège Saint-Exupéry
- Collège privé Saint-Jean-Baptiste-de-la-Salle
- Collège privé Sainte-Marie

#### Lycées
La ville compte onze lycées :
- Lycée Alain-Fournier
- Lycée Jacques-Cœur
- Lycée Marguerite-de-Navarre
- Lycée Pierre-Émile-Martin
- Lycée privé Saint-Jean-Baptiste-de-la-Salle
- Lycée privé Sainte-Marie-Saint-Dominique
- École privée Pigier-Bourges
- Lycée professionnel Jacques-Cœur
- Lycée professionnel Jean-de-Berry
- Lycée professionnel Jean-Mermoz
- Lycée professionnel Vauvert

#### Enseignement supérieur
- École nationale supérieure d'ingénieurs de Bourges (ENSIB), devenue un des campus de l'INSA CVL au 1er janvier 2014
- École nationale supérieure d'art de Bourges (ENSA)
- École Hubert-Curien (partenaire avec l'INSA CVL[165])
- École supérieure des techniques appliquées de la communication (ESTACOM)
- Institut universitaire de technologie (IUT) de Bourges
- UFR de droit (antenne rattachée à l'université d'Orléans)
- UFR de sciences (antenne rattachée à l'université d'Orléans)
- Institut de formation en soins infirmiers (IFSI)
- Classes préparatoires scientifiques au lycée Alain-Fournier
- École supérieure du professorat et de l'éducation (ESPE) de Bourges (antenne rattachée à l'université d'Orléans)
- Centre de ressources, d'expertise et de performance sportives (CREPS) de Bourges
- IES (Institut d'enseignement supérieur) Sainte-Marie de Bourges
- IFA Bourges( Institut de formation en alternance ) Du CAP au Bac+5 dans diffèrent métier professionnelle

## Population et société

### Évolution démographique
L'évolution du nombre d'habitants est connue à travers les recensements de la population effectués dans la commune depuis 1793. Pour les communes de plus de 10 000 habitants les recensements ont lieu chaque année à la suite d'une enquête par sondage auprès d'un échantillon d'adresses représentant 8 % de leurs logements, contrairement aux autres communes qui ont un recensement réel tous les cinq ans,.
En 2022, la commune comptait 64 238 habitants, en évolution de −2,01 % par rapport à 2016 (Cher : −2,48 %, France hors Mayotte : +2,11 %). Le maximum de la population a été atteint en 1975 avec 77 300 habitants.
| 1793   | 1800   | 1806   | 1821   | 1831   | 1836   | 1841   | 1846   | 1851   |
| ------ | ------ | ------ | ------ | ------ | ------ | ------ | ------ | ------ |
| 15 964 | 16 330 | 17 552 | 18 910 | 19 730 | 25 324 | 22 826 | 24 799 | 25 037 |

| 1856   | 1861   | 1866   | 1872   | 1876   | 1881   | 1886   | 1891   | 1896   |
| ------ | ------ | ------ | ------ | ------ | ------ | ------ | ------ | ------ |
| 26 799 | 28 064 | 30 119 | 31 312 | 35 785 | 40 217 | 42 829 | 45 342 | 43 587 |

| 1901   | 1906   | 1911   | 1921   | 1926   | 1931   | 1936   | 1946   | 1954   |
| ------ | ------ | ------ | ------ | ------ | ------ | ------ | ------ | ------ |
| 46 551 | 44 133 | 45 735 | 45 942 | 44 245 | 45 067 | 49 263 | 51 040 | 53 879 |

| 1962   | 1968   | 1975   | 1982   | 1990   | 1999   | 2006   | 2011   | 2016   |
| ------ | ------ | ------ | ------ | ------ | ------ | ------ | ------ | ------ |
| 60 632 | 70 814 | 77 300 | 76 432 | 75 609 | 72 480 | 70 828 | 66 602 | 65 555 |

| 2021   | 2022   | - | - | - | - | - | - | - |
| ------ | ------ | - | - | - | - | - | - | - |
| 63 702 | 64 238 | - | - | - | - | - | - | - |

#### Pyramide des âges
La population de la commune est relativement jeune.
En 2018, le taux de personnes d'un âge inférieur à 30 ans s'élève à 34,7 %, soit au-dessus de la moyenne départementale (30,2 %). À l'inverse, le taux de personnes d'âge supérieur à 60 ans est de 29,4 % la même année, alors qu'il est de 32,7 % au niveau départemental.
En 2018, la commune comptait 30 458 hommes pour 34 210 femmes, soit un taux de 52,9 % de femmes, légèrement supérieur au taux départemental (51,56 %).
Les pyramides des âges de la commune et du département s'établissent comme suit.
| Hommes | Classe d’âge | Femmes |
| ------ | ------------ | ------ |
| 0,9    | 90 ou +      | 2,5    |
| 8,1    | 75-89 ans    | 11,6   |
| 16,6   | 60-74 ans    | 18,6   |
| 19,3   | 45-59 ans    | 19,9   |
| 16,7   | 30-44 ans    | 15,9   |
| 22,1   | 15-29 ans    | 17,5   |
| 16,3   | 0-14 ans     | 14,0   |

| Hommes | Classe d’âge | Femmes |
| ------ | ------------ | ------ |
| 1      | 90 ou +      | 2,6    |
| 9,3    | 75-89 ans    | 12,1   |
| 20,6   | 60-74 ans    | 21,3   |
| 20,5   | 45-59 ans    | 20     |
| 16,5   | 30-44 ans    | 15,9   |
| 15,6   | 15-29 ans    | 13,2   |
| 16,5   | 0-14 ans     | 14,9   |

### Manifestations culturelles et festivités

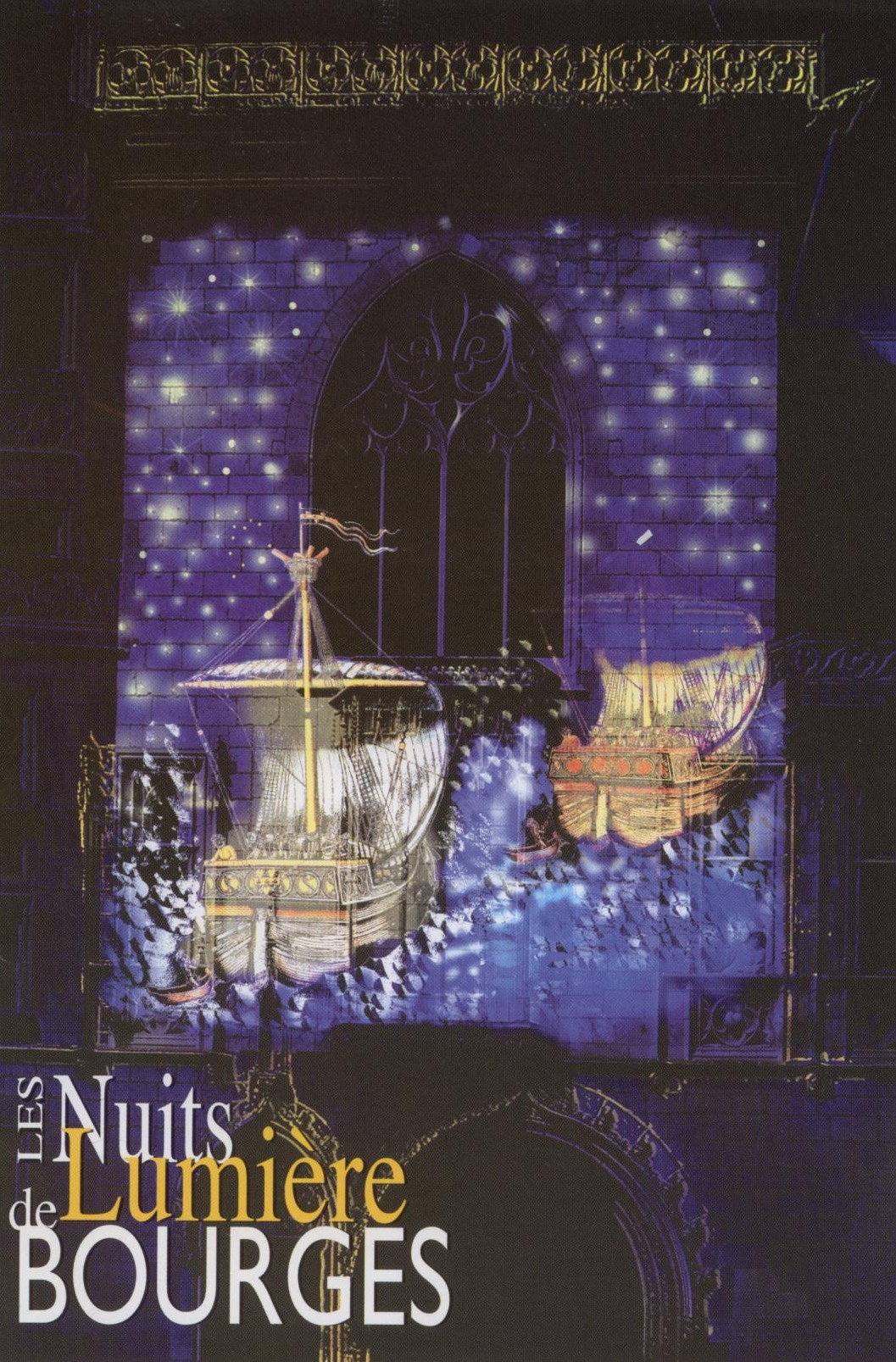
Les Nuits Lumière de Bourges.

Chaque année, Bourges reçoit entre autres événements :
- depuis 1977, le Printemps de Bourges, festival musical et culturel durant six jours et se déroulant généralement en avril ;
- depuis 1985, après la restauration du grand orgue de la cathédrale, le festival « Les très riches heures de l'Orgue en Berry » ;
- depuis 1997, le Cosmic Trip Festival est un festival musical orienté garage rock[170] qui se déroule en mai ou juin suivant les années ;
- depuis l'an 2000, de mai à septembre et sur un parcours de 2,5 kilomètres dans la ville ancienne mettant en valeur les monuments à travers éclairages et scénographies, les Nuits Lumière, premier prix du Concours Lumières en 2002 ;
- depuis 2002, les « Récréations » sont un rendez-vous estival d'une semaine avec les écrivains de l'Oulipo. Autour du 14 juillet, elles réunissent des participants de tous pays pour écrire avec les auteurs invités et profiter d'une semaine de rencontre et d'échange ;
- de 2005 à 2011, le Festival international des scénaristes qui se déroulait fin mars;
- de 2005 à 2013, le Festival international du film écologique[171] qui se déroulait généralement fin septembre, début octobre.
- depuis 2019, l’association Sauvegardons Notre-Dame de Bourges propose un festival de musique baroque dans le but de recueillir des fonds destinés à la restauration de l’église éponyme. Le Festival d’Automne baroque de Bourges[172] constitue une manifestation d’ampleur régionale dans le domaine du baroque musical.

### Sports et loisirs
En 2008, 172 clubs accueillaient 21 500 licenciés. Le club phare de la ville est le Tango Bourges Basket qui a remporté quinze championnats de France et six titres européens dont trois EuroLigues (1997, 1998 et 2001). Le Bourges Foot 18, issu de la fusion du Bourges Foot et du Bourges 18, reprèsente la ville au niveau national.
On peut citer aussi les clubs suivants:
- Bourges XV (rugby à XV), fédérale 2
- Truc de Bourges (Touch rugby)[175]
- Bourges HB 18 (handball)
- Bourges escrimes
- Baseball Falcons
- AC Bourges (water-polo)
- Bourges judo[176]

Le CREPS de la région Centre-Val de Loire est implanté à Bourges en 2004.
Les infrastructures majeures sont :
- Stade Jacques-Rimbault : 7 000 places assises, 5 500 debout
- Palais des sports du Prado : 5 000 places
- Stade Alfred-Depège : 1 500 places assises
- Vélodrome rattaché au CREPS
- Patinoire (loisirs) : 850 à 1 200 places
- Base nautique du Val d'Auron

Organisation d’événements sportifs majeurs :
- Paris-Bourges, course internationale cycliste
- Final Four de l'Euroligue féminine de basket-ball en 1998 et 2003
- Championnats d'Europe d'escrime en 2003
- Finale de la coupe de France féminine de football en 2012
- Championnats de France d'aviron (Minimes)
- Championnats du monde d'escrime cadets et juniors en 2016

Chaque année, la ville organise une compétition indépendante de course de caisses à savon, la Descente infernale.

### Cultes

#### Catholiques
- La cathédrale Saint-Étienne, place Étienne Dolet
- L'église Notre-Dame, rue Notre-Dame
- L'église Saint-Bonnet, boulevard Clemenceau.
- L'église Saint-Henri, avenue Marcel Haegelen.
- L'église Saint-Jean, rue Sente aux Loups.
- L'église Saint-Pierre-le-Guillard, rue des 3 Bourses.
- L'église Saint-Roch, rue Taillegrain.
- L'église du Sacré-Cœur, rue Abbé Moreux.
- L'église Sainte-Anne à Asnières-lès-Bourges, rue Danton.
- L'église Sainte-Barbe, rue Pierre Bérégovoy.
- La chapelle de l'ancien séminaire, rue Baffier.
- La chapelle du Bon Pasteur, rue Jean Jaurès.
- La chapelle du Carmel, rue du puits Noir
- La chapelle des Carmélites, boulevard Gambetta.
- La chapelle des Clarisses, rue Emile Deschamps.
- La chapelle de la congrégation des Sœurs-Immaculée, rue Bourdaloue
- La chapelle du couvent des Sœurs de la Charité, avenue Arnaud De Vogue.
- La chapelle de l'Hôtel-Dieu, rue Gambon.
- La chapelle dite maison de la Parole, rue Porte Jaune.
- La chapelle Notre-Dame de la Paix, rue Cuvier.
- La chapelle du relais Saint-Paul, rue Fernand Léger.
- La chapelle Saint-Paul, avenue De Lattre (moderne).
- La chapelle Sainte-Jeanne-de-France, avenue du 95e de Ligne.
- La chapelle des Ursulines, rue des Arènes (tribunal).
- La chapelle, rue Baffier.
- La chapelle, rue Voltaire.
- L'église de L'abbaye Saint-Ambroix, avenue Jean Jaurès (restaurant).
- L'église des augustins, rue Calvin (désaffectée)
- L'église Saint-Aoustrillet, Impasse Jacques Cœur (désaffectée)
- L'église Saint-Fulgent (désaffectée)
- L'église Saint-Jean le Vieil, 2 rue Mayet Genetry (reste la crypte)
- L'église Saint-Médard (désaffectée)
- L'église du prieuré Saint-Martin-des-Champs, impasse Saint-Martin.
- L'église du prieuré Saint-Michel (désaffectée).
- L'église du prieuré Saint-Paul, résidence Vieil Castel.
- Le couvent des Augustins.

#### Protestants
- Le temple protestant de Bourges, 3 rue Vieille Saint-Ambroix.
- Le temple réformé, 7 rue de la Chaume.
- Le temple à Asnières-lès-Bourges, place du 14 Juillet (ancien).
- L'église évangélique adventiste, chemin de Villeneuve.
- L'église évangélique baptiste, avenue Marx Dormoy.
- L'évangélique Calvery, rue Auron.

#### Musulmans
- La mosquée El Fath, quartier Chancellerie.
- La mosquée Es-sunna, quartier des Gibjoncs.
- La mosquée les Jardins, vertueux quartier Aéroport.
- La mosquée turque quartier des Gibjoncs.

#### Mormons
- L'église de Jésus-Christ des saints des derniers jours, rue Jean Baffier.

### Médias

#### Presse locale
- Le Berry républicain : journal local quotidien du Cher. Il appartient au groupe Centre-France.
- La Bouinotte : le magazine du Berry.

#### Radios
- RCF en Berry (91.0 FM) : radio locale chrétienne du Diocèse de Bourges[177].
- Radio Résonance (96.9 FM) : radio associative berruyère[178].
- Radio Numéro 1 (97.6 FM) : radio locale commerciale dont les studios sont situés rue Archimède à Bourges. Elle émet aussi à Aubigny-sur-Nère (107.5 FM), dans la Nièvre et dans le sud du Loiret.
- Vibration (98.6 FM) : radio locale commerciale du Groupe 1981. Ses studios sont à Orléans et elle couvre le Centre-Val de Loire, l'est des Pays de la Loire et l'ouest bourguignon.
- Virgin Radio Centre (99.6 FM) : programme local de Virgin Radio réalisé depuis Tours. Il concerne aussi Châteauroux (96.6 FM). Sur Bourges, un studio réalise des infos locales et des publicités pour Bourges et sa région.
- France Bleu Berry (103.2 FM) : radio locale publique du Berry. Ses studios sont à Châteauroux. Cette fréquence émet sur tout le Cher grâce au site d'émission de Neuvy-deux-Clochers.

#### Télévision
France 3 Centre-Val de Loire émet le programme national de France 3 avec un décrochage local, notamment pour les JT. Elle diffusait sur Bourges et Châteauroux l'édition locale France 3 Berry, qui s'est arrêtée en juin 2016. Mais un bureau local existe toujours Place Planchat. France 3 Bourgogne émet aussi dans Bourges et le Cher depuis le site de Neuvy-Deux-Clochers. Pour combler les zones blanches de ce dernier, un réémetteur TNT détenu par Towercast est disponible pour le sud de Bourges. Il est installé sur le château d'eau du chemin des Goulevents.

## Économie

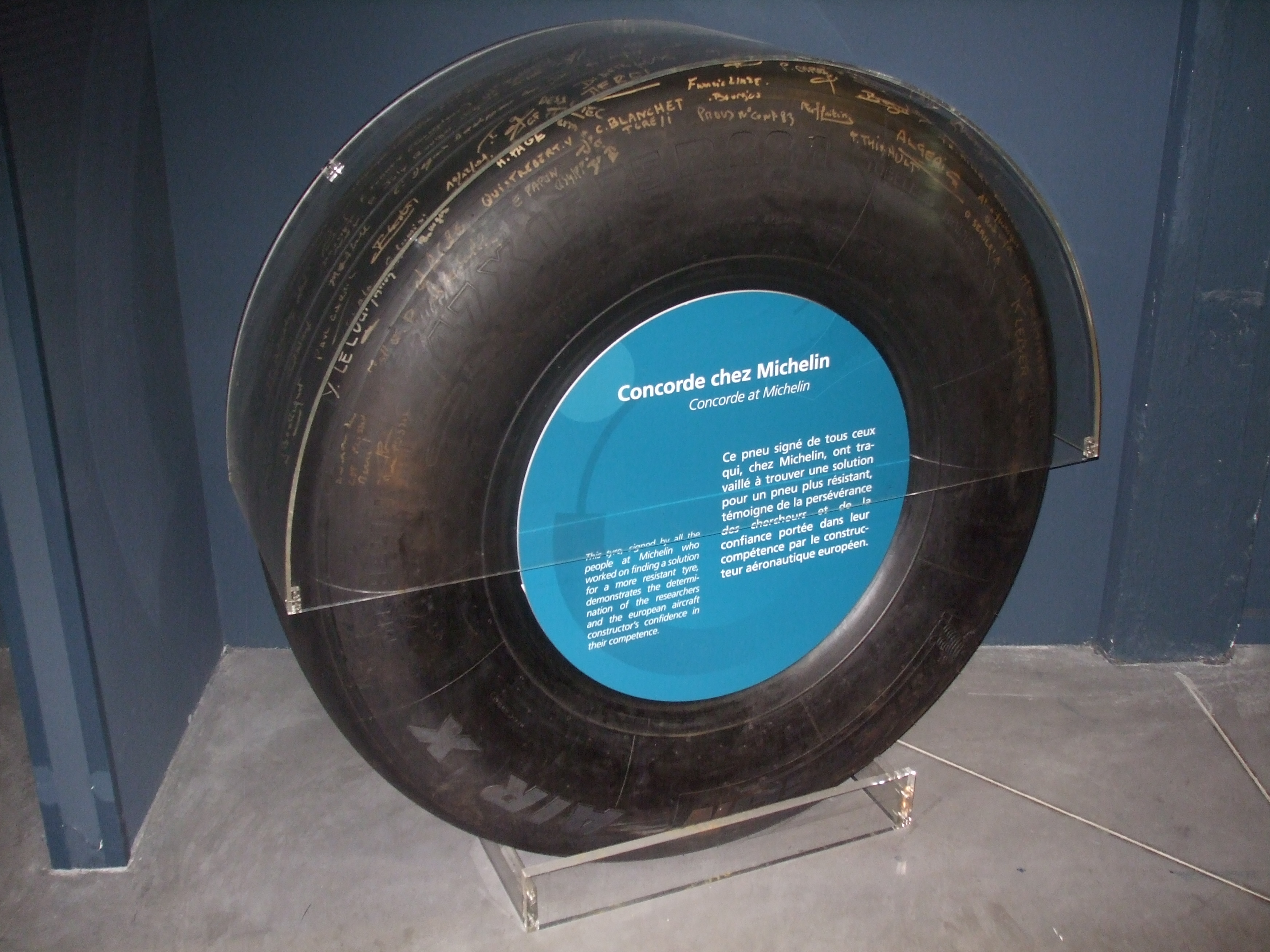
L'usine Michelin de Bourges est spécialisée dans les pneus aéronautiques.

À partir du XIXe siècle, Bourges retrouve un véritable essor économique : en 1850, la fonderie de Mazière s'installe au sud de la ville et s'équipe de deux hauts fourneaux circulaires en 1864 grâce à Louis Léonce Melchior de Vogüé ; elle se spécialise dans les charpentes métalliques comme celles du Pavillon Baltard de Paris, et les pièces de fonderie et du mobilier urbain ; l'installation d'industries métallurgiques, aéronautiques, chimiques et d'établissements militaires, attire une importante main-d'œuvre. Depuis 1952 une usine pour la fabrication des pneumatiques Michelin a été édifiée au nord de la ville. Aujourd'hui, le développement du trafic routier replace Bourges, grâce à sa position géographique, dans une situation privilégiée.
- L'usine Michelin est l'usine de ce groupe spécialisée dans les pneus aéronautiques et spatiaux, notamment ceux du Concorde, de la navette spatiale, des B777 et des Airbus A380, ainsi que des Mirage et Rafale (fabrication et rechapage).
- Au XIXe siècle, Bourges doit une partie de sa prospérité à sa traversée par le canal de Berry dont elle a d’ailleurs demandé la modification du tracé initialement prévu, vers 1811, afin d’être desservie par lui.
- Bourges est aussi le siège de l'entreprise Monin, créée en 1912 et connue pour ses sirops.

Bourges est également le siège de la Chambre de commerce et d'industrie du Cher, qui gère l’aéroport (code AITA : BOU).
Mais depuis le Second Empire et la volonté de l'empereur Napoléon III d'éloigner les sites importants de l'industrie française de fabrication d'armes des frontières de l'Est proches de la Prusse jugée belliqueuse, Bourges est devenu aussi un bastion historique de la défense nationale française puis européenne, avec à nouveau au XXIe siècle une hausse des emplois et des investissements à la suite de la guerre russo-ukrainienne et de l'invasion de l'Ukraine par la Russie en 2023, et la relance en Europe de l’industrie de l’armement.
Avec notamment les entreprises et institutions suivantes :
- Écoles militaires de Bourges (EMB) qui regroupent l'École du matériel et l'École du train et de la logistique opérationnelle (précédemment École du train et centre de formation logistique).
- Industrie de fabrication d'armement : historiquement, l'arsenal de Bourges ; DGA Techniques Terrestres (anciennement établissement technique de Bourges), Nexter (anciennement GIAT industries), devenu KNDS. Cette dernière entreprise est organisée en plusieurs entités : bureau d'études et  filiales de production, site de tests et d'homologation notamment pour les canons Caesar utilisés par les forces ukrainiennes.
- Centre de formation de la défense (CFD), principal centre de formation du personnel civil de la défense (anciennement centre de formation de la direction générale de l'Armement).
- Conception et fabrication aéronautique, Société nationale industrielle aérospatiale. Anciennement Nord-Aviation, puis Aérospatiale, suivie par la fusion avec Matra. En 2002, fusion avec deux grands missiliers anglais et italien, pour devenir la société MBDA.

Au total, entre les emplois civils et militaires, directs et indirects, l'industrie de la défense et les écoles militaires concernent en 2025, selon le journal Le Monde, près de 10 000 personnes dans la commune de Bourges, soit un sixième de la population.
L'industrie de la Défence connaît une période difficile dans la dernièredécennie du XXe siècle avec la perte de milliers d'emplois industriels  mais est à nouveau en plein essor dans les premières décennies du XXIe siècle grâce notamment aux contrats significatifs de vente d'avions Rafale au  Qatar et aux Émirats arabes unis, puis la guerre russo-ukrainienne, l'invasion de l'Ukraine par la Russie en 2023 et, à la suite de l'évolution de la politique américaine, la volonté de l'Europe de ce réarmer indépendamment de l'appui ou non des États-Unis.

### Économie du quartier Mazières-Barbès auXIXesiècle

#### Éléments économiques du Cher avant la fonderie
L'état des lieux dans le Cher avant 1846 est le suivant :
- le quartier se tient éloigné du centre-ville qui est ceinturé par les remparts. On y accède par des chemins ;
- une économie peu florissante tournée plutôt vers le monde agricole (agriculture et élevage) et s'appuyant sur des énergies éoliennes et hydrauliques (moulin à vent et à eau) ;
- une population essentiellement rurale, vivant loin de la ville, appauvrie et vivant dans des fermes ou de modestes habitations.

On note un appauvrissement des sols et des ressources agricoles :
- les déplacements s'effectuent à pied, à dos d'animaux (cheval) ou en charrette.

L'essor économique est favorisé par un certain nombre d'éléments historiques :
- la révolution industrielle (1780-1850) ;
- le marquis de Voguë, un industriel, décide d'installer sur ce quartier, une usine métallurgique (1846) (au 121 rue de Mazières) ;
- l'importance du canal du Berry ;
- le développement de produits comme la coke, la houille, le fer et les métaux nécessaires à la production de fontes et d'aciers ;
- le quartier se développe et s'agrandit en superficie de la ville au quartier et du quartier à la ville ;
- la transformation et progression en nombre de la population qui quitte les campagnes vers les villes. Cette population va pouvoir trouver de l'emploi, des logements, de l'éducation (école Barbès (filles) et salle d'asile (les petits)).

#### Période de la Fonderie

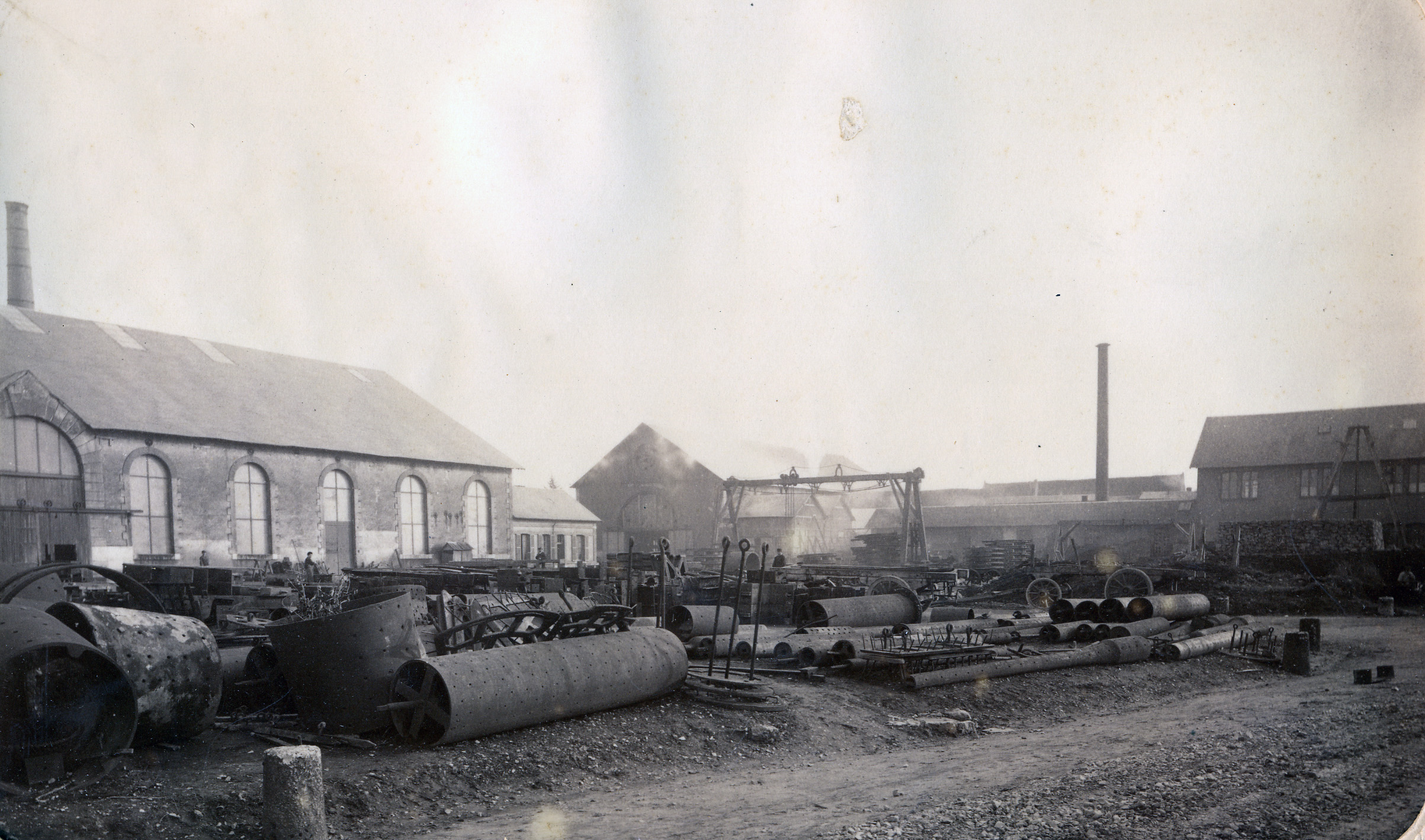
Vue de la cour de la fonderie de Mazière

C'est seulement à partir du XIXe siècle que Bourges retrouve un véritable essor économique : en 1850, la fonderie de Mazières s'installe au sud de la ville et s'équipe de deux hauts fourneaux circulaires en 1864 grâce à Louis Léonce Melchior de Vogüe ; elle se spécialise dans les charpentes métalliques comme celles du Pavillon Baltard de Paris, et les pièces de fonderie et du mobilier urbain. L'usine Mazières a un fort impact sur l'économie, comparée aux autres activités existantes dans le secteur, comme les moulins à eau et à vent qui permettent de fabriquer de la farine.
Après la Révolution de 1830, l'idée est de faire à Bourges un grand centre métallurgique, et en 1847, le marquis de Voguë demande l'autorisation de construire une « usine à fer » sur une propriété située au sud de la ville ; Louis Napoléon Bonaparte donne son accord le 6 juin 1850.

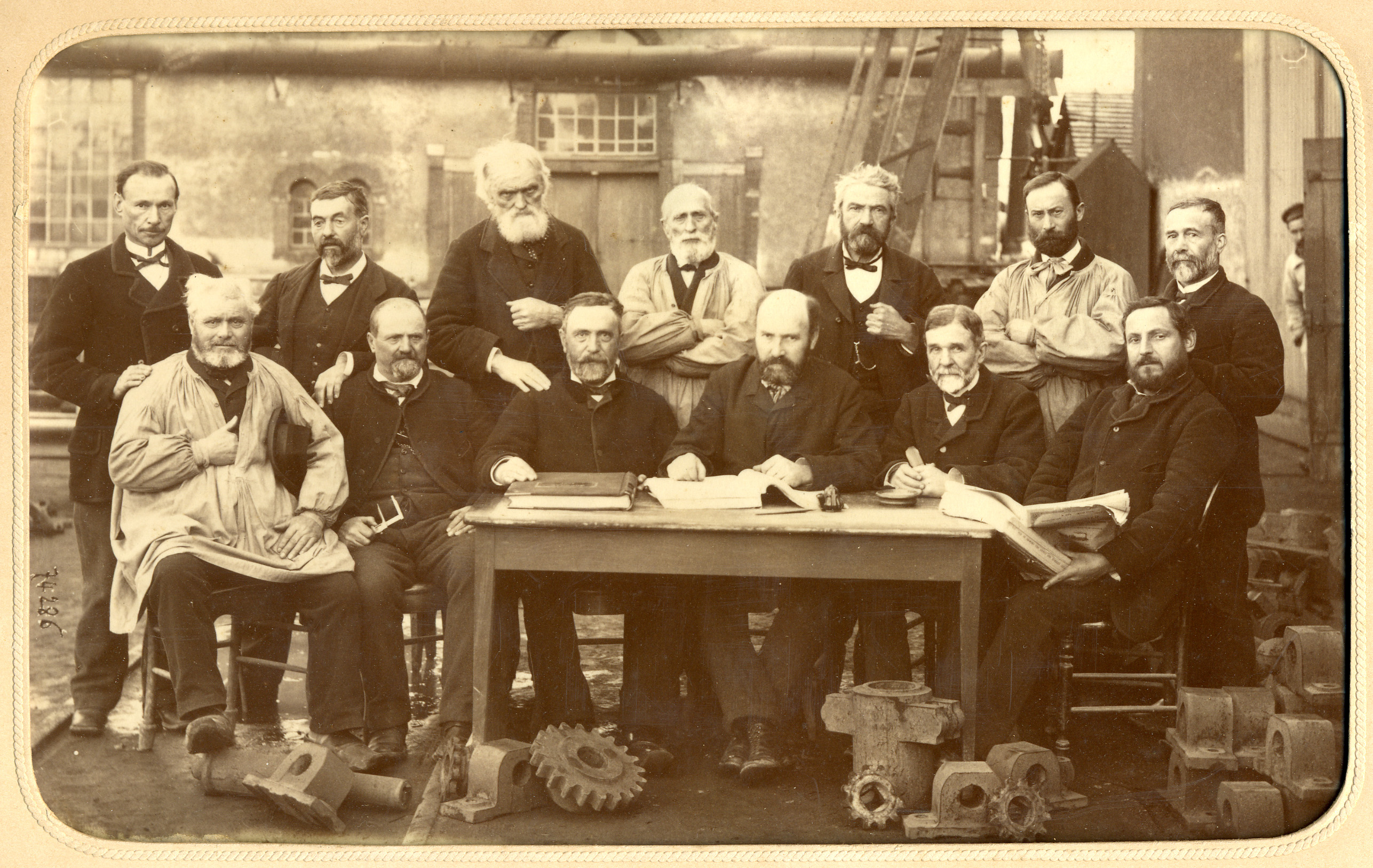
Équipe de direction de l'usine Mazière

La fonderie est créée en 1856 pour remplacer celle d'Ivoy-le-Pré. Elle va connaître une grande réussite durant l'essor industriel puis avec le temps, la transformation des énergies et du monde, elle va se transformer en développant d'autres activités (notamment le travail du bois).

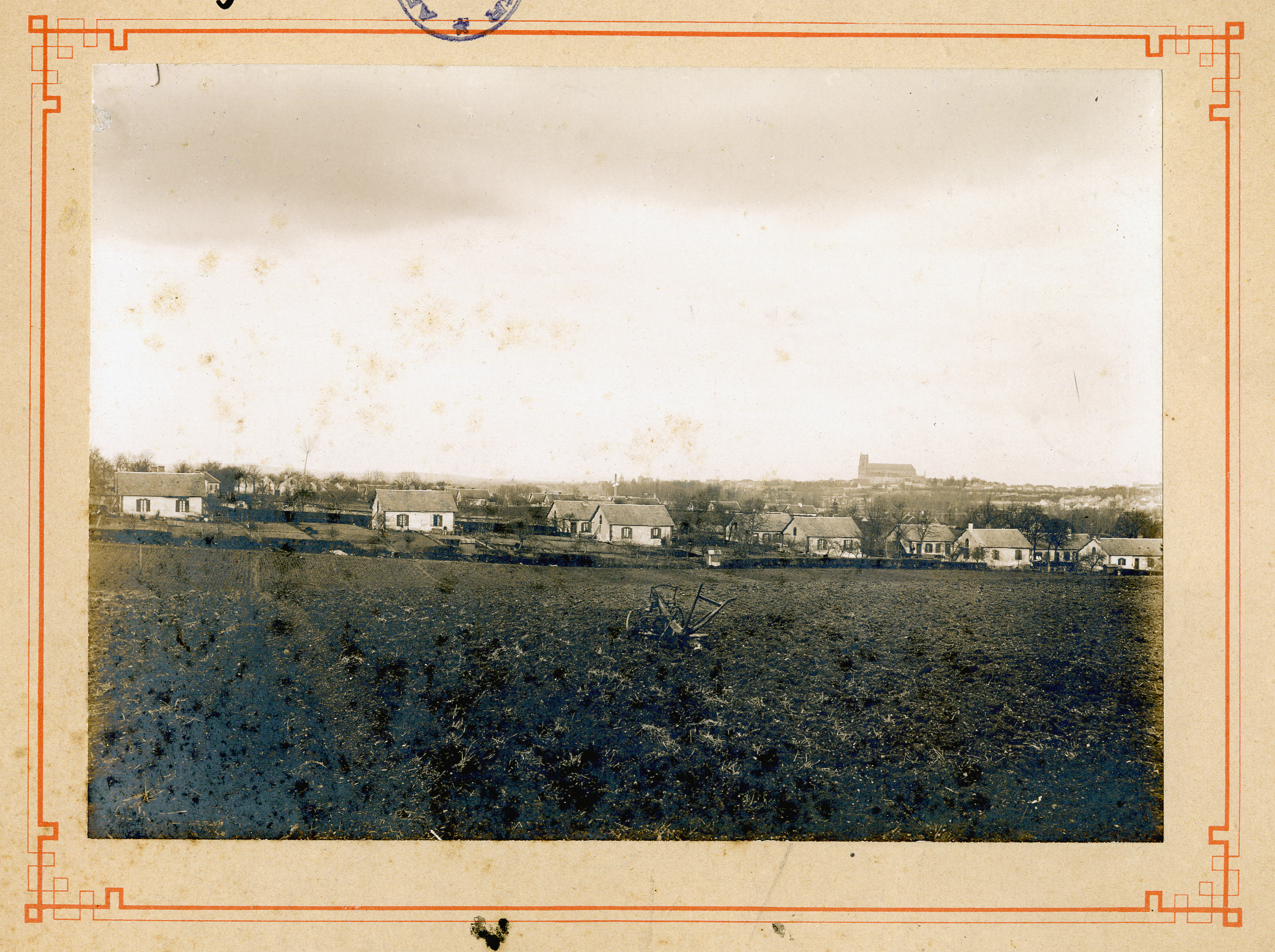
Les premières maisons du quartier de Mazières dépendant de la fonderie du Marquis de vogüe

Le marquis de Voguë Léonce de Vogüé construit son entreprise sous le modèle paternaliste : il aime ses ouvriers mais il est très exigeant. C'est ainsi qu'il fait construire tout autour de la fonderie des habitations modestes destinées aux familles des ouvriers mais c'est aussi l'occasion d'avoir sa main-d’œuvre proche et surveillée. Il crée ainsi sa cité ouvrière où lui-même va résider, dans une résidence plus huppée. On peut retrouver ces maisons dites maisons « d'ouvriers » de par leur architecture singulière (petite maison avec des échelles montant au grenier de face ou sur les pignons) dans des rues rendues célèbres grâce aux différents éléments cités (ce sont les rues Sainte-Louise, Sainte-Angélique, Mazières).

#### Conséquences de l'implantation de la fonderie
Sur le plan humain, on crée une société ouvrière avec un essor humain et social. Au XIXe siècle, l'urbanisation modèle la population qui des campagnes s'installe en ville (en périphérie) : il y a un développement conjoint de la ville au quartier et du quartier à la ville.
Sur le plan des transports, la nécessité de transporter les matières premières ou acheminer la production provoque la création d'une gare de marchandises souhaitée à cet endroit par le marquis. Mais cela pose problème, c'est ainsi qu'elle va être construite au nord de la ville (emplacement actuel). Il existait bien, sur ce quartier, une petite voie ferrée qui passait à l'emplacement de l'actuel boulevard de l'Avenir puis par la rue des Pervenches. L'arrêt était situé devant une petite maison (visible encore) en haut de la rue de Mazières, à l'opposé du site de la fonderie. Mais très peu de marchandises et de personnes étaient transportées.
Créé en 1814, le canal du Berry (ou du Cher) devient indispensable au transport. Le besoin d'eau pour la construction et le transport des produits va rendre important ce canal. On peut le repérer à Bourges puisque c'est l'actuel passage de la rocade verte derrière la médiathèque.

#### Développement économique du quartier Mazières-Barbès
La création de la fonderie de Mazières a apporté de nombreux et profonds changements dans le quartier sur de nombreux plans : économique, social et géographique :
- l'apparition de nouveaux métiers (ouvriers, contremaître, patron) ;
- le développement économique et l'enrichissement du quartier, de la ville par la fabrication et la vente de produits métallurgiques (armatures, charpentes de la gare Saint-Lazare) ;
- la création d'une cité ouvrière (lieu de travail et dortoir des ouvriers). Localisée dans certaines rues du quartier (Sainte-Ursule, Sainte-Angélique par exemple). Des maisons avec deux pièces habitables ;
- des transports différents : même si certains résistent encore, on peut observer la présence d'une petite gare avec une voie ferrée qui passe par l'actuel boulevard de l'Avenir et s'arrête au début de la rue de Mazières. Le train surnommé « le tacot » transporte peu de personnes ou marchandises.

Le transport le plus important se fait par voie fluviale, en péniche. C'est le canal du Berry qui est utilisé ;
- des petits commerces : les épiceries (fourmi Barbes).

La vie des hommes s'est améliorée, mais elle reste difficile. Hommes et femmes travaillent : les enfants même les plus petits peuvent être scolarisés.

#### Économie du quartier Mazières-Barbès
Les activités de l'usine, vont suivre le cours de l'Histoire et se poursuivre avec beaucoup de changements (production en armement, des changements de propriétaires, de nom). En 2002, La production de l'usine appelée « Manoirs Industries » s'arrête. L'usine est désaffectée en 2016, tout comme l'usine électrique créée en 1913 située non loin.
L'économie est peu développée : quelques petits commerces animent la vie du quartier et on note la présence d'infrastructures sportives (rugby, football, gymnastique et fitness) et culturelles diverses :
- des usines à l'abandon : l'usine électrique et l'ancienne fonderie : les fleurons de l'économie de l'époque du XIXe siècle ont disparu ;
- quelques commerces de proximité ;
- une circulation routière accrue avec le développement des transports et des axes routiers proches (avenue de Saint-Amand, boulevard de l'Avenir, boulevard de l'Industrie, rue Barbès, etc.).

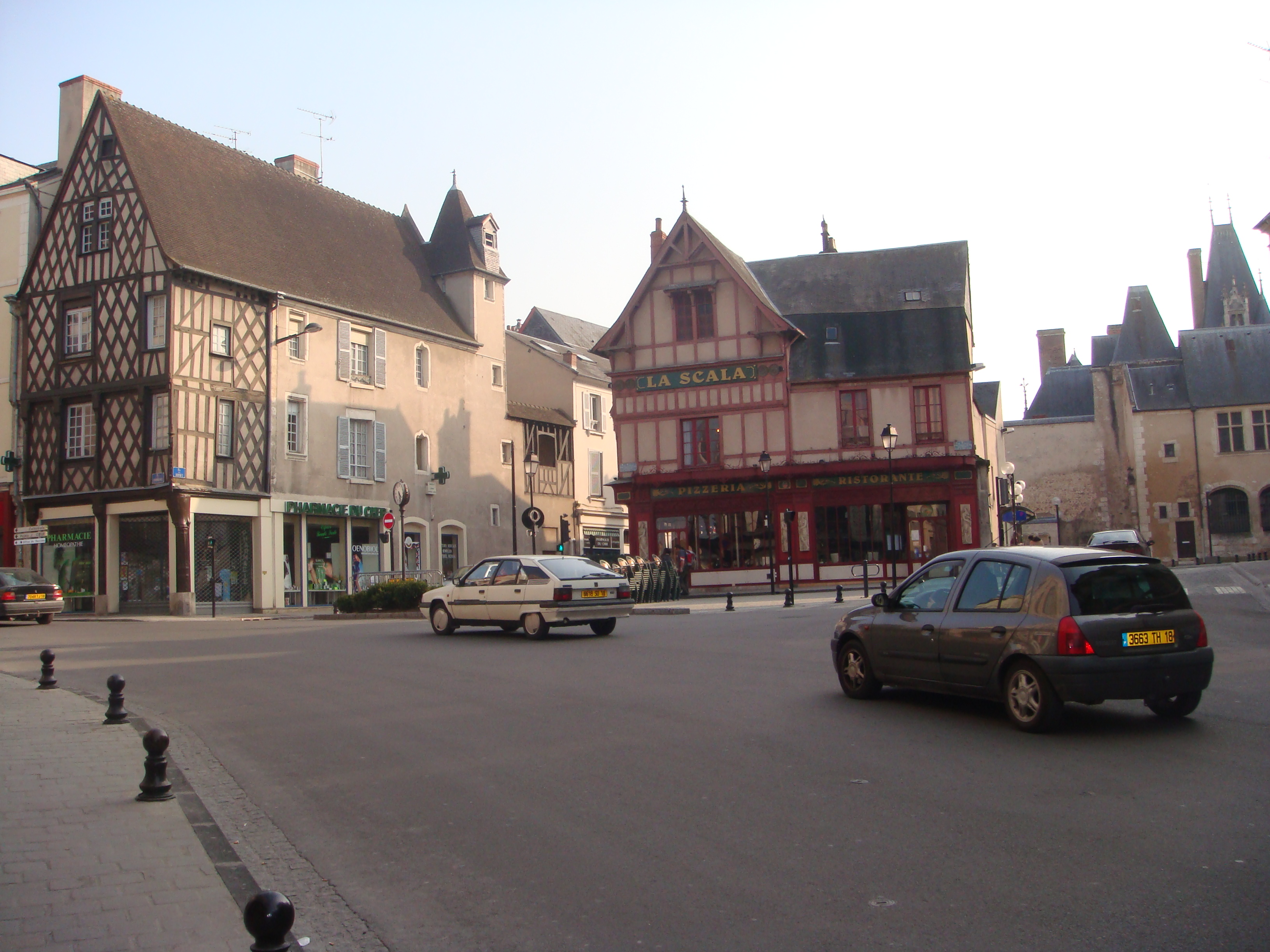
La place Planchat avec La Scala.
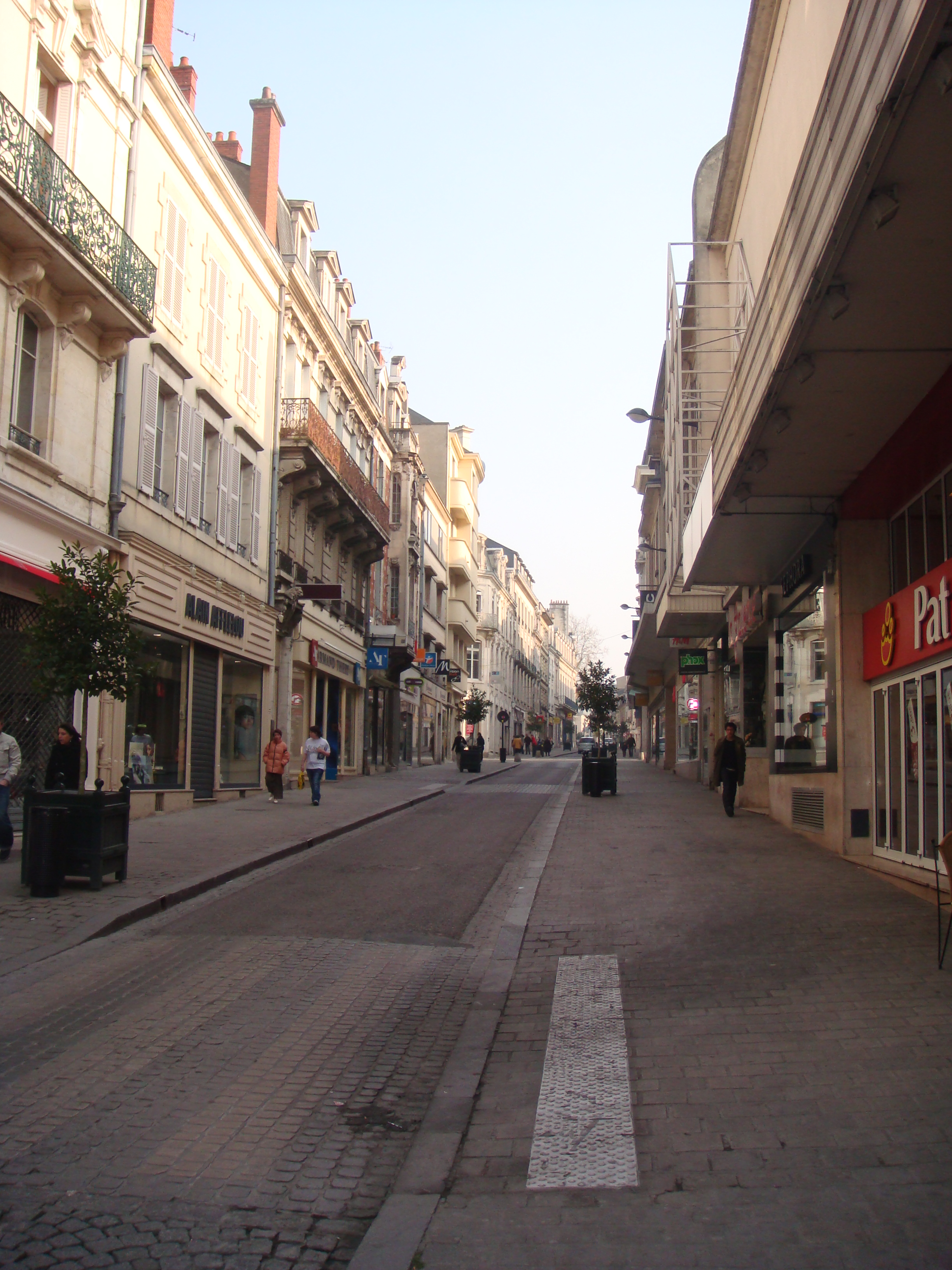
La rue Moyenne, principale rue commerçante de Bourges.

## Tourisme

### Randonnée
Bourges constitue une étape majeure de la Via Lemovicensis au départ de Vézelay, et constitue l'un des principaux chemins du pèlerinage vers Saint-Jacques-de-Compostelle, en Galice.

## Culture locale et patrimoine

### Lieux et monuments

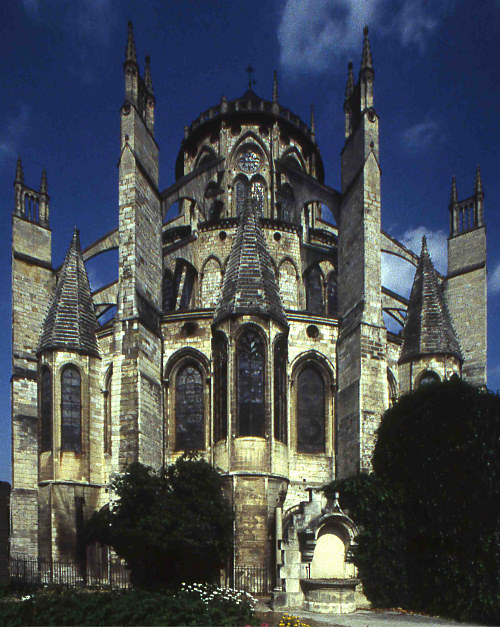
Cathédrale Saint-Étienne.

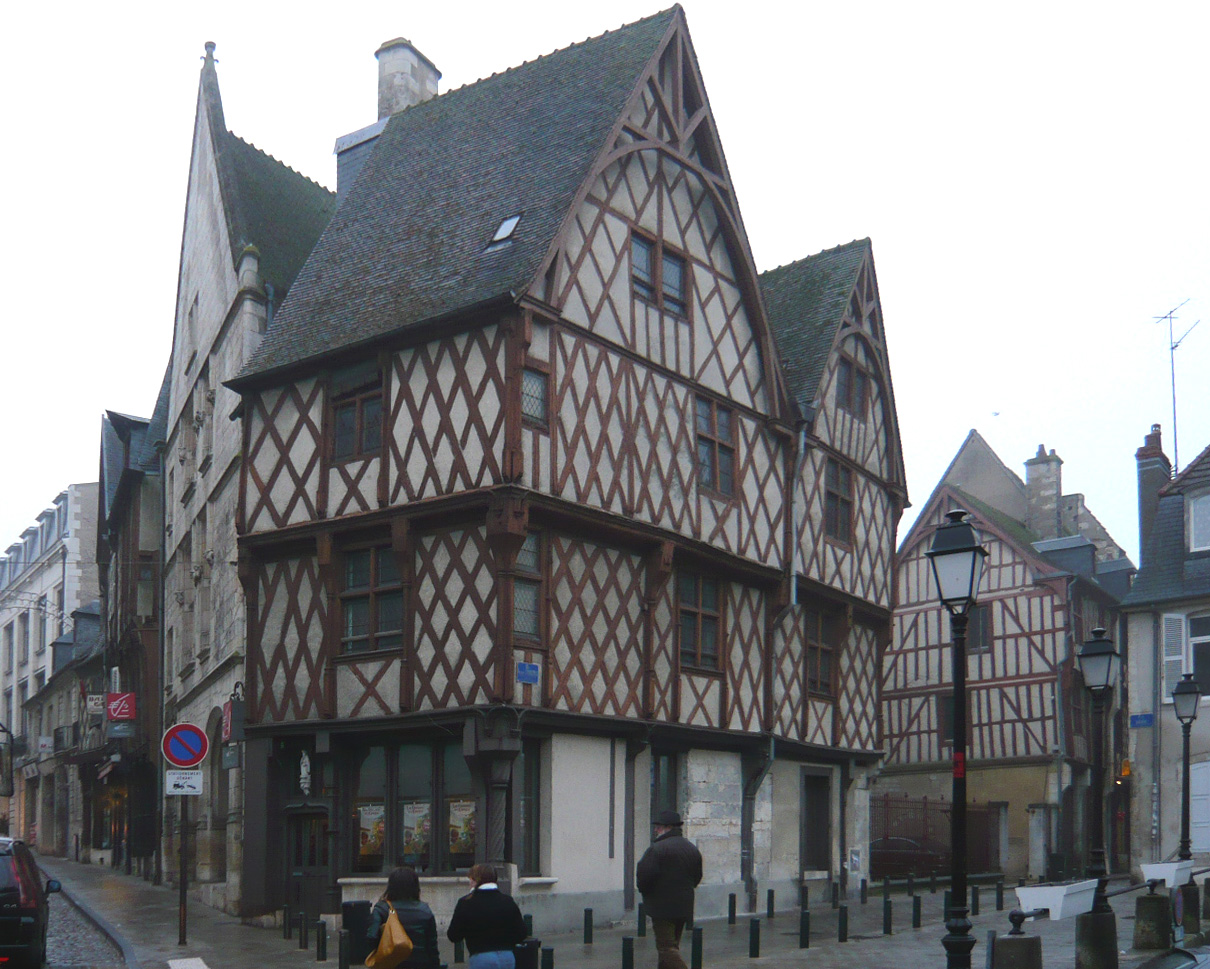
Maisons à pans de bois.

Bourges est classée Ville d’art et d’histoire.

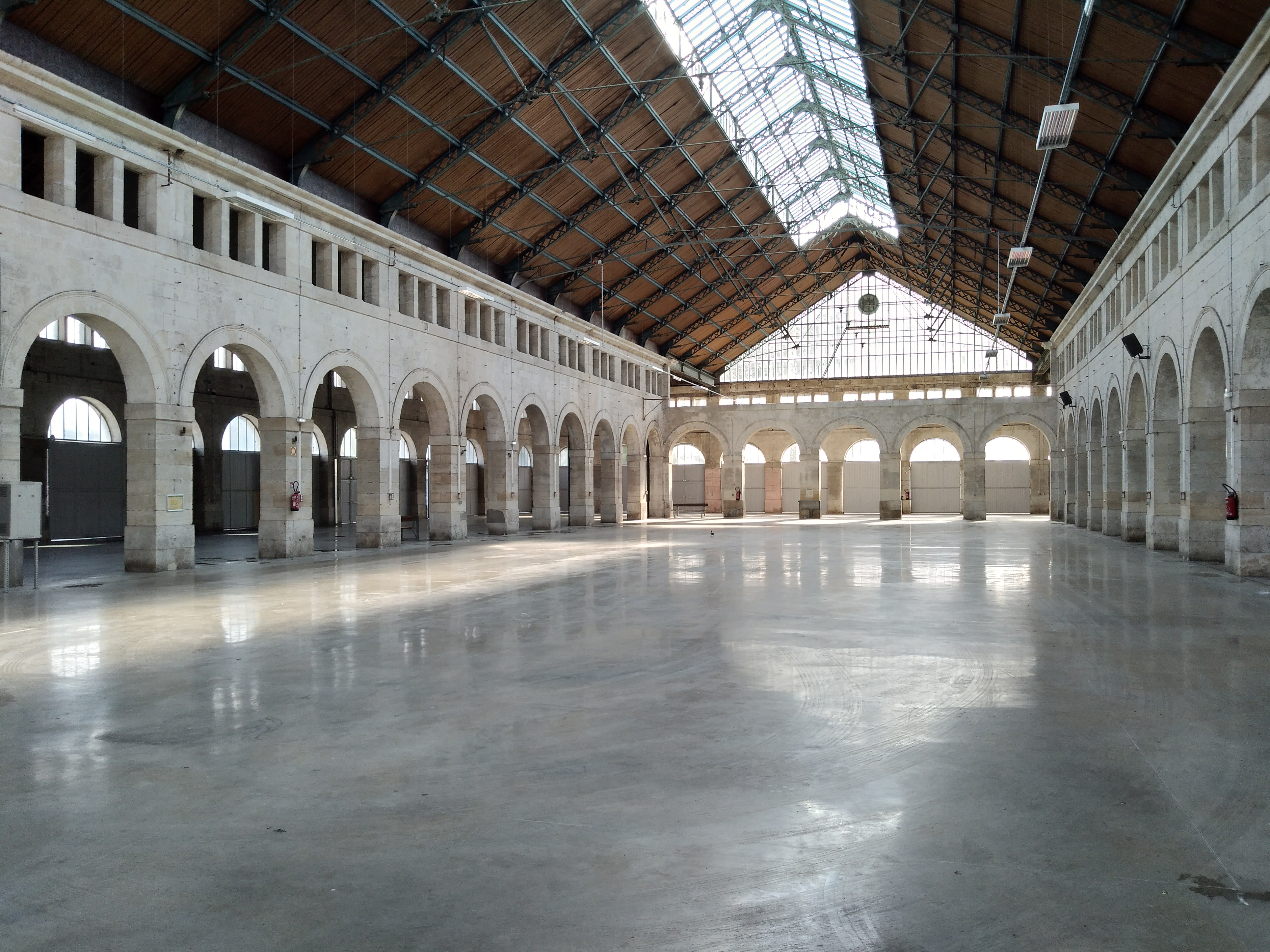
Halle au blé.

- Le palais Jacques-Cœur, habitation réalisée par Jacques Cœur à la fin du XVe siècle
- Le musée Maurice-Estève, dans l’ancien hôtel des Échevins
- Les marais de l’Yèvre et de la Voiselle, jardins familiaux et cultures maraîchères, ont été classés en 2003 sur la Liste des monuments naturels et des sites.

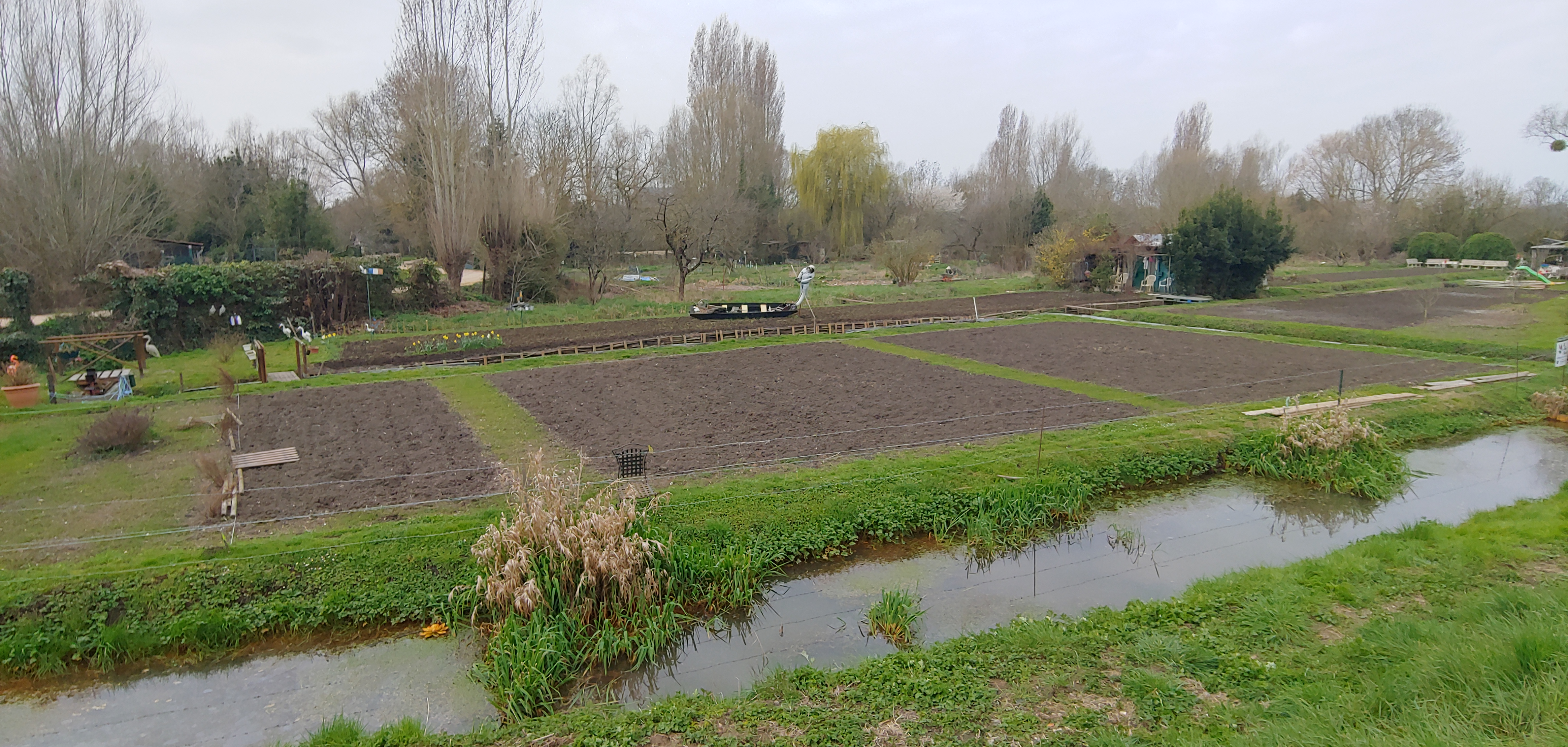
Les marais de Bourges

- Les vestiges des remparts gallo-romains.
- La maison d'arrêt de Bourges, appelée maison d'arrêt du Bordiot.
- La fontaine monumentale et le portique gallo-romain sous le palais du duc Jean de Berry[181],[182],[183]
- Les restes du palais du duc Jean de Berry (aujourd’hui préfecture)
- La place Gordaine et ses maisons à pans de bois (XIVe siècle)
- La grange des dîmes (XIIe siècle), rue Molière, près de la cathédrale
- Le palais archiépiscopal (XVIIe siècle), ancien hôtel de ville, et son jardin à la française (jardin de l’archevêché) attribué à Le Nôtre[184].
- Le canal de Berry et les rives de l’Auron
- L’hôtel Cujas, qui abrite le Musée du Berry
- L’hôtel Lallemant, exemple de la première Renaissance française, construit par les frères Jean Lallemant.
- Le cimetière des Capucins.
- La « Croix Moult Joie » (Croix Forte Joie), située sur la route nationale 151 (avenue Marcel-Haegelen) qui commémore l'emplacement de la bataille de Bourges de 1356, ou il est inscrit : « Croix érigée en souvenir de la victoire remportée sur les anglais par les habitants de Bourges en 1356 »[94]. Cette croix fut détruite et reconstruite plusieurs fois[95] ;
- La halle au blé, construite en 1836 sur l’emplacement du couvent des Cordeliers. Désaffectée, elle est aujourd'hui un lieu d’expositions et de manifestations diverses.
- La cathédrale Saint-Étienne, place Étienne Dolet, fait partie du patrimoine mondial de l’UNESCO depuis 1992.
- L'église Notre-Dame, rue Notre-Dame, presque entièrement détruite lors d'un incendie qui, en 1487, ravagea les deux tiers de la ville, l'église Saint-Pierre-le-Marché, dédiée plus tard à Notre-Dame, subit, lors de sa reconstruction, de multiples modifications de son plan initial : adjonction de bas-côtés et de la tour carrée qui s'élève au nord de la façade occidentale. C'est pourquoi se trouvent mêlés plusieurs styles.
- Le château de Lazenay.

### Spécialités culinaires
Plusieurs spécialités du patrimoine gastronomique sont originaires de Bourges :
- la forestine, un bonbon ;
- le zizi, une pâtisserie ;
- la Crécelle, une bière ;
- la galette de pomme de terre, une pâtisserie salée ;
- la bûchette du Berry, une confiserie ;
- les sanciaux ou crépiaux berrichons ;
- les sirops de Monin, sirops haut de gamme.

### Patrimoine culturel
La Maison de la Culture, inaugurée officiellement le 18 avril 1964 par André Malraux, ministre d'État chargé des affaires culturelles, est l'une des premières du type en France. En 2010, elle est en grande partie fermée en vue de sa rénovation.
Mais à la suite de nombreuses études du sol et de recherches archéologiques majeures sous le bâtiment, la rénovation a été interrompue pour une reconstruction à proximité, le nouveau site étant inauguré en 2021.
À Bourges se trouve le Conservatoire de musique et de danse du Cher et se trouvait l'Institut international de musique électroacoustique (IMEB).

#### Salles de spectacles

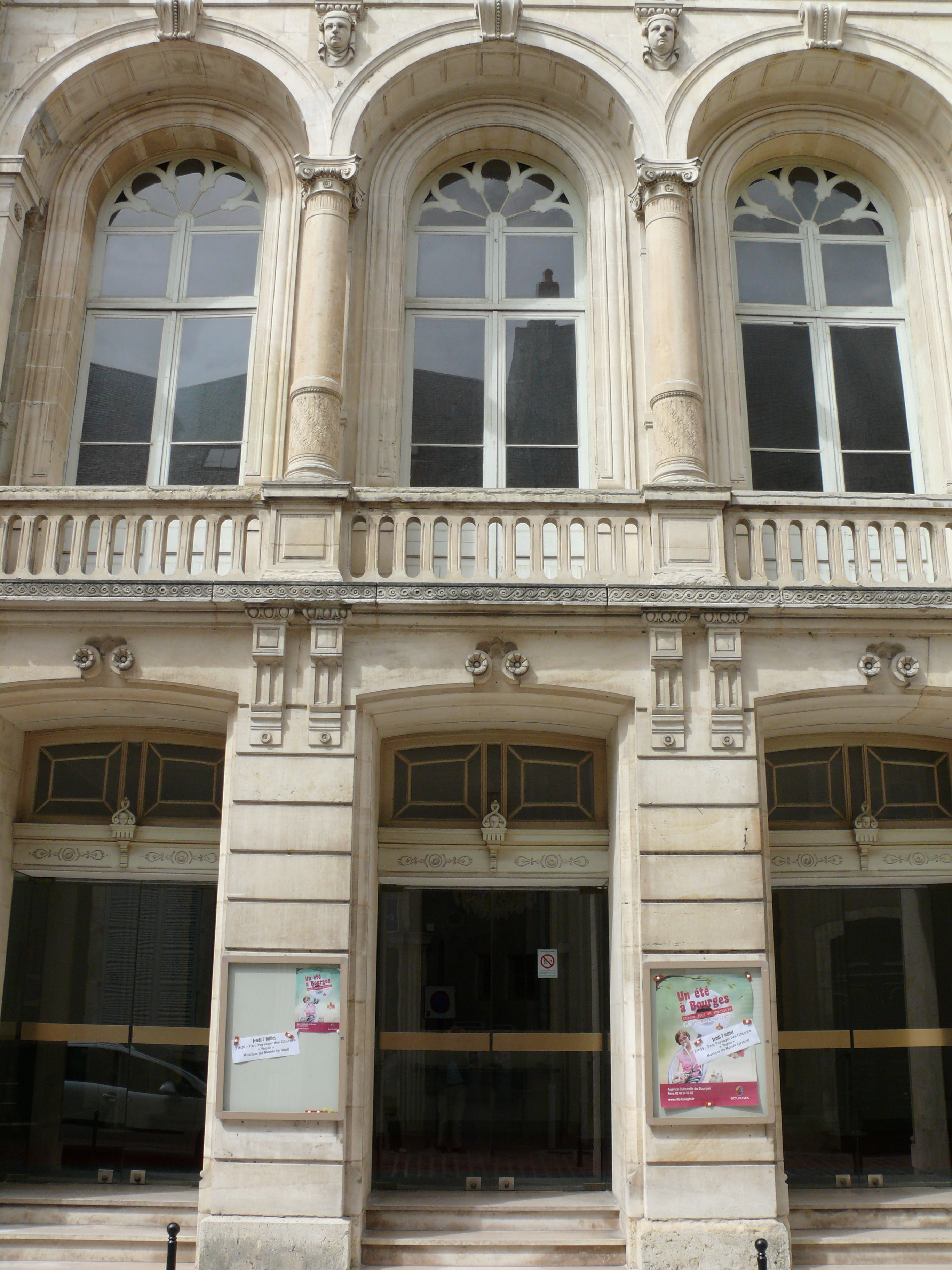
Entrée du théâtre Jacques-Cœur.

La ville de Bourges compte plusieurs salles de spectacle, parmi lesquelles :
- l'Auditorium (471 places + 10 PMR) ;
- le Hublot (234 à 500 places + 4 PMR) ;
- le théâtre Jacques-Cœur (350 places + 3 PMR) ;
- la Maison de la Culture (une salle de 700 places et une salle de 200 places) ;
- le Palais d'Auron (2 400 places) ;
- le théâtre Saint-Bonnet (120 places)[185] ;
- le 22-Ouest (500 places) et le 22-Est (500 places) ;
- le Salon d'Honneur.

#### Musées

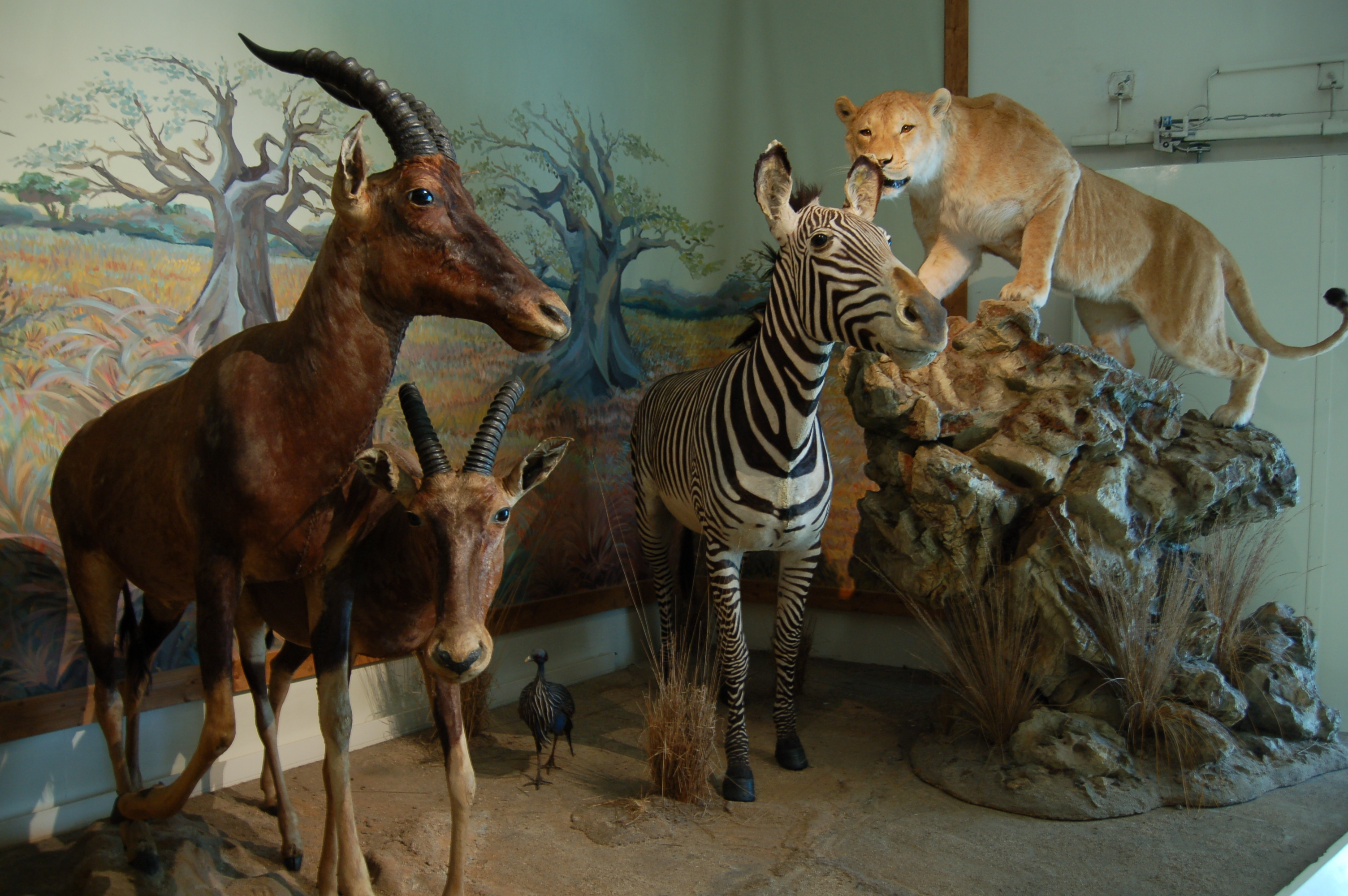
Animaux naturalisés au Muséum de Bourges.

- Musée du Berry (archéologie, arts et traditions populaires)
- Muséum d'histoire naturelle Gabriel-Foucher
- Musée Maurice-Estève (dédié au peintre moderne Maurice Estève)
- Hôtel Lallemant (consacré aux arts décoratifs)
- Musée des Meilleurs ouvriers de France
- Musée de la Résistance et de la Déportation du Cher
- Musée du Centre de formation de la Défense, à accès réglementé et restreint avec des pièces uniques (prototypes et seules restantes des conflits)

#### Bibliothèques
Les bibliothèques de la ville de Bourges comprennent :
- Médiathèque,
- Bibliothèque des Gibjoncs,
- Bibliothèque du Val d’Auron,
- Bibliothèque patrimoniale des Quatre Piliers.

### Pèlerinages
La ville est une étape de l'une des branches de l'un des chemins de  Saint-Jacques de Compostelle, la via Lemovicensis qui vient de Vezelay,,.

### Personnalités liées à la commune
- -Uther Pendragon, dans Lancelot-Graal, le père du Roi Arthur affirme être né à Bourges. Il rassemble une armée pour se rendre en Bretagne afin de combattre Claudas de Bourges, roi de la Terre Déserte. Cette situation évoque l’expédition en Bretagne au Ve siècle du chef britannique Riothamus qui voulait combattre des pillards basés à Bourges.
- Charles VII (1403-1461) et Louis XI (1423-1483), rois de France. Ce dernier est d’ailleurs le seul roi de France né à Bourges, et la cérémonie du baptême eut lieu dans la Cathédrale Saint-Étienne de Bourges le lendemain de la naissance[190].
- Jean Ier de Berry (1340-1416), frère de Charles V, ce prince capétien est considéré comme un mécène de la ville : il en fit une capitale artistique à la fin du XIVe début du XVe siècle. Il fit notamment construire à Bourges un palais ainsi que la Sainte-Chapelle palatine de Bourges.
- Jean Colombe (v. 1430-1493), enlumineur français.
- Charles de France (1446-1472), frère de Louis XI créa en 1463 l’université de Bourges qui rayonna longtemps hors du duché du Berry. André Alciat (1529-1533) et Jacques Cujas (1520-22-1590) y enseignèrent le droit.
- Jeanne de France (1464-1505) épouse déchue de Louis XII, titrée duchesse de Berry, fonde à Bourges l’ordre monastique de l’Annonciade.
- Jacques Cœur (1395-1456), marchand, y est né et y a fait construire un fastueux palais.
- Macée de Léodepart (vers 1403-1453), son épouse.
- Geoffroy Tory (1480-1533), pionnier de l’imprimerie.
- Barthélemy Aneau (début du XVIe siècle-1565), poète y est né.
- Jacques Cujas (1520-22-1590), jurisconsulte y a enseigné jusqu’à sa mort en 1590.
- François Ragueau, jurisconsulte (?-1605) son successeur. Sénéchal du Berry.
- Jean Chenu (1559-1627), jurisconsulte y est né et y a exercé sa profession d’avocat jusqu’à sa mort.
- Jean Calvin, le théologien et réformateur religieux y étudia de 1529 à 1531.
- Jean Boucher (1575-1632), peintre né à Bourges.
- François Dufaut (1604-1672), compositeur et luthiste français né à Bourges.
- Louis Bourdaloue (20 ou 28 août 1632-), jésuite, prédicateur, dont la renommée éclipsa un temps celle de Bossuet, y est né.
- Gaston-Laurent Cœurdoux (1691-1779), jésuite, missionnaire et indianiste y est né.
- Phillipe-Jacques de Bengy de Puyvallée (1743-1823), militaire et homme politique français, député aux États généraux de 1789.
- Joseph-Vincent-Dominique Fabrefonds (1752-1826), général des armées de la République et de l'Empire.
- Étienne François Sallé de Chou (1754-1832), avocat du Roi, député du Berry à l’Assemblée constituante de 1789, Premier Président de la Cour d'appel de Bourges.
- Louis Moinet (1768 - 1853), né à Bourges, horloger, peintre, enseignant aux Beaux-Arts, inventeur du Chronographe.
- Jean-Baptiste Augier (Bourges 1769-1819), général de la Révolution et de l’Empire, également député du Cher de 1813 à 1819.
- Antoine Boin (1769-1852), député du Cher sous la Restauration.
- Jean-Baptiste de Montsaulnin (1771-1846), homme politique né et décédé à Bourges, député du Cher de 1827 à 1831.
- Claude-Austrégésile de Bengy de Puyvallée (1778-1836), homme politique, président de la Société des agriculteurs du Cher.
- Alexandre Marie Gassot de Fussy (1779-1844), homme politique, maire de Bourges, député du Cher, préfet de la Creuse puis préfet de l'Indre.
- Claude-Denis Mater (1780-1862), magistrat et fondateur du musée départemental de Bourges, mort à Bourges.
- Marie-Madeleine d'Houët (1781-1858), née Marie-Madeleine-Victoire de Bengy, fondatrice d'une congrégation religieuse, les Fidèles compagnes de Jésus (F.C.J.). Elle a été reconnue vénérable par l'Église catholique.
- Émile Deschamps (1791-1871), poète y est né.
- Paul-Adrien Bourdaloue (1798-1868), maire-adjoint de la ville de Bourges, ingénieur des Ponts et Chaussées qui a laissé son nom au premier réseau de nivellement général de la France.
- Alphonse Joseph Charmeil (1804-1896), libraire, lithographe, peintre, bibliothécaire, conservateur du musée de Bourges, mort à Bourges.
- Pierre Duplan (1806-1878), homme politique, député du Cher de 1848 à 1849.
- Anatole de Bengy (1824-1871), jésuite tués par les communards durant le massacre de la rue Haxo. Son procès en béatification est ouvert en 1897.
- Agénor Bardoux (1829-1897), ministre de l'Instruction publique en 1877, né à Bourges.
- Julien Haton de La Goupillière (1833-1927), ingénieur, directeur de l’École des mines.
- Henri Brisson (1835-1912), président de l'Assemblée Nationale 1881-1885, 1904-1905, 1906-1912, président du Conseil 1885 et 1898.
- Valentin Peaudecerf (1835-1915), haut fonctionnaire et homme politique né à Bourges, préfet de l'Indre, sénateur du Cher de 1885 à 1903.
- Cochon de Lapparent (1839-1908), géologue né à Bourges.
- Berthe Morisot, artiste peintre (1841-1895) y est née en 1841.
- Jean Floux, poète (1855-1892) y est né et a fait ses études au collège de Sainte-Marie.
- Marguerite Audoux (1863-1937), écrivain, a passé son enfance dans l’orphelinat religieux de Bourges.
- Jules Renard (1864-1910), écrivain y a fait son service militaire et l'évoque dans ses écrits[191].
- L’abbé Théophile Moreux (1867-1954), célèbre astronome qui a fondé l’observatoire de Bourges.
- Gaëtan Gatian de Clérambault (1872-1934), célèbre psychiatre de l'hôpital Sainte-Anne, maître de Lacan, qui a décrit l'automatisme mental, y est né.
- Frédéric Boutet (1874-1941), auteur de romans et de nouvelles fantastiques, y est né.
- Maurice Bourlon est un officier et préhistorien né en 1875 à Bourges et mort au combat en 1914.
- Jules Bertaut (1877-1959), historien et critique littéraire né à Bourges.
- Henri Sellier (1883-1943), homme politique, sénateur, maire de Suresnes, ministre de la Santé 1936, y est né.
- Marcel Plaisant (1887-1958), homme politique.
- Charles Brown (1898-1988), compositeur, fut directeur de l’École Nationale de Musique de la ville de 1948 à 1970.
- Vladimir Jankélévitch (1903-1985), philosophe né au 13 boulevard Gambetta y vécut durant son enfance et son adolescence.
- Alfred Stanke « Le Franciscain de Bourges » (1904-1975) : né à Dantzig, le frère Alfred Stanke est envoyé en 1939 par l’armée allemande à la prison du Bordiot de Bourges, où il emploiera toute son énergie à soulager les blessures des prisonniers torturés par la Gestapo et à aider les résistants en captivité, tout cela au risque de sa vie. De cet homme, il reste des souvenirs vivaces au travers d’un film (Le Franciscain de Bourges de Claude Autant-Lara avec Hardy Krüger, Jean Desailly, Suzanne Flon, Sylvain Joubert, sorti en 1968) d’un livre et d’un timbre gravé en 2000.
- Jules Gaucher (1905-1954), colonel de la Légion étrangère tué au cours de la bataille de Diên Biên Phu.
- Hubert Jolivet (1906-1990), coureur cycliste, y est mort.
- Jean Meunier (né à Bourges 1906-1975), homme politique, député, maire de Tours 1944-1947, secrétaire d'État, cofondateur de La Nouvelle République du Centre-Ouest.
- Simone Weil (1909-1943), philosophe, y enseigna la philosophie une année en 1935.
- Marcel Bascoulard (1913-1978) est un des artistes de Bourges parmi les plus atypiques et les plus attachants.
- Georges Gosnat (1914-1982), homme politique français, y est né.
- Roger Testu (1913-2008), dessinateur humoristique.
- Simone Gerbier (1915-1993), actrice de cinéma et de théâtre, y est née.
- Armand Toupet (1919-2006), écrivain né à Bourges.
- Georges Monéger (1920-1944), alias Jo, résistant, Compagnon de la Libération, fusillé le 1er août 1944 à Bourg-Lastic[192]
- Jean Frézal (1922-2007), médecin, spécialiste de la génétique, fondateur du premier laboratoire français de cartographie des gènes humains associé à une unité clinique y est né.
- André Chaumeau (1924-2013), acteur français, y est né.
- Jean de Herdt (1923-2013), judoka français, y est né.
- Jean-François Deniau (1928-2007), homme politique, ministre, écrivain, membre de l’Académie française, fut également conseiller général du Cher, élu d’un canton de Bourges.
- André Touret (1929-2018), historien et auteur de la biographie de Marx Dormoy, y enseigna l’histoire plusieurs années.
- Alain Calmat (1940-), vice-champion olympique de patinage artistique, champion du monde en 1965, ancien ministre de la Jeunesse et des Sports (1984-86), député du Cher (1986-1988 et 1988-1993).
- Eliane Lavail (1943-), cheffe de chœur et d'orchestre française.
- Daniel Colling (1946-), Alain Meilland (1948-2017) et Maurice Frot (1928-2004) ont créé le Printemps de Bourges en 1977.
- Jean-Christophe Rufin (1952-), médecin, cofondateur de Médecins Sans Frontières, écrivain, prix Goncourt 2001, avec Rouge Brésil, y est né.
- Bernard Capo (1950-) dessinateur et chanteur, auteur de la bande dessinée Les Grandes Heures de Bourges
- Xavier Bazot (15 décembre 1955), écrivain, auteur entre autres de Un fraisier pour dimanche - 1996 - le serpent à plumes, qui s’inspire de son expérience de fils de pâtissier, y est né.
- François Kalist (1958-), né à Bourges, évêque de Limoges, puis archevêque de Clermont.
- Anne Larigauderie (1960-), écologue, responsable de la science dans la Société au Conseil international pour la science (ICSU).
- Laurent Bignolas (1961-), journaliste, présentateur du 19/20.
- Béatrice Vialle (1961-), aviatrice, pilote de Concorde.
- Laurent Nuñez (1964-), homme politique, y est né.
- Delphine Pelletier (1977-), triathlète internationale, y est née.
- Cédric Bernadotte (1978-), artiste contemporain, y est né.
- Emmanuel Imorou (1988-), footballeur international béninois, y est né.

### Héraldique
| Blason de Bourges | Blason  | D’azur à trois moutons passants d’argent, à la bordure engrêlée de gueules, au chef d’azur chargé de trois fleurs de lis d’or. Devise / CriSumma imperii penes Bituriges (Le souverain pouvoir appartient aux Bituriges). |
| Blason de Bourges | Détails | * Il y a là non-respect de la règle de contrariété des couleurs : ces armes sont fautives (bordure de gueules sur champ d'azur).                                                                                          |
| Blason de Bourges | Alias   | D’azur à trois moutons d’argent, accornés de sable, accolés de gueules et clarinés d’or, à la bordure engrêlée de gueules, au chef cousu d’azur, chargé de trois fleurs de lis d’or.                                      |

### Vie militaire

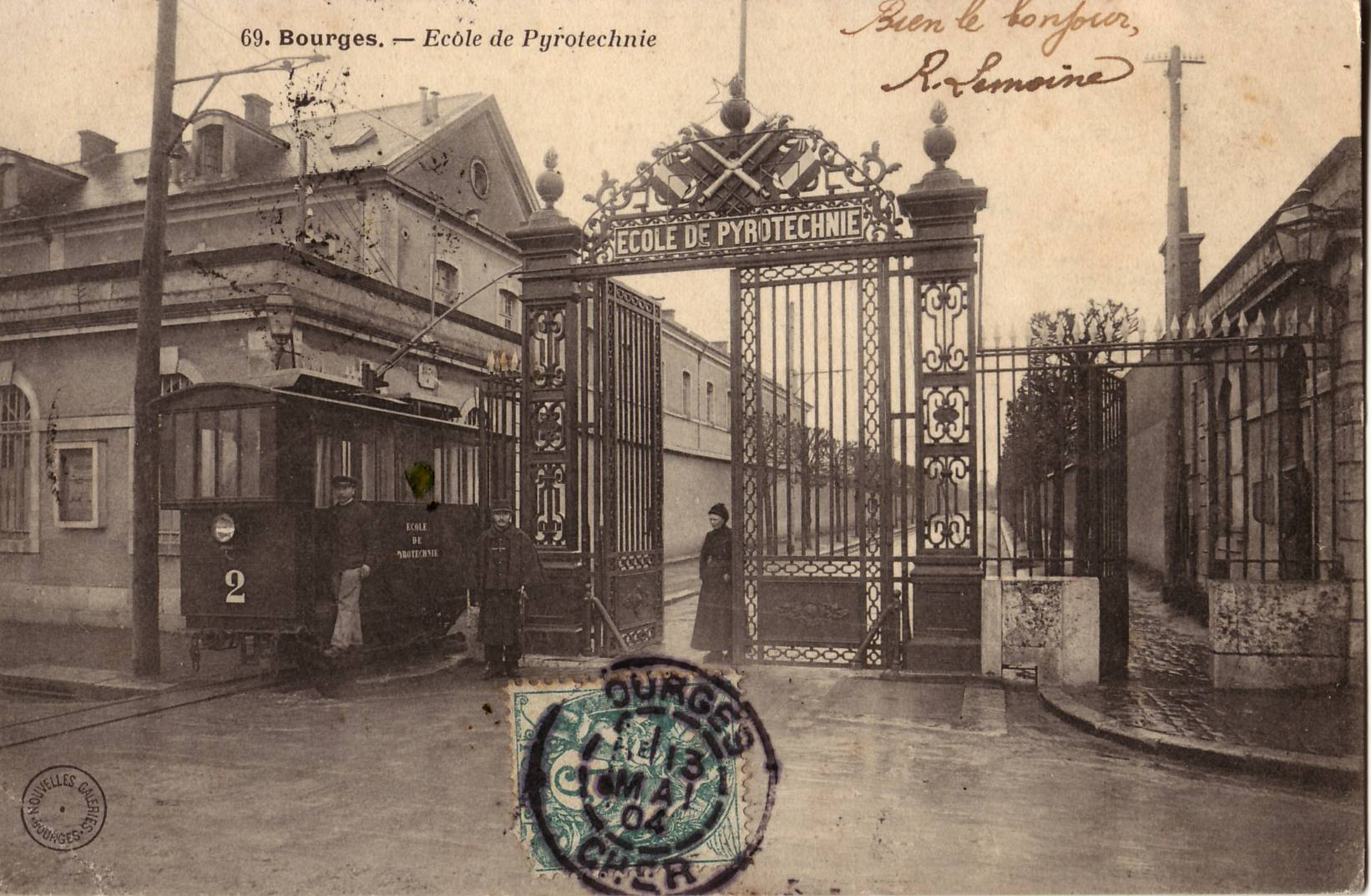
L'École de pyrotechnie, au tout début du XXe siècle. Elle était alors desservie par le tramway de Bourges.

En 1860, en raison de sa position centrale, Bourges est choisie pour être le centre de l’armement sous le Second Empire. La ville voit s’implanter la fonderie de canons (1866), l’arsenal, la direction de l’artillerie, l’École de pyrotechnie ainsi que le champ de tir du polygone.
En 1912, à côté de Bourges est créée l’école de pilotage d’Avord. Elle deviendra le plus grand centre de formation de la Première Guerre mondiale.
En 1928, la firme Hanriot implante son école de pilotage à Bourges. C’est le début de l’épopée aéronautique. Les ateliers de fabrication sont construits entre 1932 et 1939, et deviendront plus tard l’Aérospatiale.
Des aviateurs prestigieux séjournent à Bourges et à Avord :
- l’as Marcel Haegelen, 23 victoires, pilote d’essai de l’usine de Bourges ;
- l’as Georges Guynemer, 53 victoires, qui séjourne à Avord en 1915 ;
- René Fonck, l’as des as aux 75 victoires ;
- Antoine de Saint-Exupéry, qui sort sous-lieutenant de la base d’Avord.

#### Unités ayant été stationnées à Bourges
- État-major du 8e corps d’armée, (avant) 1906 - 1913 (jusqu’à ?)
- État-major de la 15e division d’infanterie, 1913
- État-major de la 16e division d’infanterie, 1913
- État-major de la 9e division d’infanterie motorisée, 1939 - 1940
- État-major de la 8e division de cavalerie, 1913
- 95e régiment d’infanterie, (avant) 1906 - 1986
- 1er régiment d’artillerie de campagne, 1906 - 1914
- 37e régiment d’artillerie de campagne, 1906 - 1914
- 511e régiment de chars de combat, 1922 - 1929
- 51e bataillon de chars lourds, 1929 - 1936
- 37e régiment d’artillerie lourde hippomobile, 1939
- 8e légion de gendarmerie, 1906
- École supérieure et d'application du matériel (ESAM), 1960 - 2009
- Écoles militaires de Bourges[196], août 2009.

#### Industrie aéronautique et militaire
À partir de 1928 les industries aéronautiques se succèdent à Bourges :
- 1928, l’école Hanriot s’installe à Bourges, et deux ans plus tard, la société Hanriot commence des fabrications d’avions ;
- la Société Générale de l'Aéronautique (SGA) regroupe de 1930 à 1934 les usines Hanriot, des moteurs Lorraine, Nieuport Delage et SECM ;
- en 1936, création de la Société nationale des constructions aéronautiques du Centre (SNCAC), fusion et nationalisation des sociétés Hanriot et Farman ;
- 1950, la SNCAC devient la Société nationale des constructions aéronautiques du Nord (SNCAN) ;
- 1958, la SNCAN change d’appellation et devient Nord-Aviation ;
- la Société nationale industrielle aérospatiale (SNIAS) naît le 1er janvier 1970. Elle regroupe Nord-Aviation, Sud-Aviation et la Société d'étude et de réalisation d'engins balistiques (Sereb) ;
- 24 juin 1984, la SNIAS devient Aérospatiale ;
- en 2001, Aérospatiale devient MBDA.

Bourges est aussi un haut lieu pour l'industrie d'armement terrestre avec :
- Nexter (ex-Giat Industries) possédant deux sites sur le territoire de Bourges dont la dernière cannonerie de France[197] et des installations pyrotechniques ;
- le centre d'essais DGA Techniques terrestres (ex-ETBS) et son polygone de tir d'une longueur de trente kilomètres ;
- le centre de formation de la défense et ses formations en pyrotechnie.

##### Avions fabriqués à Bourges

###### Avant-guerre

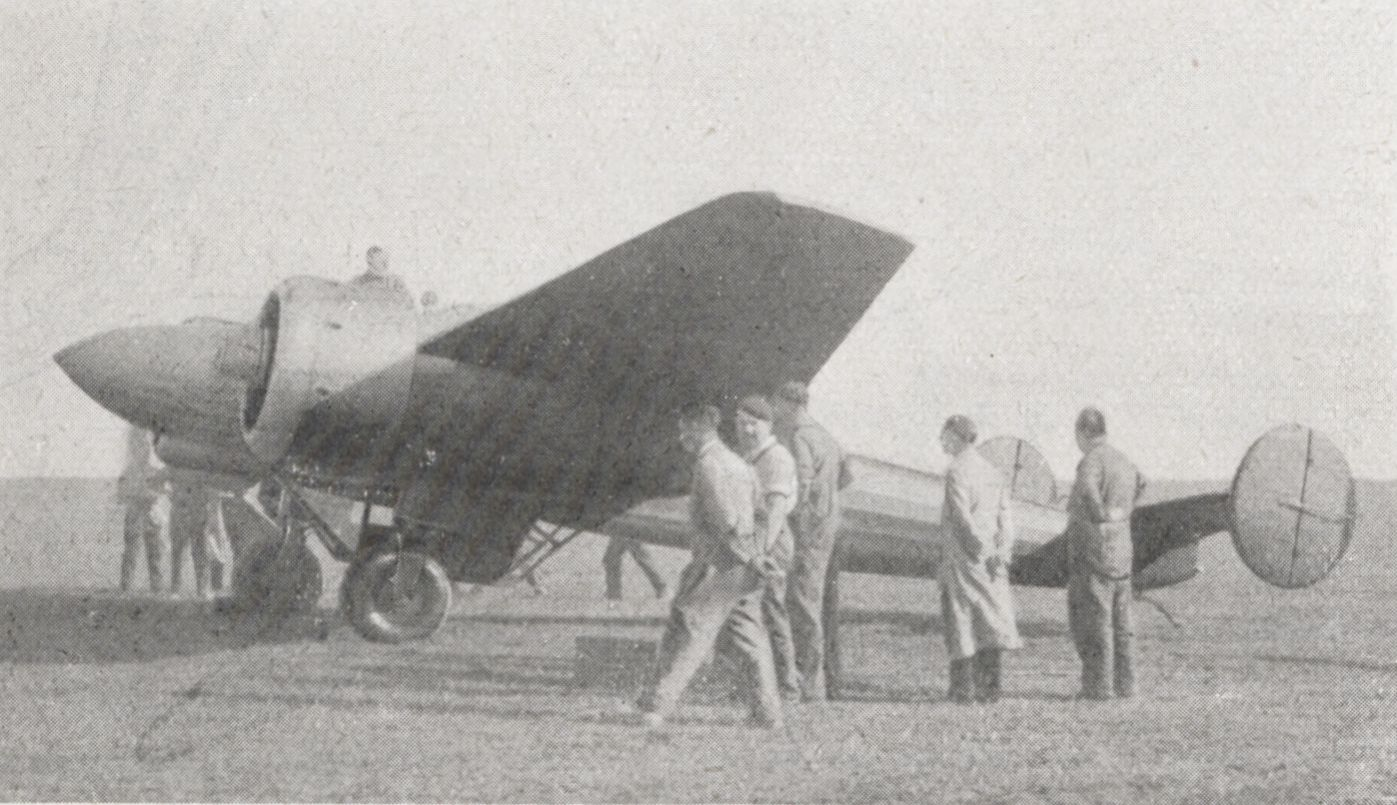
Le prototype du Hanriot NC.510 à Bourges en 1938.

- Avion d’observation Potez 25 (312 appareils, 1930 à 1933).
- Avion d’entrainement Hanriot 431 (en) (jusqu’en 1933), Hanriot 432 (2 exemplaires), avion d’observation Hanriot 433 (26 appareils, 1935) et avion d’observation Hanriot 436 (50 appareils, 1934).
- Hanriot 16 et 16-1 (40 appareils, 1934).
- Avion de bombardement Bloch MB.200 (45 matériels, 1935 à 1936).
- Avion de bombardement Bloch MB.210 (50 ou 70 matériels, 1936 à 1939).
- Hanriot 182 (en) (45 matériels, 1935 à 1937. Puis environ 200 matériels de 1938 à 1939).
- Hanriot 192 (en) (9 matériels).
- Chasseur monoplace Curtis H 75 A1 (origine États-Unis, assemblés à Bourges en 1939).
- Bimoteur d’entrainement Hanriot 232 (19 matériels, 1940).
- Avion d’assaut Breguet 693 (27 matériels, 1940).
- Avion ambulance Hanriot 437 (en) (1 ex.).
- Avion d’observation Hanriot 438 (en) (12 ex.).
- Hanriot 439 (en) (13 ex.).
- Prototypes trimoteur LH 70 (1930) et bipoutre H 110 puis H 115.
- Bimoteur d’entrainement et d’observation NC 510 (2 prototypes, 1938 à 1939) et NC.530 dérivé.
- Chasseur bombardier, bimoteur triplace H.220/NC-600 (1 prototype et 1 ex. série, 1940).

###### Période de l'occupation
- Avion de liaison bimoteur Siebel 204 A, 115 appareils, avril 1942 à fin 1943.
- Avion-école et de liaison bimoteur Siebel 204 D, 796 appareils commandés, livraison de septembre 1943 à juin 1944.

###### Après-guerre
- Avion de liaison école NC 701 « Martinet » copie du Siebel 204 D (263 exemplaires, 1944 à 1949).
- Avion de liaison NC 702 (62 ex, 1947 à 1949).
- Quadriplace NC 840 « Chardonneret » (1 prototype, 1945).
- Avions légers NC 850 (1 prototype, 1947), NC 851 (9 ex, 1947), NC 852 (1 prototype), NC 853 (40 ex, 1949).
- Avion cargo quadrimoteur « Cormoran » NC 210 et NC 211 (2 prototypes, 1948 à 1949).
- Avion de tourisme NC 856 (1 ex, 1949).
- Avion de tourisme NC 860 (1 ex, 1949).
- Avion de transport Noratlas, ou Nord 2501 (221 ex, 1952 à 1959).
- Avion de transport Nord N262 et N262E « Frégate » (110 ex, 1961 à 1976).
- Avion de transport Transall C160 (56 ex, 1963 à 1973).
- Pointe avant du Mirage F1 (600 tronçons).
- Tronçon voilure 21 du Concorde.
- Case de train et « Bossettes » de l’A300.
- Plan centraux ATR 42 et ATR 72.
- Fuselage du Falcon 50.

##### Missiles fabriqués à Bourges
- Missiles antichar SS10, ENTAC, SS.11, Milan, HOT et Eryx.
- Missiles antinavire SS-12, Exocet MM38, AM39, SM 39, MM40.
- Missiles sol-air Roland, Aster 15 et Aster 30.
- Missiles air-sol AS-15, AS-20, AS-30, Apache et SCALP-EG.
- Missiles air-sol nucléaires ASMP et ASMP A.
- Cibles C22.

#### Bases de données et dictionnaires
- Site officiel
- Ressources relatives à la géographie :   - Insee (communes)
  - Ldh/EHESS/Cassini
- Ressource relative à la santé :   - Fichier national des établissements sanitaires et sociaux
- Ressource relative à plusieurs domaines :   - Annuaire du service public français
- Ressource relative aux beaux-arts :   - Grove Art Online
- Ressource relative à la musique :   - MusicBrainz
- Notices dans des dictionnaires ou encyclopédies généralistes :   - Britannica
  - Den Store Danske Encyklopædi
  - Enciclopedia De Agostini
  - Gran Enciclopèdia Catalana
  - Hrvatska Enciklopedija
  - Internetowa encyklopedia PWN
  - Larousse
  - Store norske leksikon
  - Universalis
- Notices d'autorité :   - VIAF
  - BnF (données)
  - IdRef
  - LCCN
  - GND
  - Espagne
  - Israël
  - Vatican
  - Tchéquie